# Konserthuset Stockholm
Konserthuset Stockholm ligger i kvarteret Konserthuset 2 i Stockholms centrum vid Hötorget i hörnet Kungsgatan och Sveavägen. Byggnaden uppfördes åren 1924–1926 efter ritningar av arkitekt Ivar Tengbom. 
Konserthuset, som invigdes den 7 april 1926, räknas som ett av de mest framstående exemplen på den svenska 1920-talsklassicismen och var en av de första byggnaderna i Sverige särskilt avsedda för orkestermusik. Konserthuset i Stockholm har som ett musikens hus, men även som enskilt byggnadsverk, få motsvarigheter vare sig i Sverige eller utomlands. Flera av 1920-talets främsta svenska konstnärer och formgivare bidrog till interiörens gestaltning där Grünewaldsalen räknas till höjdpunkten. Med Konserthuset och varuhuset PUB, som uppfördes samtidigt, fick Hötorget ett helt nytt utseende.
Sedan 1926 utdelas Nobelprisen i medicin, fysik, kemi och litteratur den 10 december varje år i Stockholms konserthus. Polar Music Prize, som instiftades 1989, delas ut årligen i Konserthuset sedan 2004. Två litterära priser, Litteraturpriset till Astrid Lindgrens minne samt Augustpriset, utdelas också här sedan 2010 respektive 2008.
Konserthusbyggnaden är blåklassad av Stadsmuseet i Stockholm vilket innebär att bebyggelsens kulturhistoriska värde anses motsvara fordringarna för byggnadsminnen i Kulturmiljölagen av stadsmuseet.

## Bakgrund

### Tidiga planer

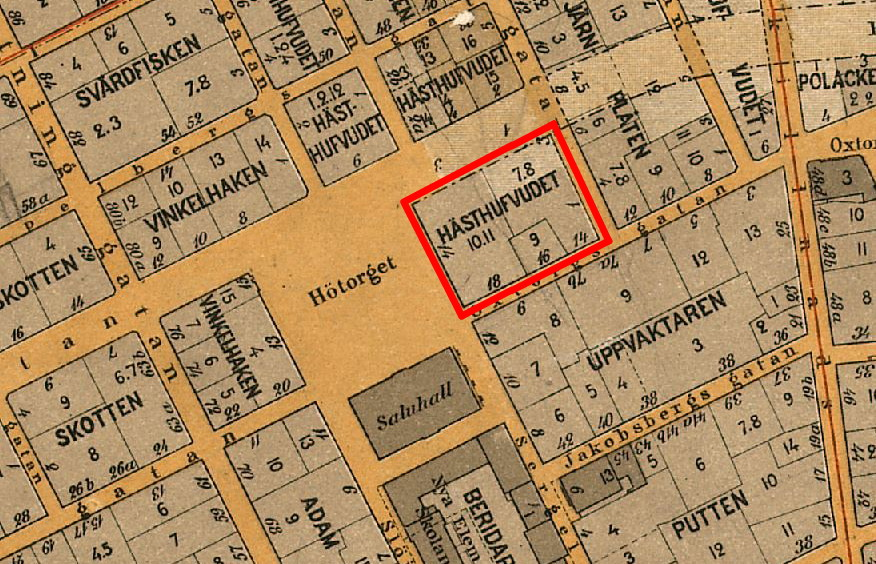
Konserthustomten 1909.

I slutet av 1860-talet formulerades för första gången idéerna om ett eget hus för den symfoniska musiken i Stockholm. Man tänkte sig Fersenska terrassen på Blasieholmen och ett förslag utarbetades av arkitekt Johan Fredrik Åbom. Projektet genomfördes dock aldrig och det dröjde sedan till början av 1900-talet innan frågan togs upp igen. Flera projekt presenterades för att lösa lokalproblemet, men ekonomiska medel saknades. Vid den tiden bedrev Konsertföreningen, som hade bildats 1902, sin musikaliska verksamhet i provisoriska och icke ändamålsenliga lokaler. Efter 1914 och fram till 1926 var Auditorium (den gamla, ombyggda gasklockan vid Norra Bantorget) Stockholms konsertförenings huvudsal.

### Tomten

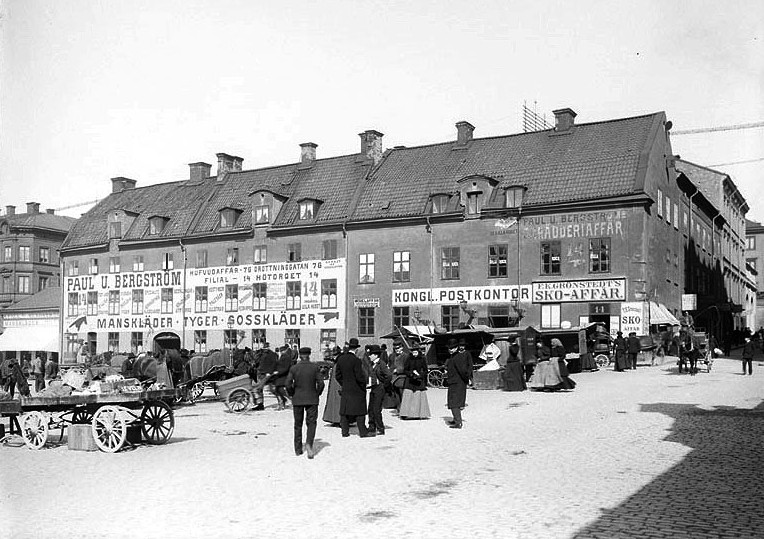
Bebyggelsen på Konserthustomten 1898.

År 1917, i slutskedet av första världskriget, hade Konsertföreningen hittat en lämplig tomt i kvarteret Hästhuvudet vid östra sidan om Hötorget. Kvarteret bestod av äldre fastigheter från 1700- och 1800-talen; bland annat fanns här ett tryckeri och redaktionen för Svenska Morgonbladet. Handelsmannen Paul Urban Bergström hade sin butik för manskläder, gosskläder och tyger i en av byggnaderna. Platsen var väl vald. Området kring Hötorget och trakten vid Kungsgatan och Sveavägen fick kring sekelskiftet 1900 ny status då allt fler affärsidkare etablerade sig här eftersom Gamla stan började överges som huvudstadens affärscentrum till förmån för Nedre Norrmalm. Kungsgatans förlängning österut var just avslutad och gatan höll på att byggas ut till en ny affärsgata av mer internationellt snitt, och för Sveavägen fanns långtgående planer på en förlängning söderut (se Norrmalmsregleringen).

### Finansiering
En kommitté bildades (med bland andra prins Eugen och Josef Sachs som medlemmar) och privata donationer började flyta in. Bland de största gåvorna fanns en privat testamentarisk donation på 400 000 kronor från Rosa Nachmanson (född Davidson). Vid sin död 1916 efterlämnande hon en förmögenhet på 3,3 miljoner kronor. En del skulle "användas i och för allmänt välgörande eller allmännyttigt ändamål eller i syfte, som befrämjar skön konst eller vetenskap". Nästan lika mycket kapital skänktes av hennes bror, Ernst Davidson; de var barn till konditorn Wilhelm Davidson hade öppnat restaurangen Hasselbacken i Stockholm. Bådas donationer lade grunden till ett förverkligande av konserthusprojektet. Ytterligare bidrag på totalt 700 000 kronor kom från några bankdirektörer med Knut Wallenberg i spetsen. En ansökan gick också till Kungl. Maj:t om att få använda medel ur Penninglotteriet till konserthusprojektet. Kostnaden för det nya huset beräknades till fyra miljoner kronor. År 1919 bildades Stiftelsen Stockholms konserthus som skulle sköta förvaltningen av den planerade byggnaden, medan Konsertföreningen skulle ansvara för den musikaliska verksamheten (båda slogs 1976 samman till Stockholms konserthusstiftelse).

## Förarbeten

### Arkitekttävling

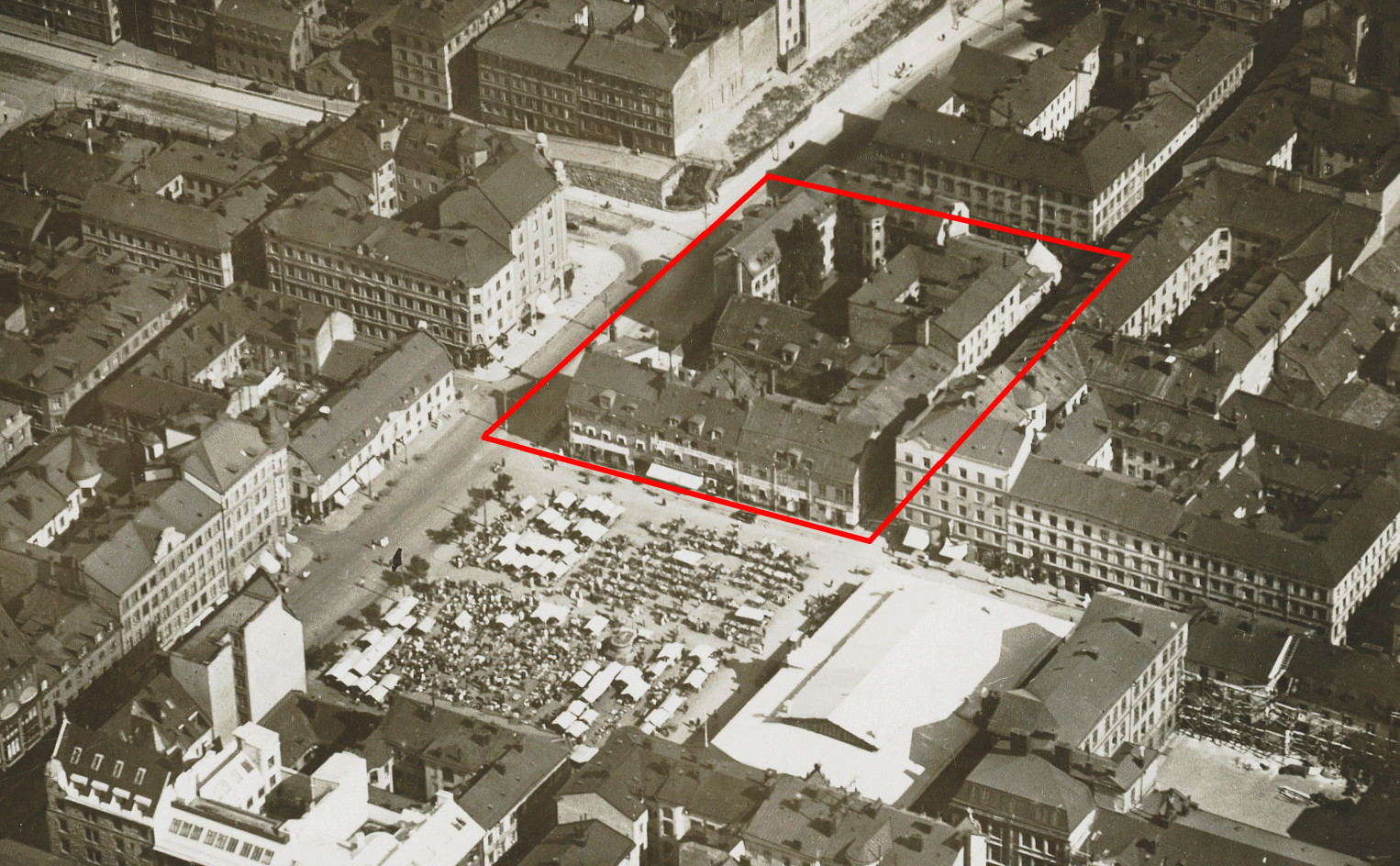
Hötorget omkring 1920. Konserthustomten inom röd ram.

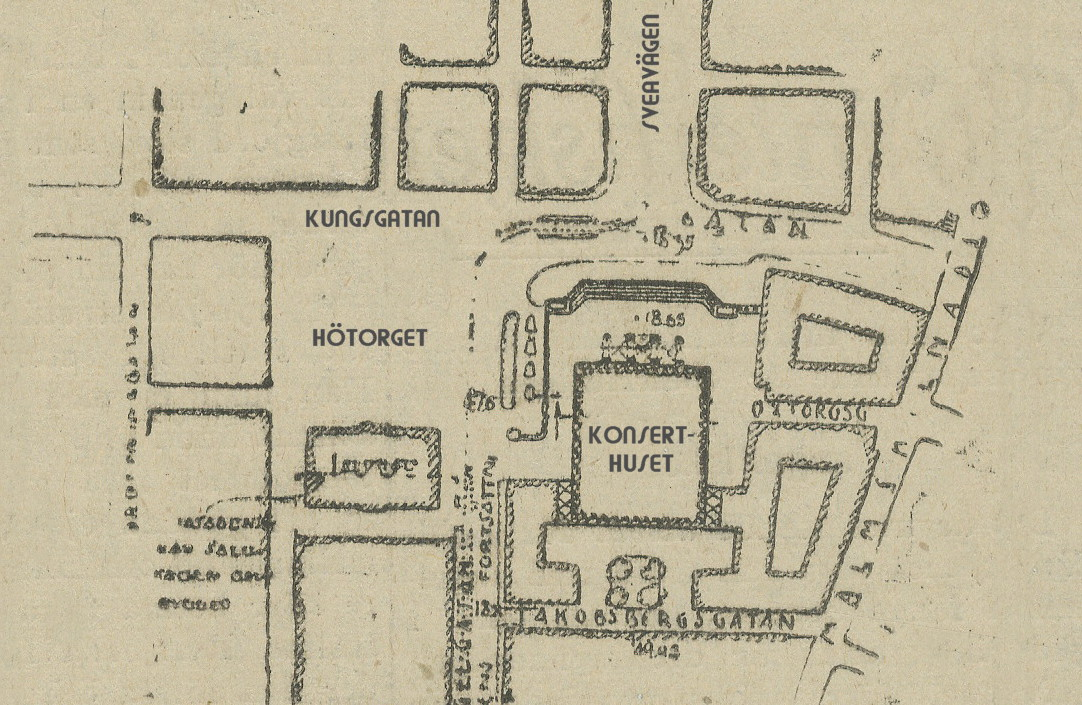
Stadsplaneförslag för placering av Konserthuset i slutet av Sveavägen.

År 1920 utlystes en arkitekttävling för det nya konserthuset. Enligt tävlingsprogrammet skulle byggnaden innehålla en större och en mindre sal samt plats för kommersiella lokaler som kunde ge hyresintäkter. 34 tävlingsbidrag lämnades in och tävlingen avgjordes i januari 1921. Konserthustävlingen gav ingen klar vinnare, både Ivar Tengboms förslag Det röda hjärtat och Erik Lallerstedts bidrag Vingarna tilldelades högsta prissumman. De följdes av Torben Gruts och Ture Rybergs tävlingsbidrag.
I Tengboms förslag var podierna lagda så långt bort från varandra som möjligt utan risk för överhörning. Lallerstedt däremot placerade salarnas podier åt samma håll så att samtidiga evenemang kunde störa varann. Tack vare Gunnar Asplunds tydliga ställningstagande för Tengboms förslag och en omarbetning för att förbättra akustiken efter ett förslag av Svante Arrhenius gick uppdraget slutligen till Tengbom.

### Stadsplan
Enligt stadsplanen, som hade utarbetats av Albert Lilienberg speciellt för tävlingen, skulle den nya kulturinstitutionen ligga i hörnet Kungsgatan och Sveavägen. Sveavägen slutade vid denna tid vid Oxtorgsgatan och det nya konserthuset skulle alltså bilda en fond i Sveavägens slut. Lilienberg presenterade två förslag, den ena där huvudentrén vändes mot Hötorget. I ett andra skissförslag till stadsplanen vändes huvudentrén mot Sveavägen, något som förde tanken till Kungsportsavenyen i Göteborg med Göteborgs konstmuseum i fonden. Sveavägen slutade enligt detta förslag framför Konserthuset men trafiken skulle ledas i en skarp sväng in mellan Konserthuset och Hötorget och sedan in på Sergelgatan.
Båda förslagen blev hårt kritiserade i debatten. Med Lilienbergs förslag skapades två torg (Hötorget i väster och ett mindre torg i öster) kring Konserthuset. Arkitektkollegan Gunnar Asplund engagerade sig i diskussionen; i facktidskriften Arkitektur skrev han bland annat: "Konserthuset på drift mellan två torg [...] om man vände huvudfasaden mot Hötorget [...] skulle huvudfasaden framträda monumentalt, den skulle bli solbelyst och torghandeln skulle bilda en pittoresk motvikt mot kolonnernas stränghet ...", och vidare: "framför huvudentrén skulle man få en stor lugn torgyta befriad från bråkig genomgångstrafik ..." Så blev det också.

### Byggstart
En arbetsgrupp bildades för att följa det praktiska byggnadsarbetet. Gruppen bestod av styrelseledamot Walter Philipson, musikfrämjaren Erik Lidforss, affärsmannen Josef Sachs och prins Eugen. Tillsammans med Ivar Tengbom skulle de driva arbetet framåt och besluta i frågor rörande bygget. Gruppen gjorde även en studieresa till Tyskland och Holland för att studera andra konserthus, men enligt Tengbom gav studiebesöken inga nya impulser. Det man såg var "i de flesta fall relativt ålderdomligt och konventionellt."

Arbetsgruppen
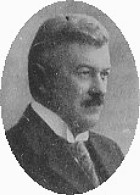
Erik Lidforss
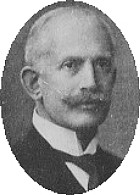
Walter Philipson
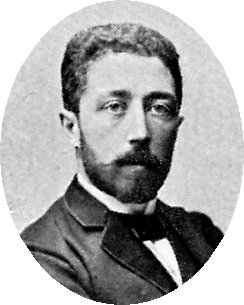
Prins Eugen
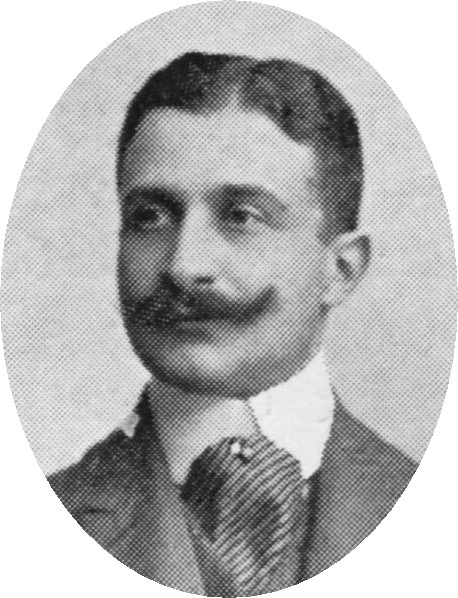
Josef Sachs
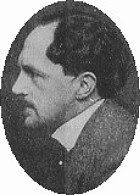
Ivar Tengbom

Under projekteringen och byggtiden hade Tengbom sina medarbetare arkitekterna Birger Jonson och Robert Hult samt skulptören Gustaf Cederwall vid sin sida. Byggnadens konstruktionsritningar upprättades av den ofta anlitade Kreügers konsulterande ingenjörsfirma och som entreprenör och byggmästare för hela byggnadsarbetet fungerade ingenjören Axel Olsson.
Stockholms konserthus började byggas i april 1923; två månader senare invigdes ett annat stort byggprojekt: Stockholms stadshus. De gamla byggnaderna i kvarteret Hästhuvudet, som delvis härrörde från 1700-talet, revs i slutet av 1923 och våren 1924 färdigställdes grunden. Under sommaren 1924 restes järnstommen och fasaderna murades. I november 1924 var det taklagsfest. Under 1925 och början av 1926 pågick de omfattande arbetena med inredningen, där flera formgivare och konstnärer från stadshusbygget engagerades. Bygget avlöpte, bortsett från några mindre strejker, relativt smidigt, och det ursprungliga programmet fullföljdes i stort sett utan större ändringar. Konserthuset färdigställdes på tre år; som jämförelse kan nämnas att det tog över elva år (från 1911 till 1923) att fullborda Stockholms stadshus.

Byggarbetena
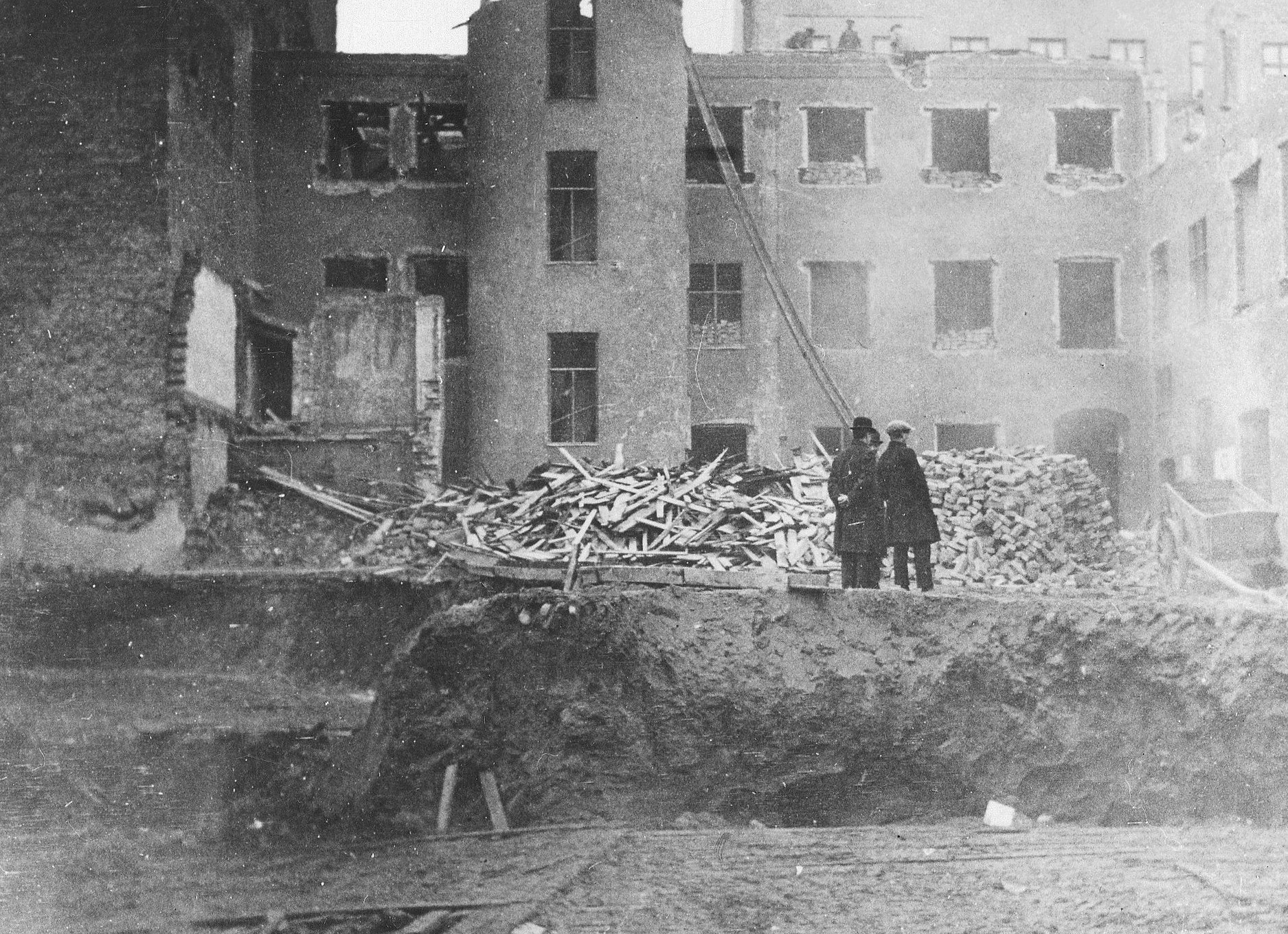
Rivningsarbeten i kvarteret Hästhuvudet i november 1923.
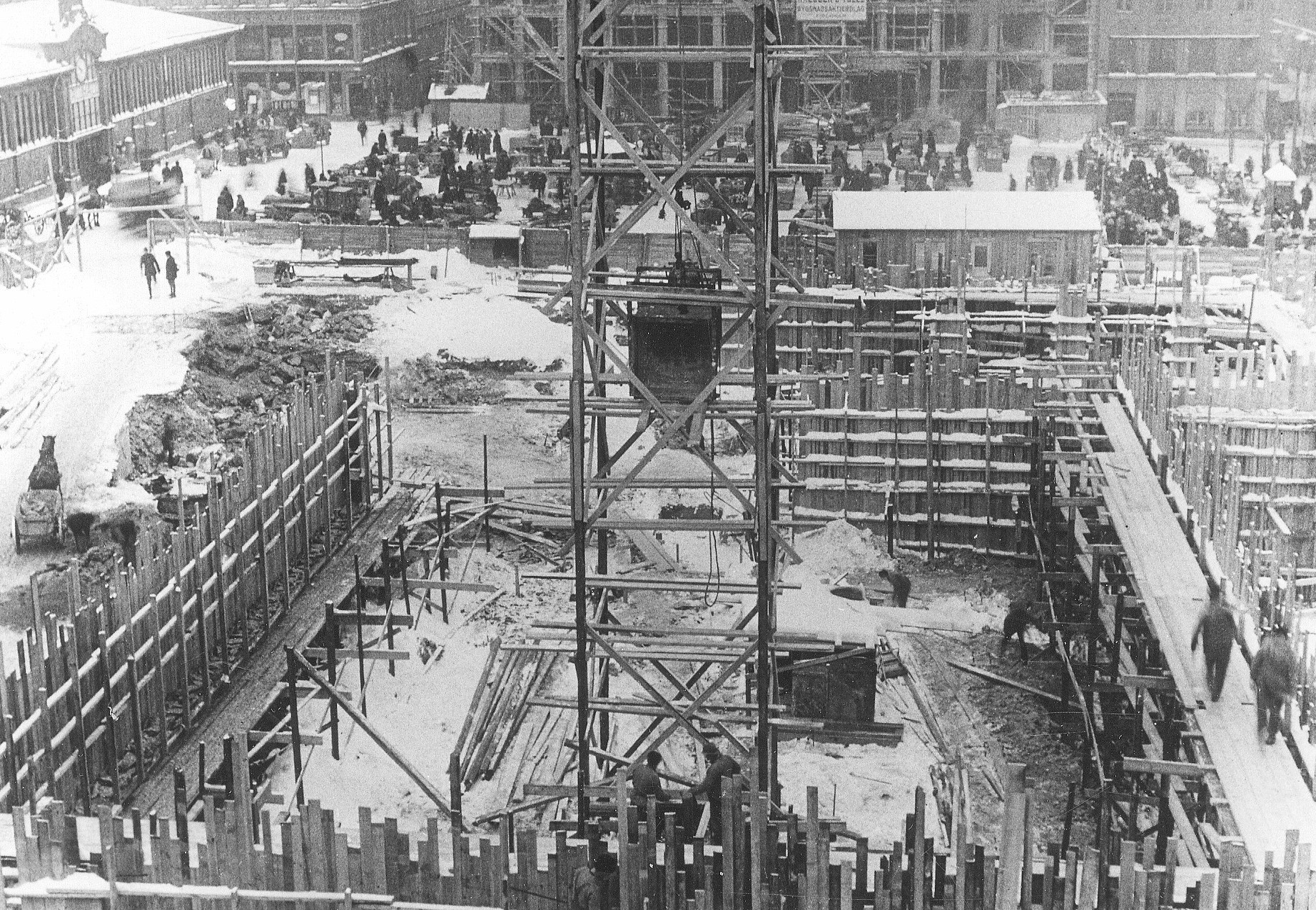
Schakt- och grundläggningsarbeten i april 1924. PUB:s nybygge syns i bakgrunden.
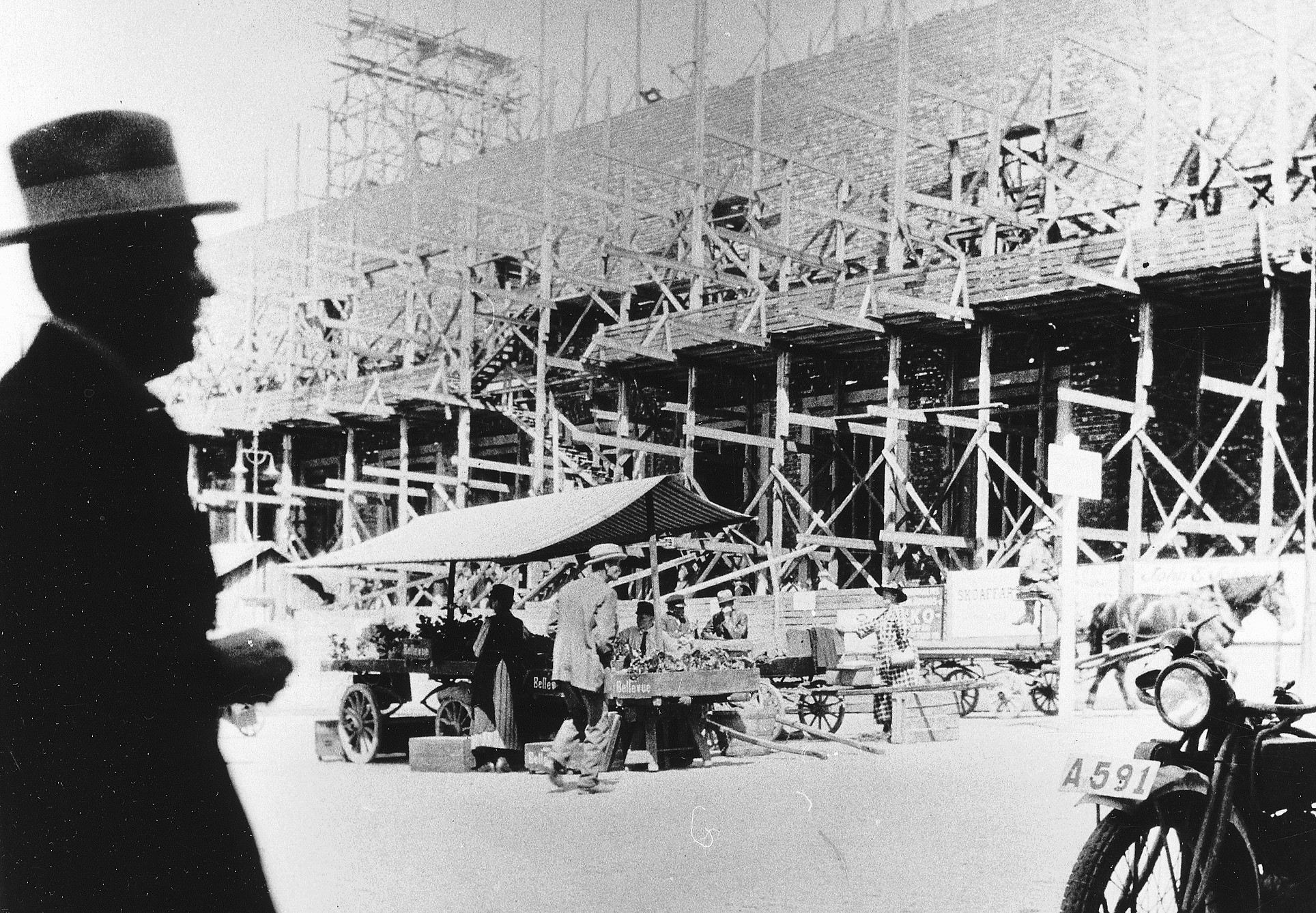
Fasaden mot Hötorget växer fram i juni 1924.
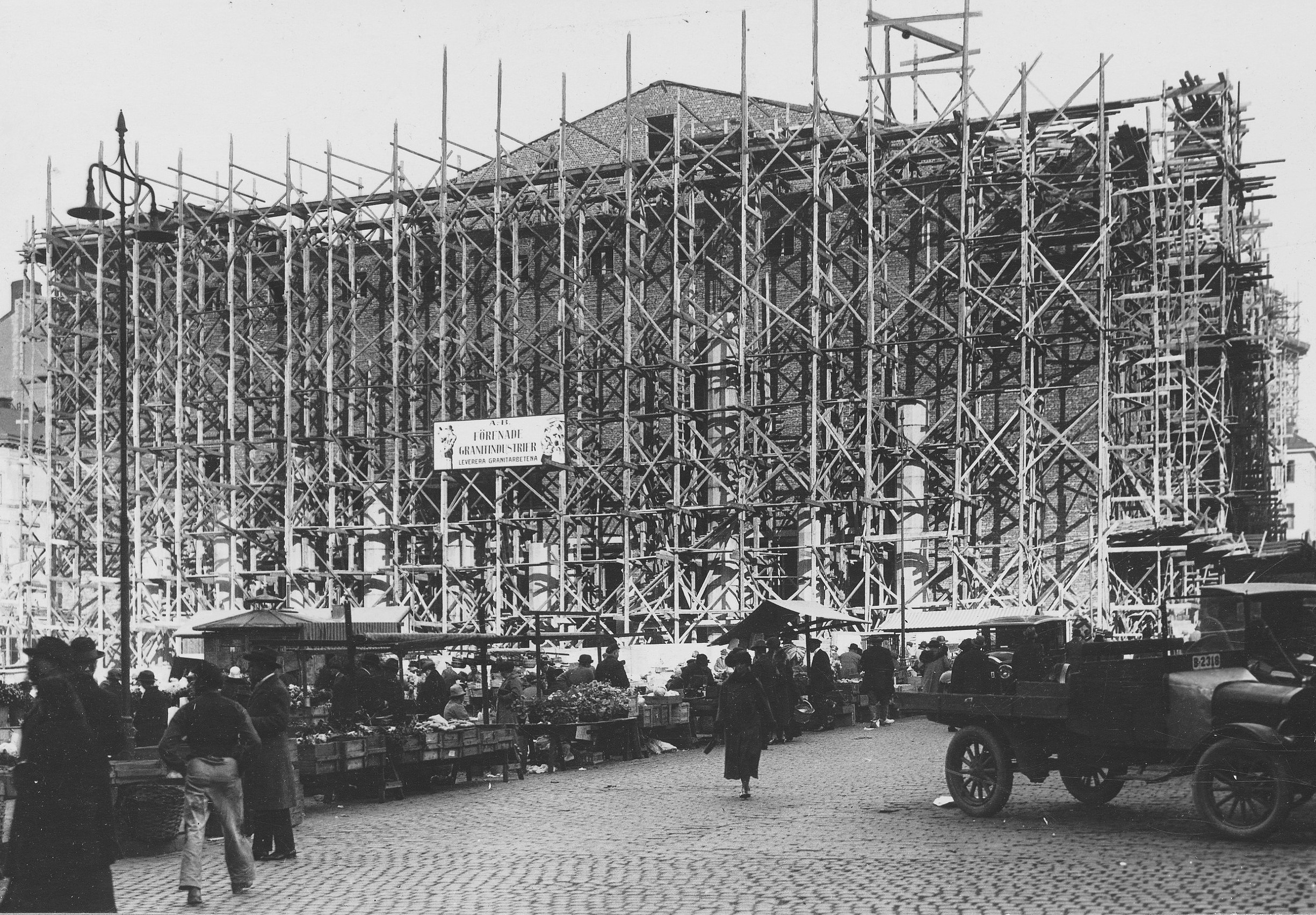
Byggarbetena i oktober 1924, fasaden mot Hötorget.
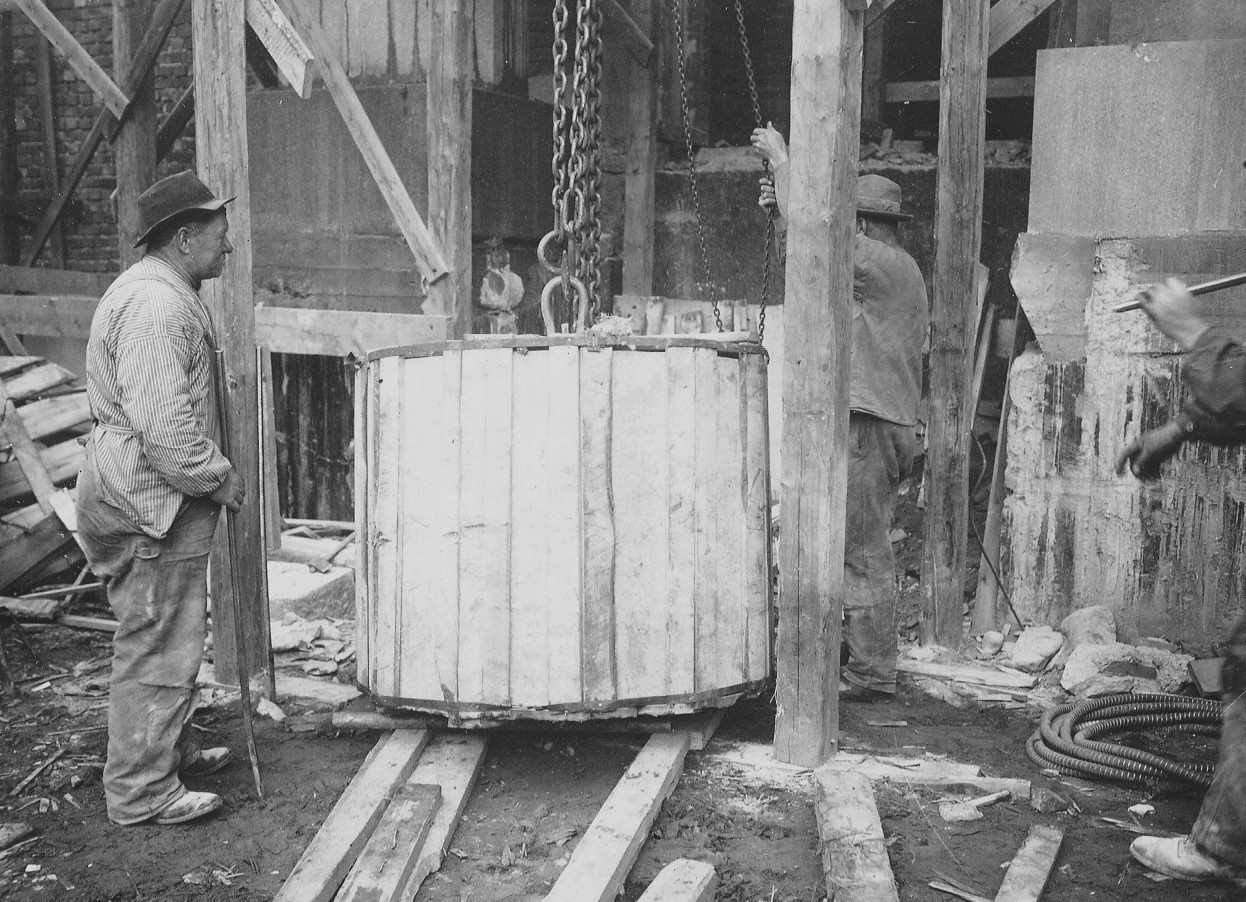
Kolonnsegment lyfts upp, vikt 3 300 kg.

## Byggnadsbeskrivning

### Konstruktion

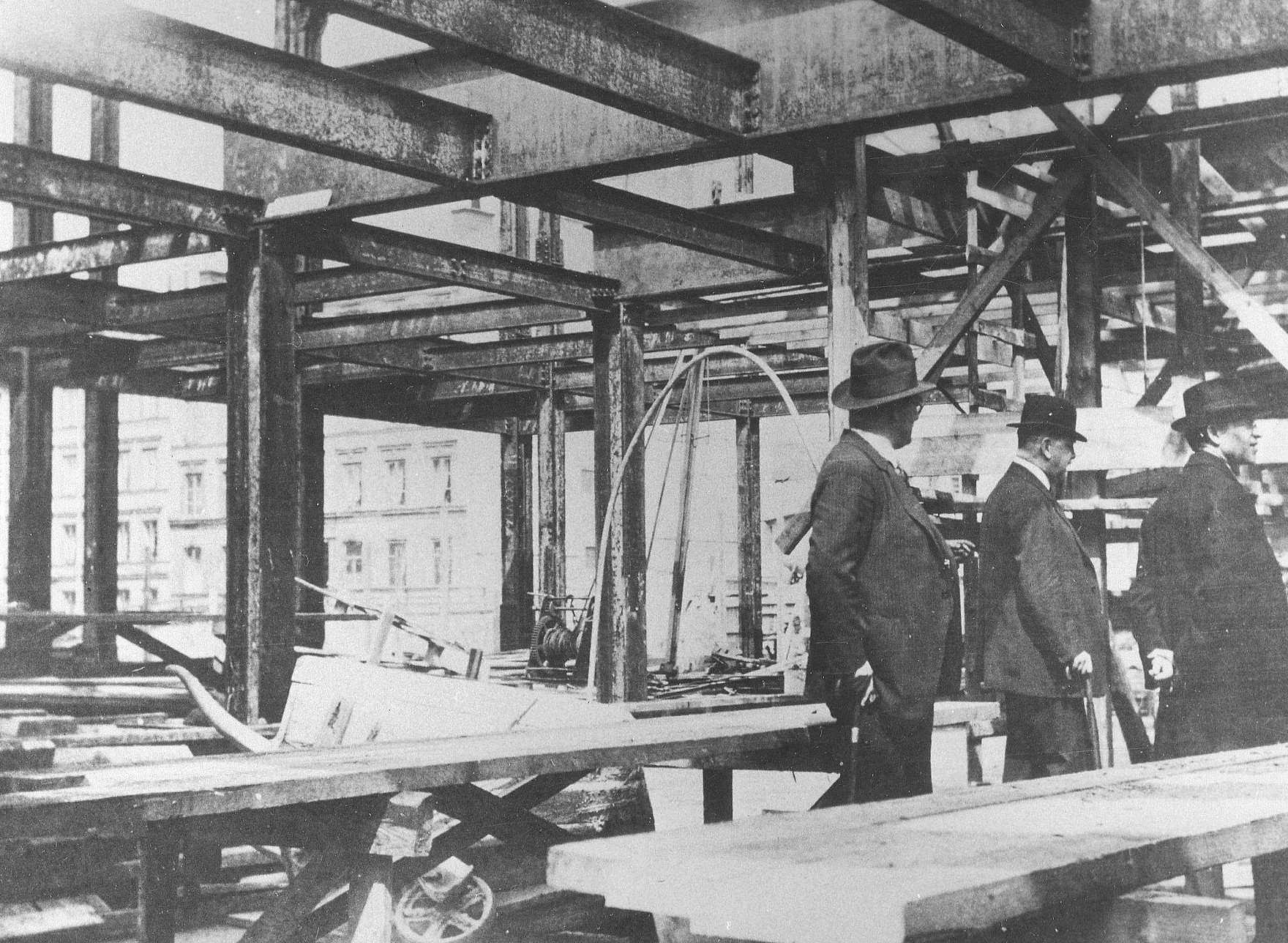
Besiktning av järnstommen, april 1924.

Konserthuset grundlades dels på berg (mot Hötorget), dels på Brunkebergsåsens grus och sand. En omfattande grundundersökning som redovisades i maj 1923 klargjorde grundförhållandena. Den bärande stommen utgörs av gjutjärnspelare som ställdes på plattor av armerad betong medan bjälklagen består av järnbalkar klädda med betong. Dessa fylldes med armerade betongplattor som ytbehandlades för putsning med rent kalkbruk.
Grundmurar och trapplopp utfördes i betong. Takstolarna över byggnadens mittparti tillverkades av järn. Samtliga järndetaljer är hopnitade.
Innertaket över Stora salen är en pendlad rabitskonstruktion (puts på trådnät) med spänd segelduk utanpå (det ändrades vid den stora ombyggnaden i början av 1970-talet). För extra ljudisolering i salens tak användes torv.
Fasaderna och en del innerväggar murades med tegel. För fasaderna användes ett grovt, maskinslaget tegel som lämpade sig för slamning. Slamningen utfördes med vanligt putsbruk (tjocklek 2–5 millimeter) med tillsatt blå färg och utspätt med kalkvatten. Enligt arbetsbeskrivningen skulle slamningen utföras av ”vana arbetare”. Arkitekt Lars Israel Wahlman fann resultatet ”mycket lyckat”.
Yttertak liksom fönsterbleck och vattenavrinning består av kopparplåt. Taket över mittendelen utgörs av ett flackt, valmat sadeltak som är indraget några meter och omges av en takterrass. Fönstersnickerierna tillverkades av ek som oljades och butiksfönstren mot Kungsgatan var ursprungligen av oxiderad metall (senare utbytta mot fönster av eloxerad aluminium). Fönsteromfattningarna gjordes generellt som släta putsomfattningar, medan samtliga butiksfönster och entréer i bottenvåningen försågs med släta band av granit. Konserthuset var även en av de första byggnader i Stockholm som utrustades med elektrisk fasadbelysning. Den var av typ Zeiss parabolspegellampor som tändes vid konserter och festliga tillfällen, första gången vid invigningen. Så är det fortfarande, dock med moderna lampor.
När konserthuset stod färdigt fanns bara en hiss, men redan 1928 tillkom ytterligare en. År 2014 fanns tre publika hissar och en varuhiss i huset. Uppvärmning skedde ursprungligen med en egen pannanläggning bestående av fem värmepannor placerade i nedre källaren. Sedan några år tillbaka är Konserthuset anslutet till stadens fjärrvärmenät.

### Akustik
Akustiken i Stora salen vållade från början problem, trots inhämtad expertis genom Svante Arrhenius redan i tävlingsstadiet. På 1960-talet försökte man lösa problemet med hjälp av ett antal plexiglasskivor som hängdes över scenen för att ge tidigare reflexer, utan önskad framgång. Först i samband med ombyggnaden 1971–1973, där bland annat podiet fick ett nytt utseende och Tengboms skenperspektiv med tempelgavelmotivet togs bort och ersattes av en ny orgel, fick Stora salen i Konserthuset en acceptabel akustik med tillräckligt stor scen och körläktare. Andra ändringar var att tredje raden byggdes om till fläktrum. Salens synbarliga höjd begränsades av ett gallertak som diffuserar de konvergerande reflexer det välvda innertaket skapade och bakväggarna gjordes diffuserande. Logerna byggdes om till kontrollrum för ljud och ljus. Akustiken formades av civ.ing Stellan Dahlstedt.
I den senare ombyggnaden 2006-2009 har framförallt scenen, körläktaren och fondväggen under orgelläktaren förbättrats och utformats för att ge ett starkare gensvar tillbaka till orkestern. Kravet från konserthusstiftelsen var samtidigt att förbättra musikernas arbetsmiljö på scen, där temperaturen blev för hög och ventilationsluften bara nådde delar av orkestern. Scenväggarna utformades som lågimpulsdon kombinerade med reflektorer till scenen. Donen och reflektorerna är täckta av en finperforerad yta som ger en jämn luftström med låg hastighet, dragfritt. Den perforerade ytan släpper igenom allt ljud som reflekteras och sprids över scen på ett kontrollerat sätt. Hela utformningen ger en föränderbarhet utan att utseendet ändras. 
I mätningar av akustiken som utförts 2010-11 och utvärderats enligt prof Leo L. Beranek's metod och sammanställning av 100 konsert- och operahus, kan visas att Stora Salen i Stockholms Konserthus är bland de 10 bästa, i vissa sammanhang bland de fem bästa avseende akustiken.

Ursprungsritningar
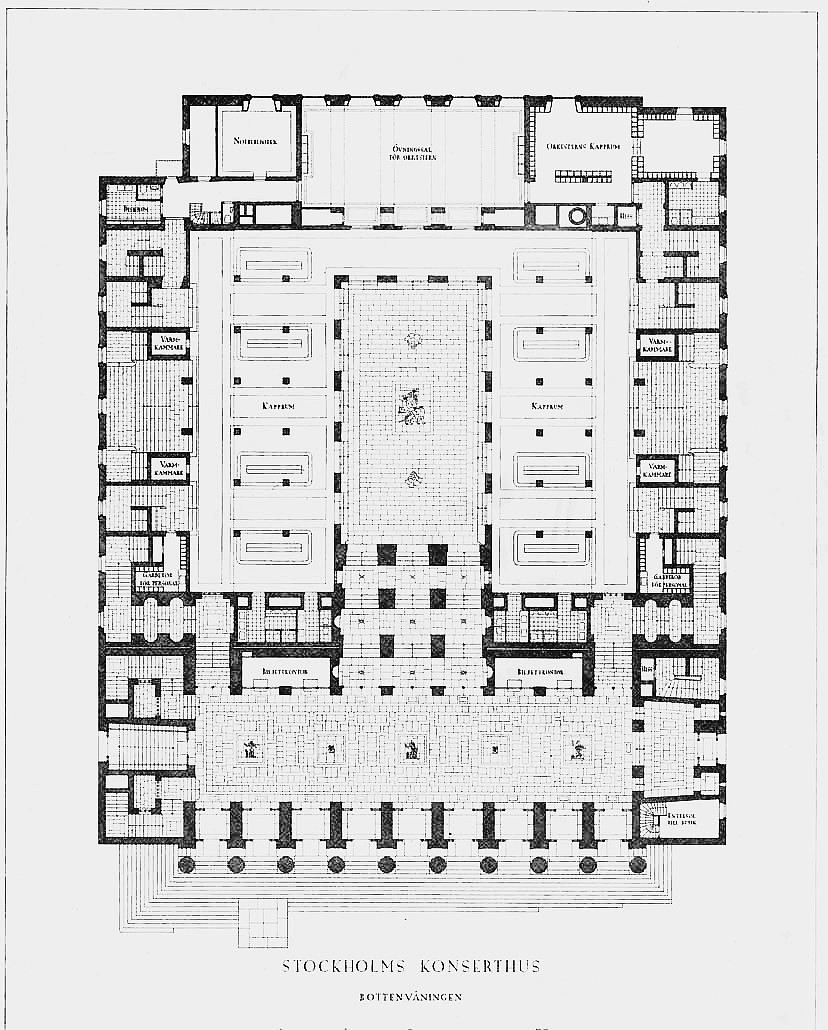
Bottenplan
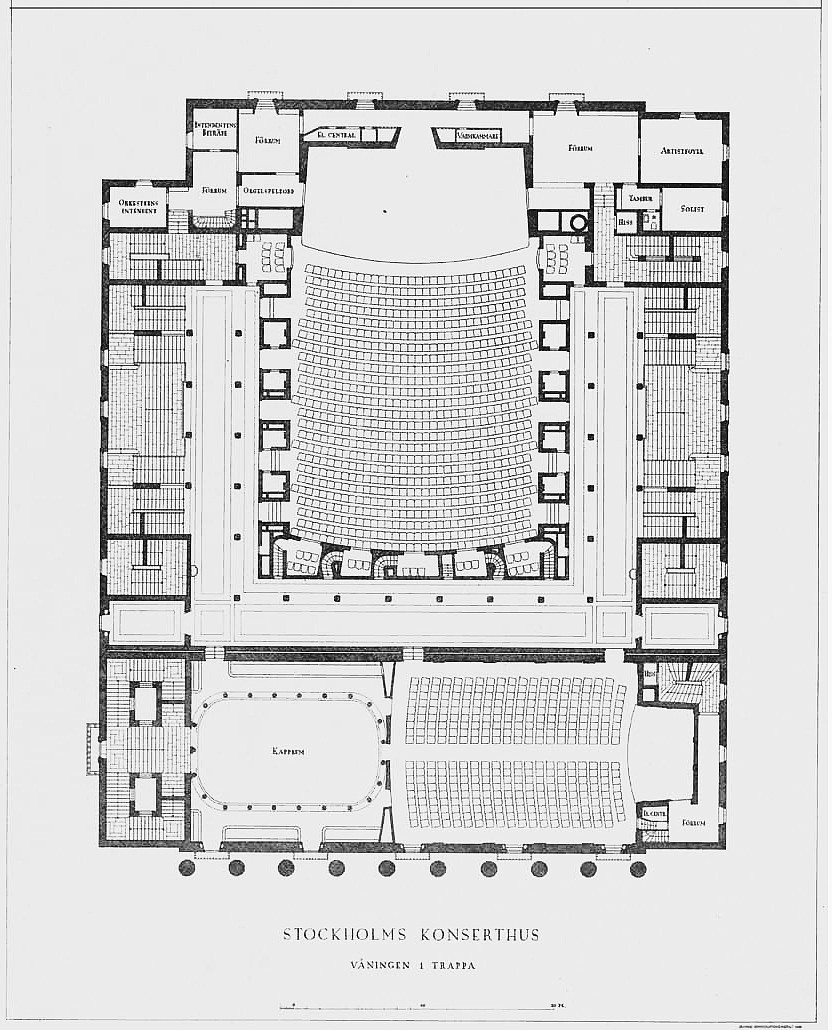
Plan våning 1 trappa
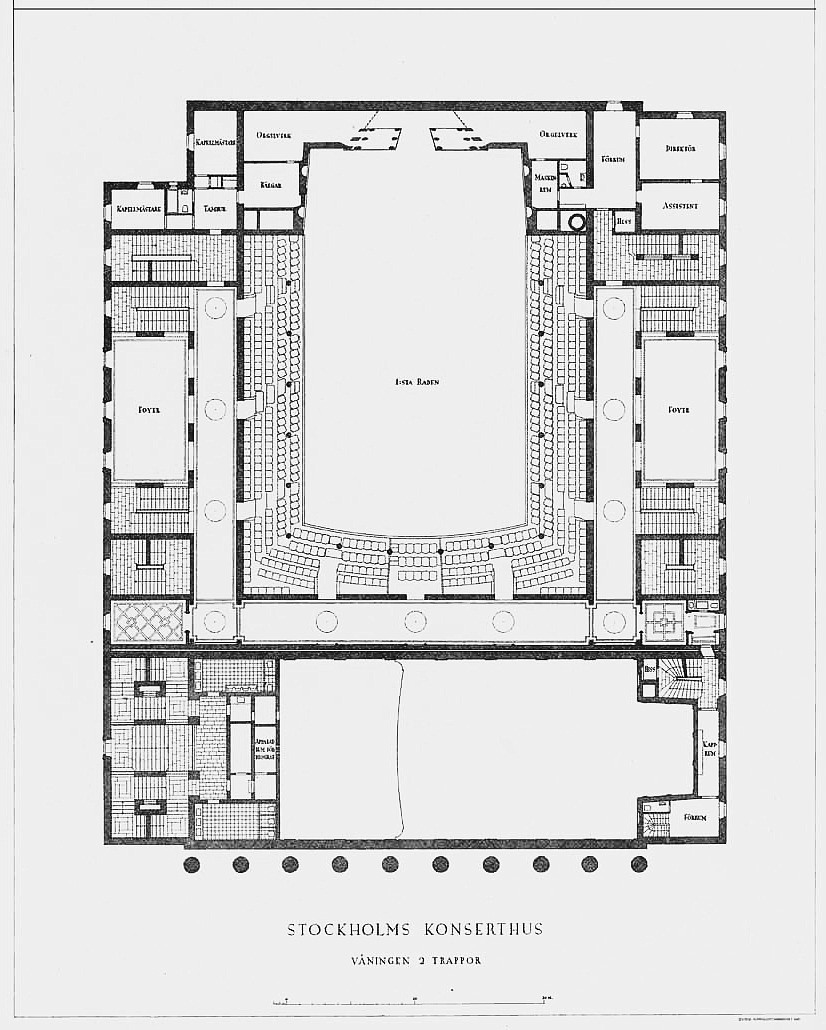
Plan våning 2 trappor
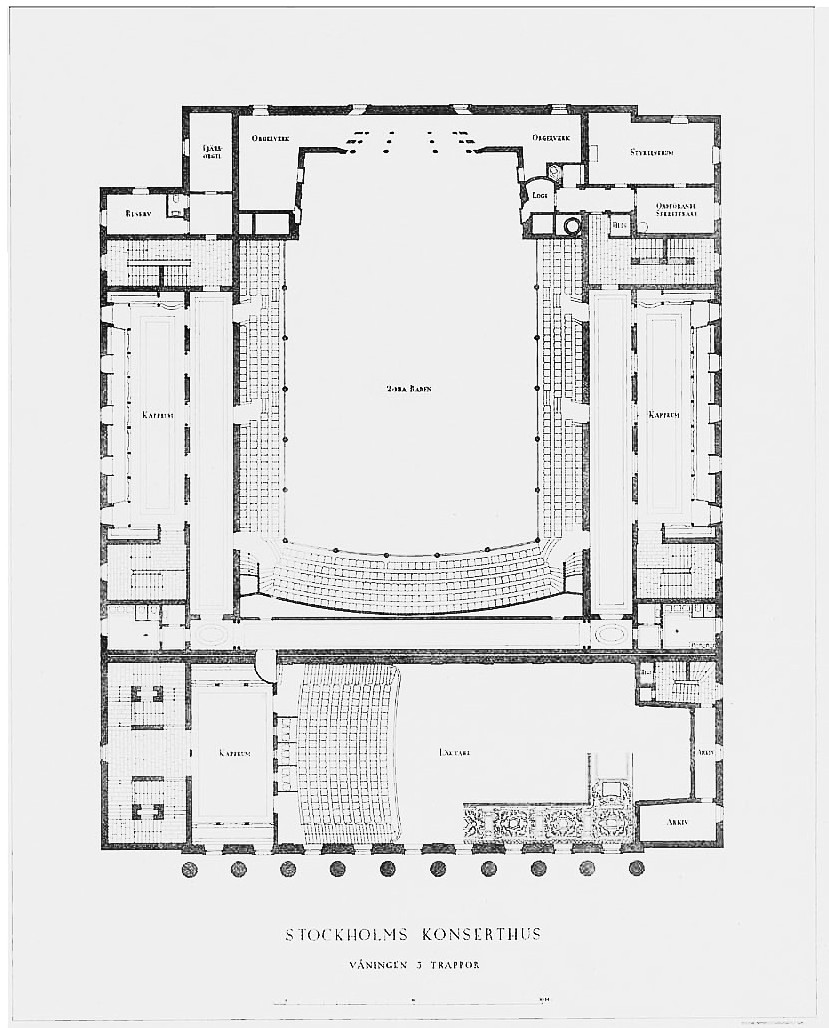
Plan våning 3 trappor
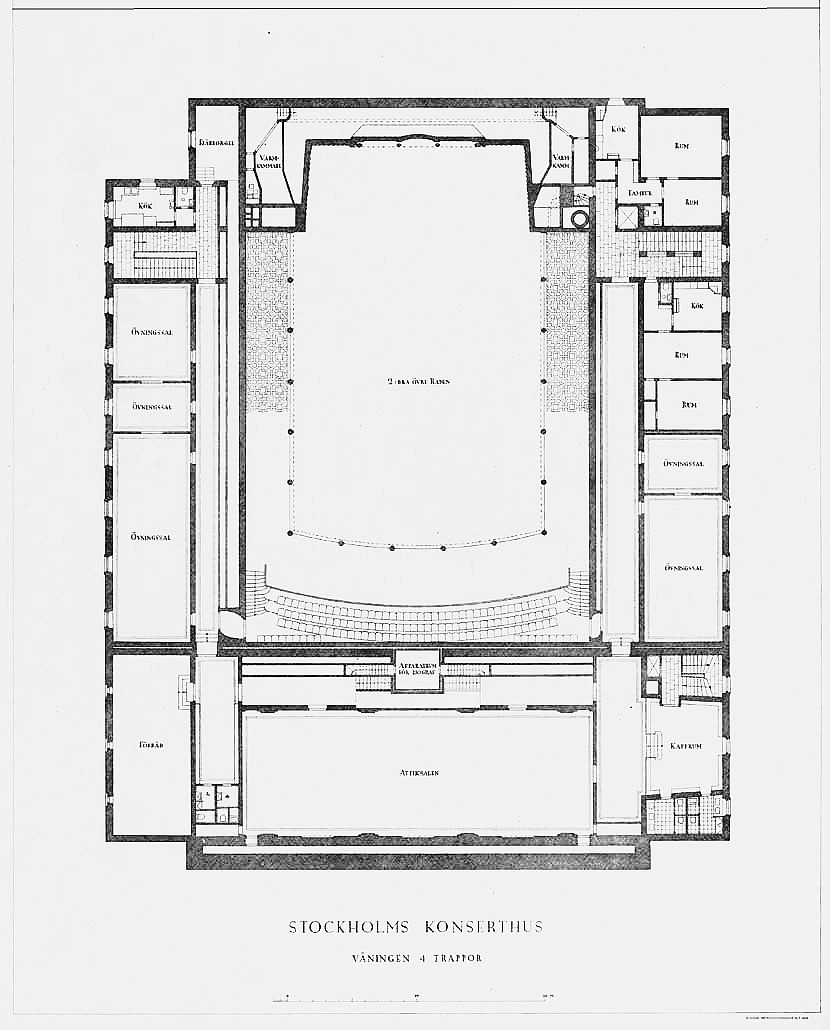
Plan våning 4 trappor

### Exteriör

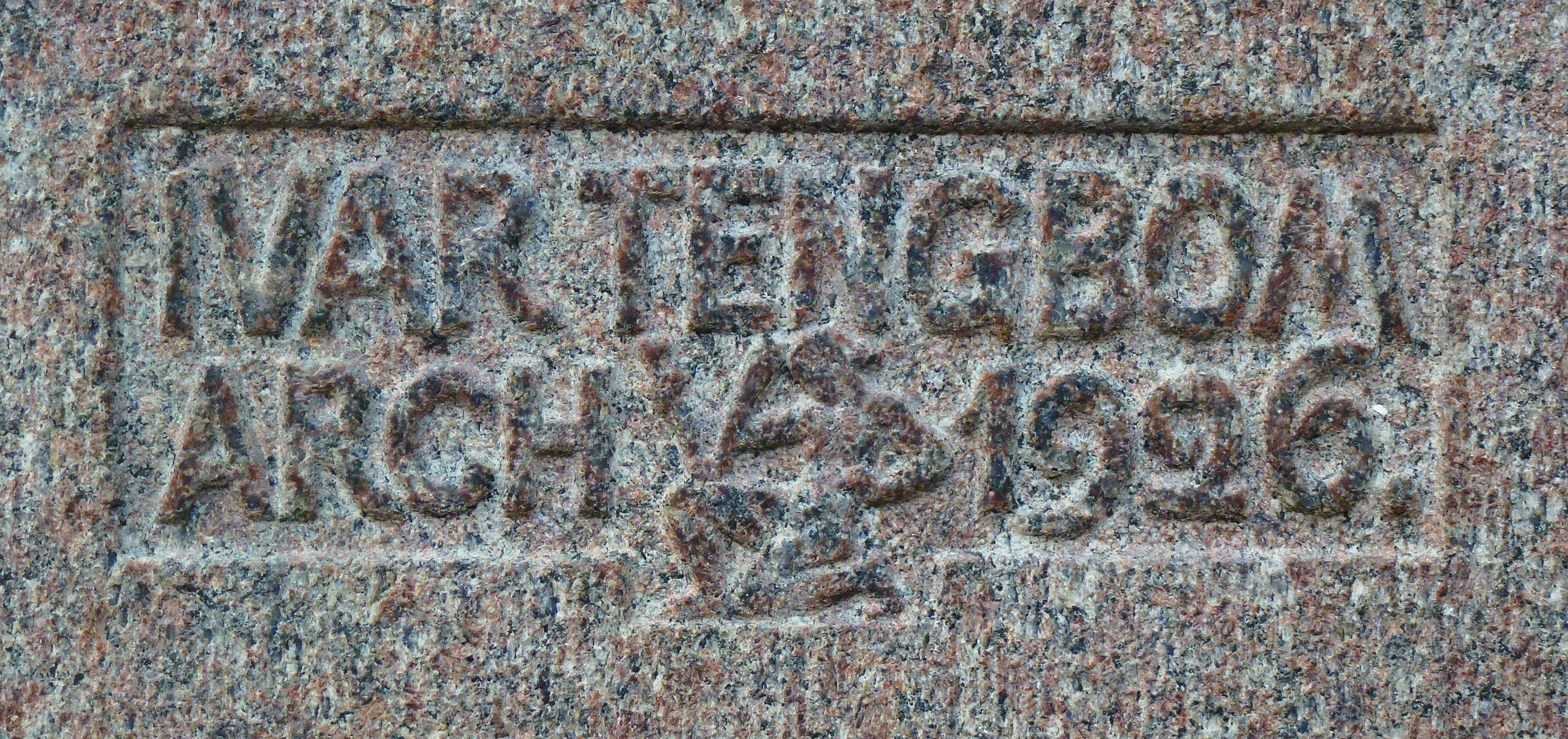
Tengboms "signatur" i granit.

Byggnaden har sju våningar (två under mark och fem ovan mark) och mäter 48,42 meter (i nord-sydlig riktning) och 60,2 meter (i öst-västlig riktning). Byggnadens höjd till takkrön på Hötorgssidan är 22,2 meter. Exteriört är byggnaden enkel och stram; den enda avvikelsen bildas genom kolonnaden mot Hötorget som består av tio stycken 18 meter höga granitkolonner. Varje kolonn är uppbyggd av 95 centimeter höga segment som väger 3,3 ton styck. Kolonnerna uppvisar en knappt skönjbar ansvällning i mittpartiet. Själva kapitälen består av tre delar; Tengbom formgav kolonnernas kapitäl i korintisk ordning. De höggs av stenhuggare från AB Förenade Granitindustrier i Vånevik. Stenen är varmgrå granit som finns på orten. 
Mot öster och dagens Sveavägen är byggnaden sluten med undantag för sju höga skyltfönster. Mot norr och söder finns sidoentréer med skärmtak utformade som baldakiner och utförda i kopparplåt. Mot söder (före detta Oxtorgsgatan) återanvändes två rokokoportar från 1700-talet från de gamla husen som revs i samband med bygget. Av Tengboms fasadritningar framgår att han ville gestalta konserthuset som en stor kub med släta, putsade ytor i en blåviolett färgton. Den slutgiltiga färgsättningen utfördes av Isaac Grünewald på Tengboms uttryckliga önskan. Den coelinblåa fasadfärgen var uppseendeväckande men uppskattades också av många. Enligt Tengbom skulle den bidra till att ge huset ett närmast svävande och lätt intryck. Tengbom "signerade" sin byggnad med en liten inskription huggen i granitsockeln mot Hötorget. Den lyder "IVAR TENGBOM ARCH 1926" och är smyckat med en liten figur. 
Orfeusgruppen
Carl Milles fontängrupp Orfeus-brunnen bildar en viktig accent som kom på plats först 1936, efter tio års diskuterande. Ivar Tengbom var från start entusiastisk över Milles förslag. Konstverket räddades med hårfin marginal till Stockholm. År 1935 fattade stadsfullmäktige äntligen sitt beslut att ge Milles uppdraget. Beslutet togs med en rösts majoritet, vilken dessutom avgivits av misstag. Av brev till Tengbom framgår hur omsorgsfullt Milles arbetade med att anpassa Orfeus-gruppen arkitektoniskt till det bakomliggande Konserthuset. En av figurerna i Orfeusgruppen bär Beethovens anletsdrag.

Historiska bilder
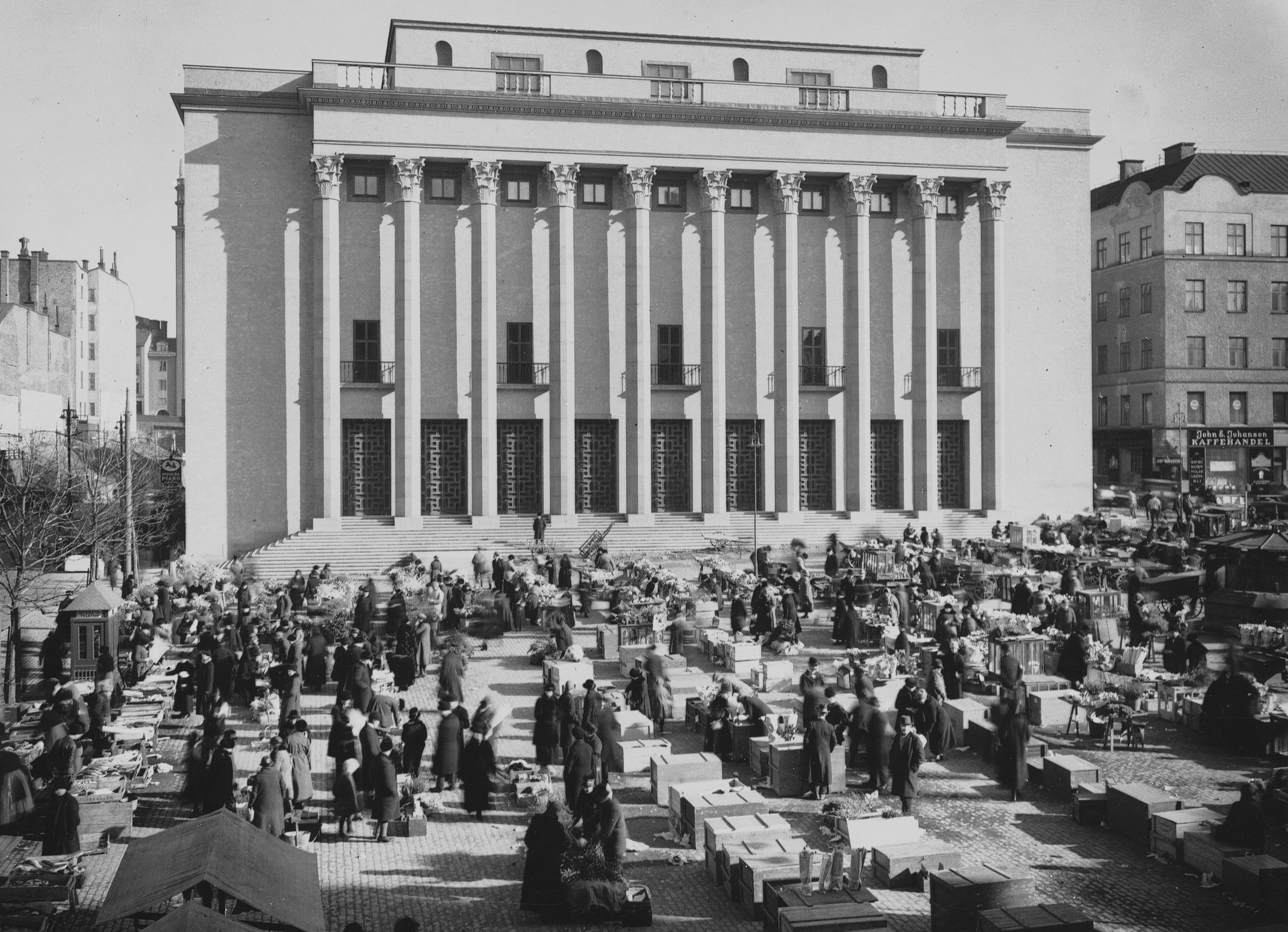
Fasaden mot Hötorget 1926 innan Orfeusgruppen kom på plats.
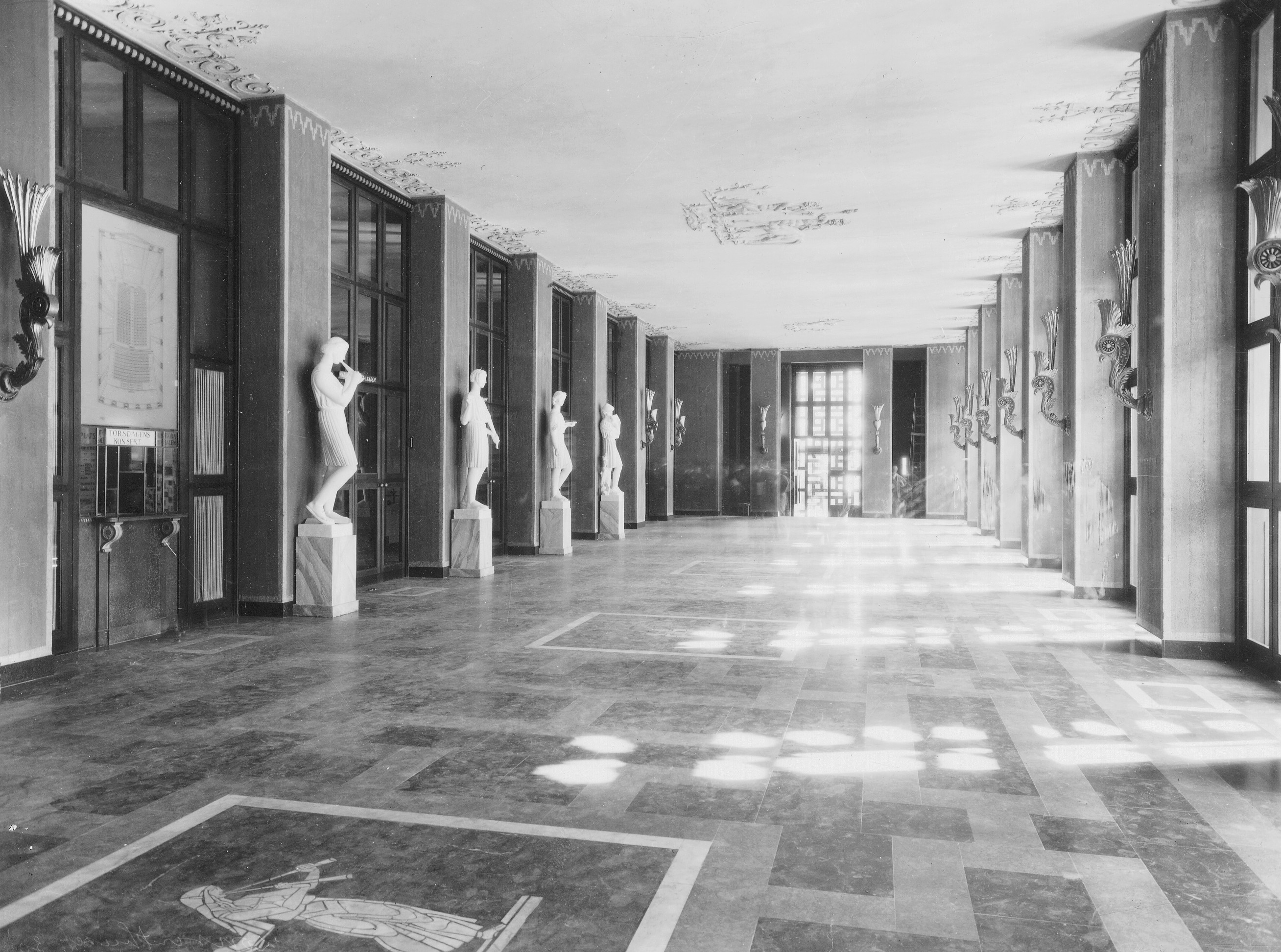
Entréhallen 1930.
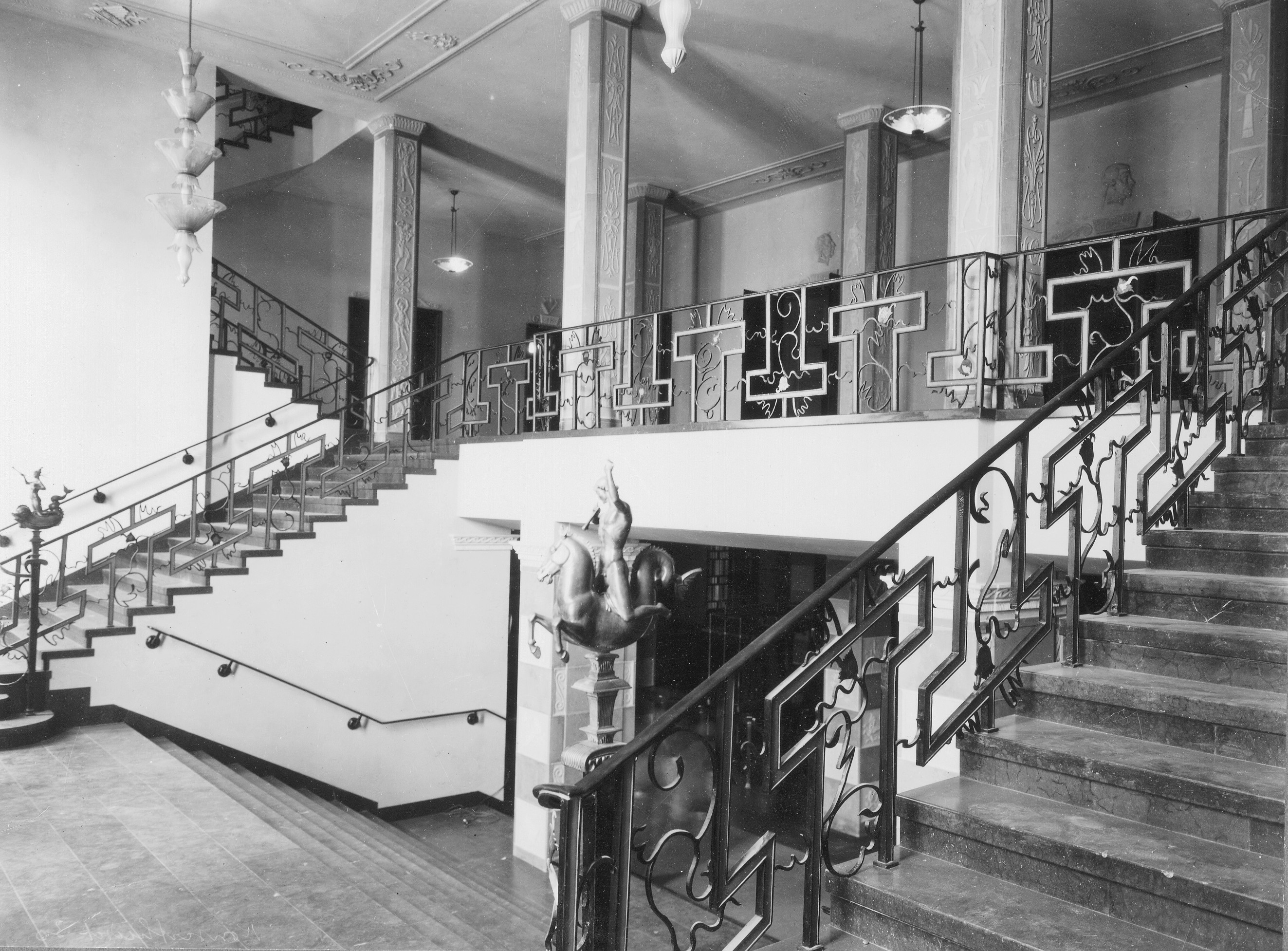
Huvudtrappan 1930.
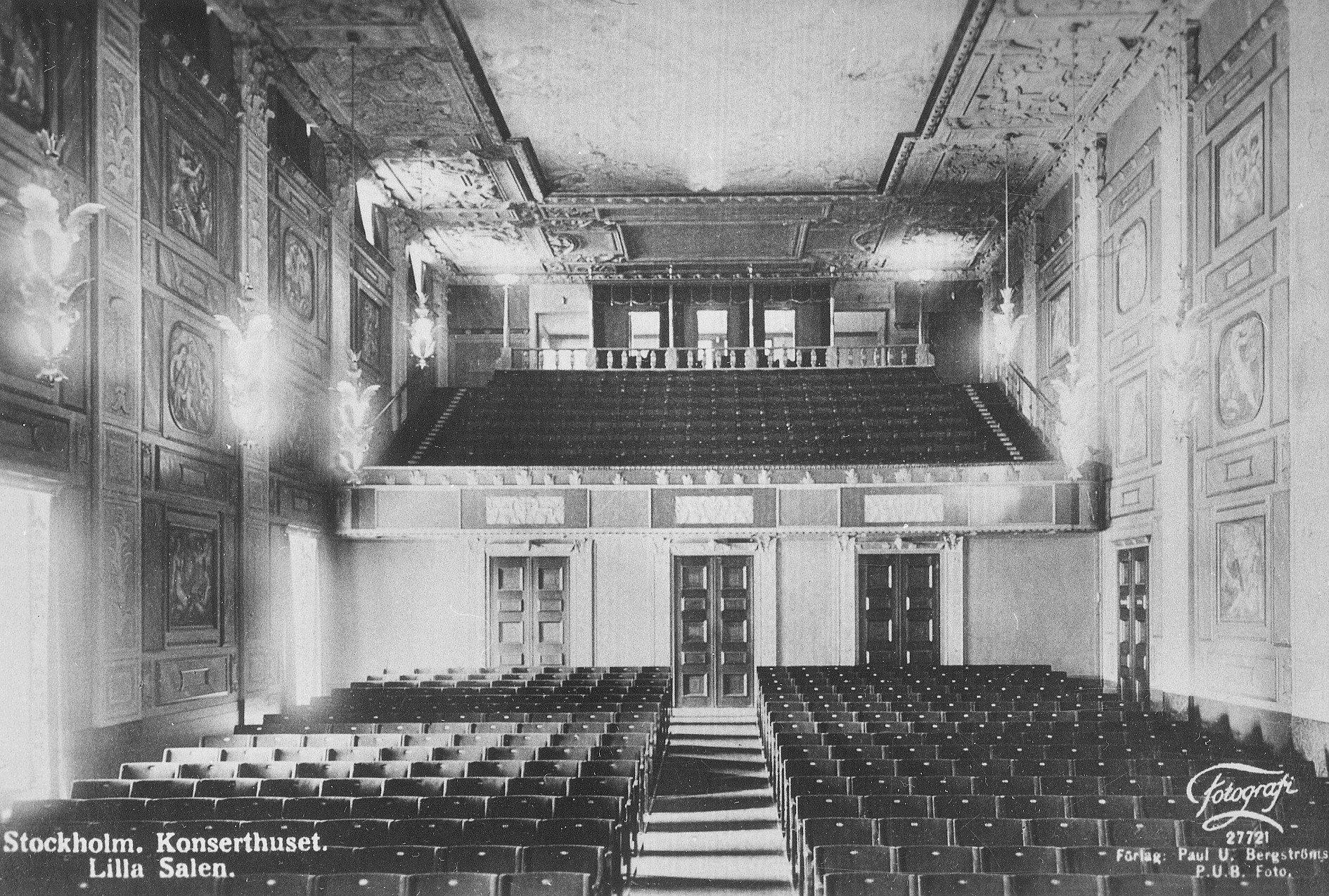
Lilla salen 1926.
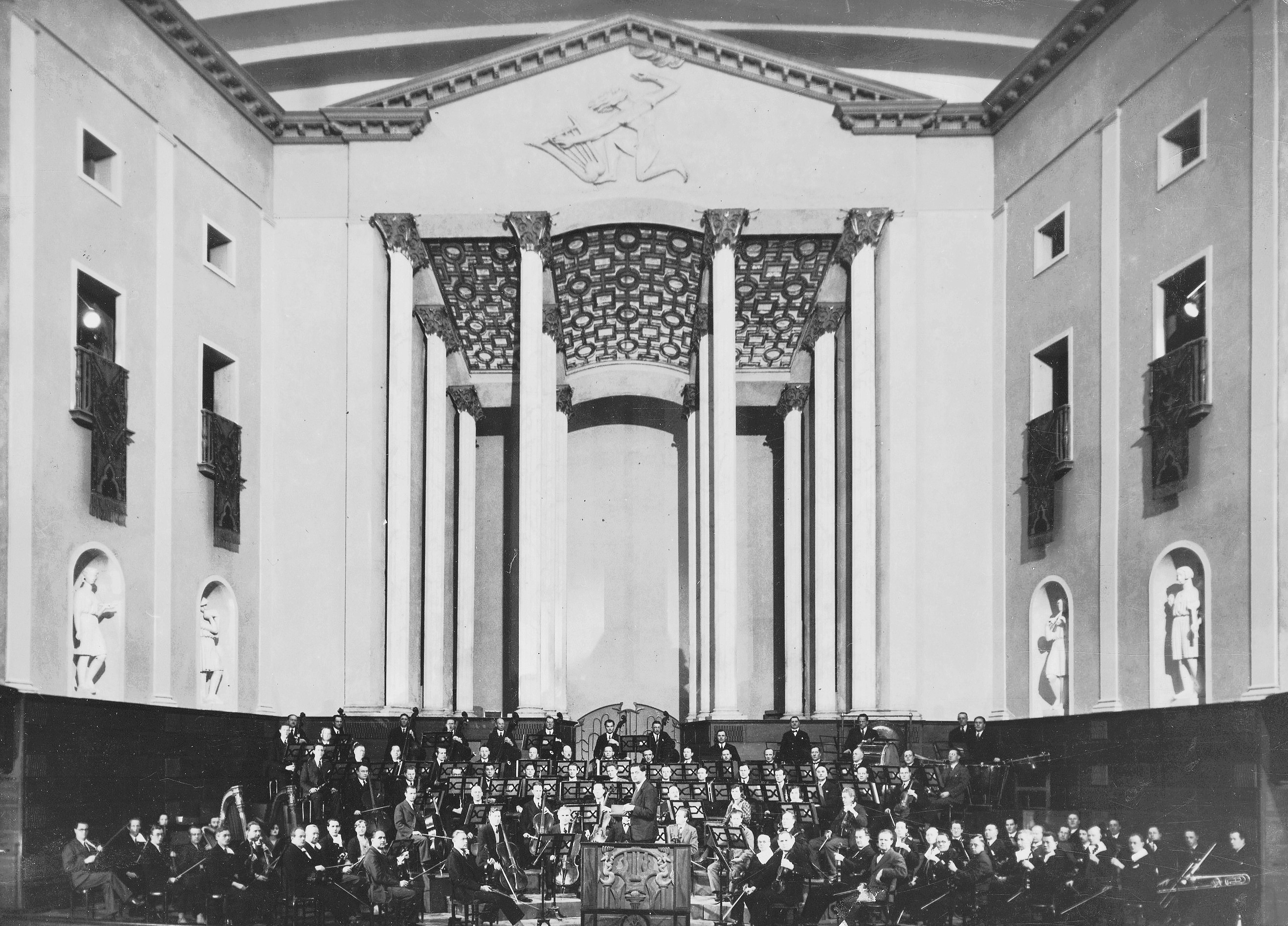
Stora salen 1935.

### Interiör
Stora foajén / Entréhallen
Via en fritrappa som sträcker sig över hela husets bredd mot Hötorget och nio entréportaler i koppar når besökaren foajén. I våningen under foajén ritade Tengbom lokaler för uthyrning. Här tillkom senare några butiker, en av de första var Hirschs Pianomagasin. År 2017 finns här en filial av Espresso House. Den stora foajén eller entréhallen skapades för att publiken under pauserna skulle slippa gå ut i det fria. Hallens golv är belagt med röd och grå kalksten som smyckas av figurativa marmormosaiker och taket av stuckreliefer, båda formgivna av Einar Forseth. I entréhallen stod ursprungligen även fyra vita skulpturer utförda av Carl Milles. Dessa har senare flyttats till inre foajén.
Stora salen
Rakt fram i entréhallen fortsätter trappor upp till en stor hall, den inre foajén, som omges av garderober. Vid sidorna leder trappor upp till Stora salen. Den dominerar hela övre våningsplanet och ligger med scenen mot öster. Kring salen ligger foajéer, promenoarer och ett stort antal trappor. Salens parkett begränsas av 16 vita, marmorerade kolonner med förgyllda kapitäl som modellerades av Gustaf Cederwall och göts vid Herman Bergman Konstgjuteri. Salens belysningsarmaturer gestaltades av Ansgar Almquist. Tengbom utformade Stora konsertsalens tak i ljusa färger, som skulle ge en tyngdlös och svävande känsla. Genom uppåtriktad belysning och dagsljusinsläpp från takterrassen förstärktes illusionen av ett himlavalv. Det var en arkitekturstil som låg i tiden; nästan samtidigt skapade Gunnar Asplund en liknande utomhusatmosfär med en mörkblå kvällshimmel i Skandia-Teaterns salong (invigd 1922). Tengbom var dock den förste som tillämpade en sådan rumsbildning i en stor feststämd samlingslokal som Konserthuset utgjorde. Enligt Tengbom var inspirationskällorna den antika teatern, speciellt den i Segesta på Sicilien och Andrea Palladios teater i Teatro Olimpico i Vicenza från slutet av 1500-talet.
Tengboms arkitektoniska grepp gav Stora salen intrycket av en öppen palatsgård som inramas av en gemensam peristyl.  Tengbom använde sig även av ett skenperspektiv i fonden, som förlängde rummet och lät det flyta vidare. Denna effekt försvann dock i samband med ombyggnaden i början av 1970-talet, då taket byggdes om för att dölja nya installationer och målades mörkt. Samtidigt fick scenfonden en ny utformning, och man kunde lösa den tidigare problematiska akustiken. Enligt arkitekt Anders Tengbom, som ansvarade för 1970-talets ombyggnad, fick taket nu istället påminna om Medelhavets sammetssvarta natt.

Interiörbilder Stora och Lilla salen
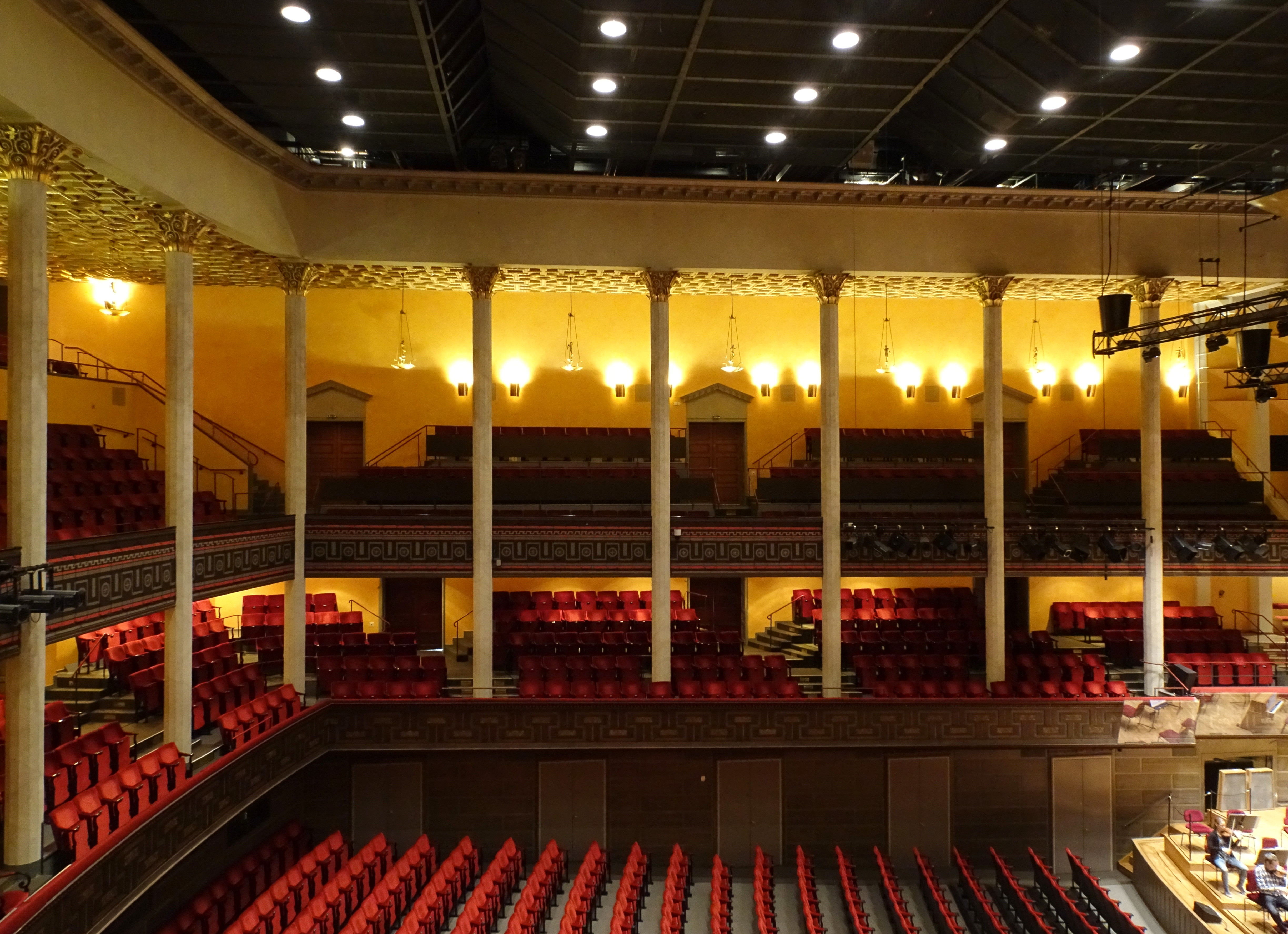
Stora salen.
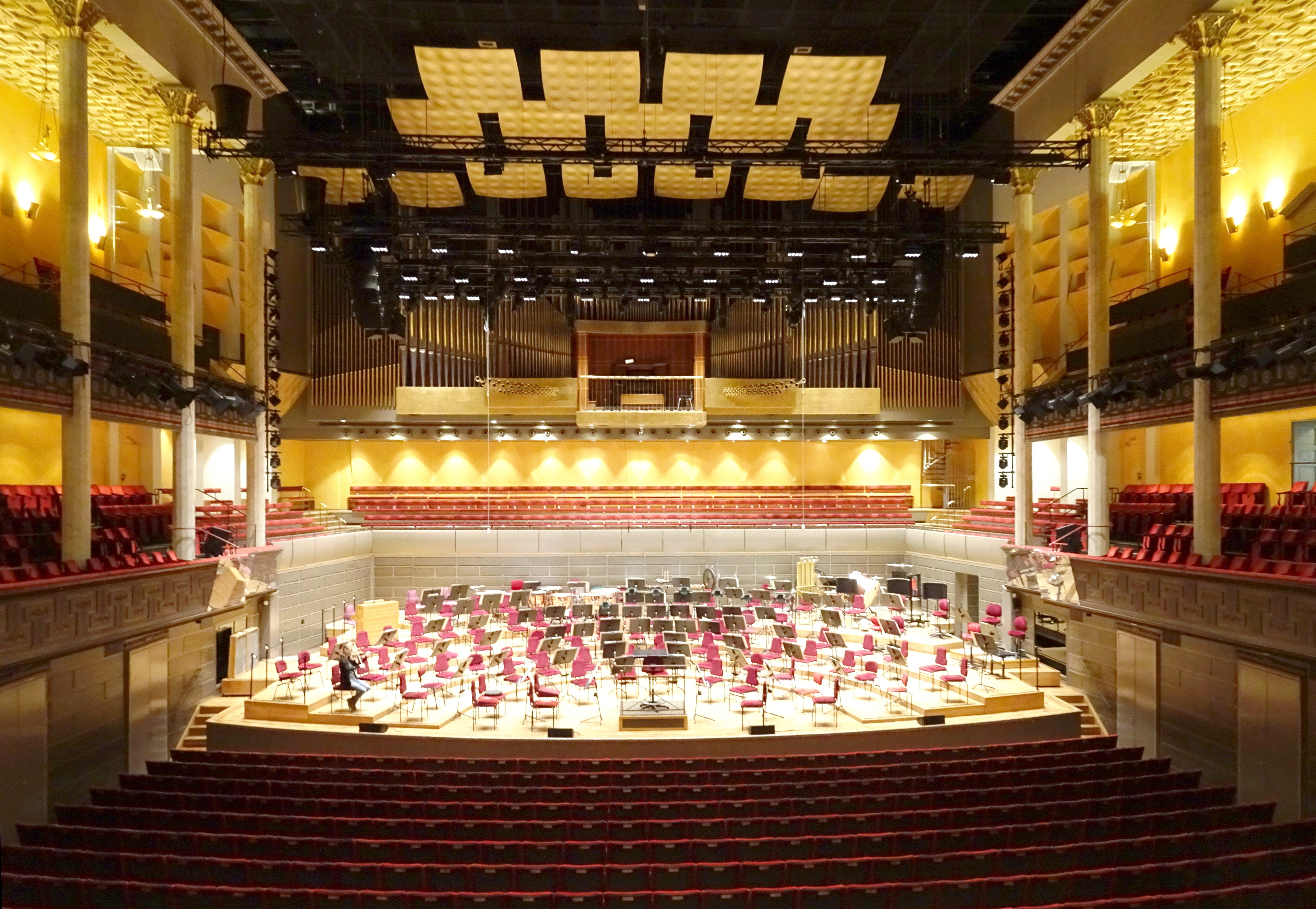
Stora salen.
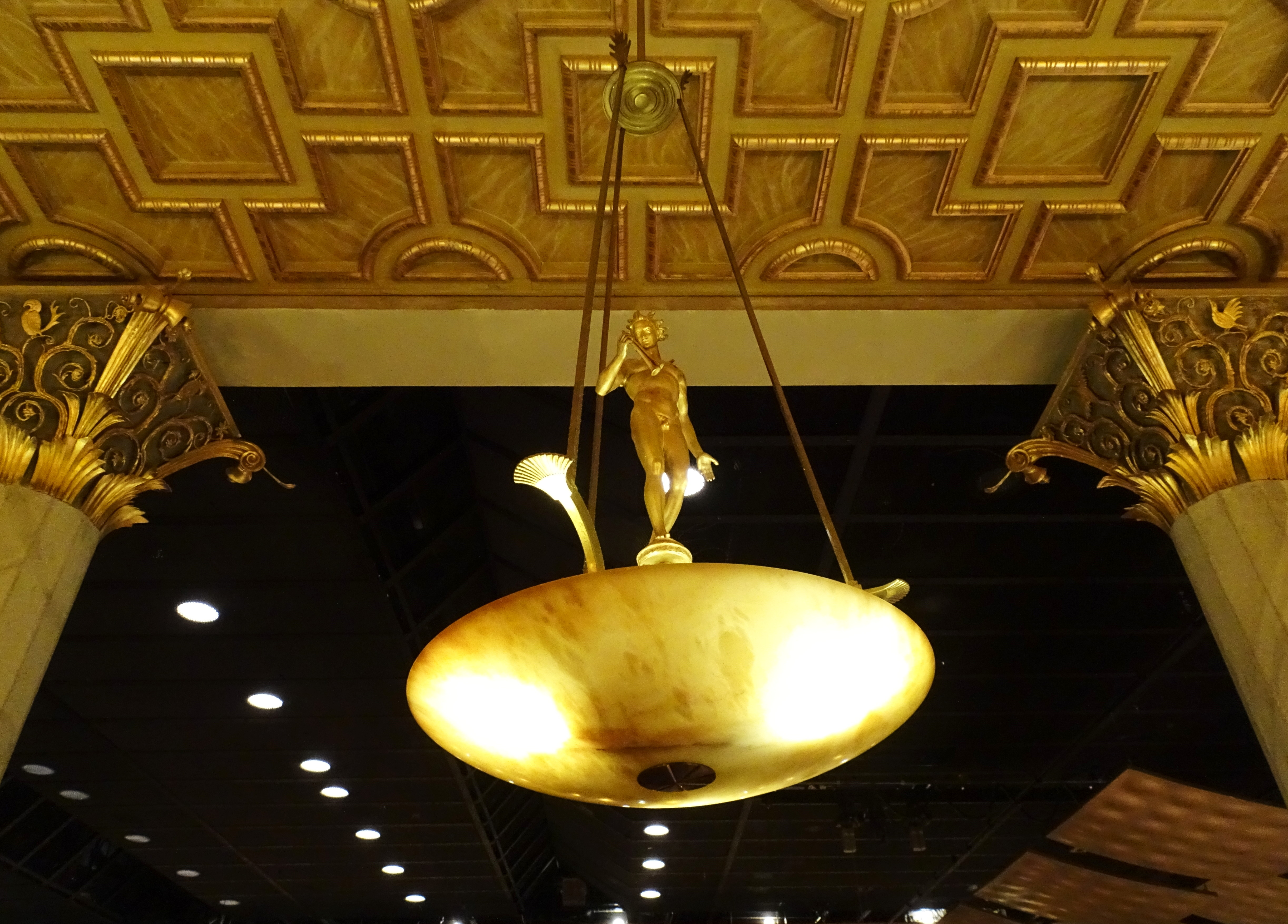
Stora salen, takarmatur på andra balkong.
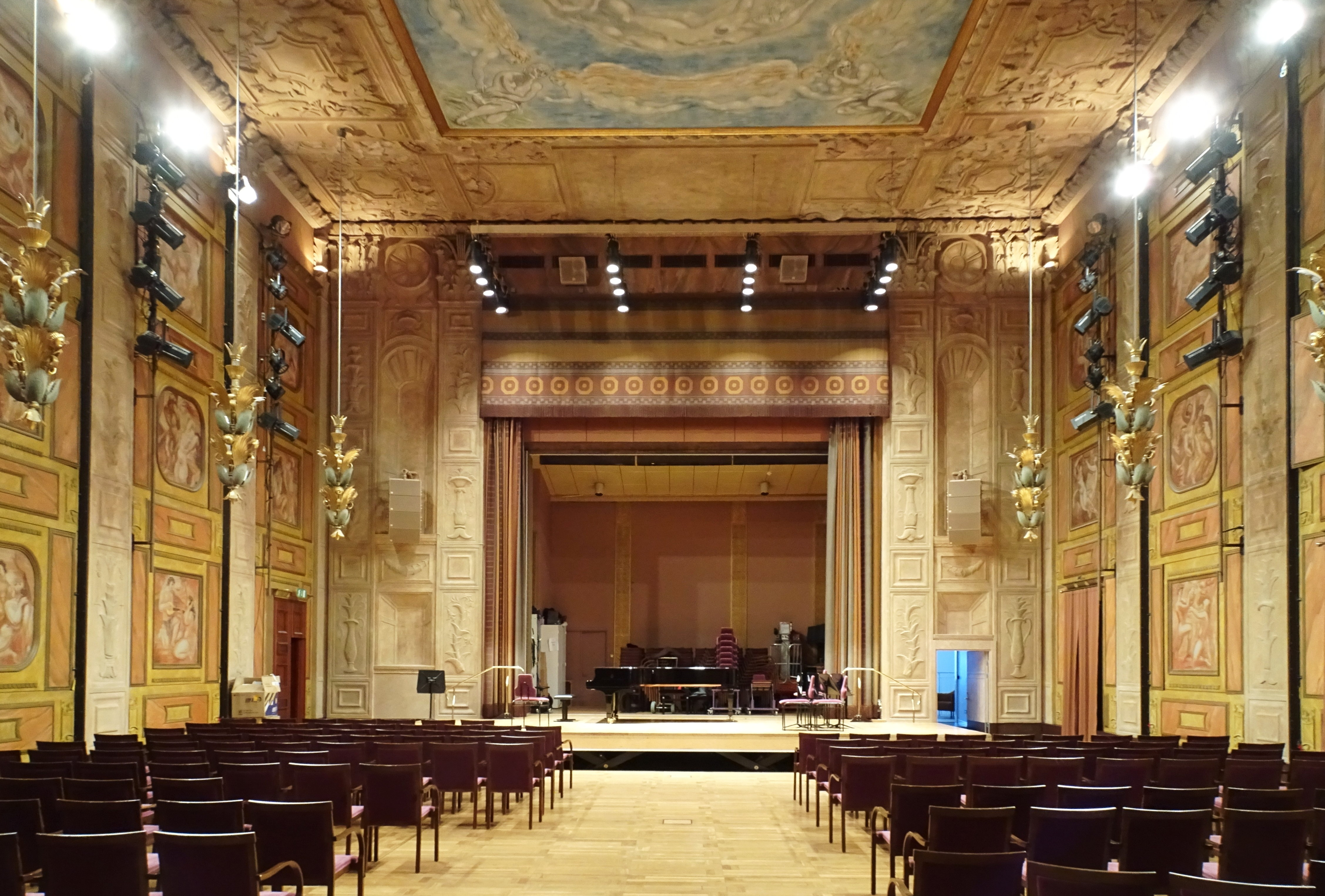
Grünewaldsalen, mot scenen.
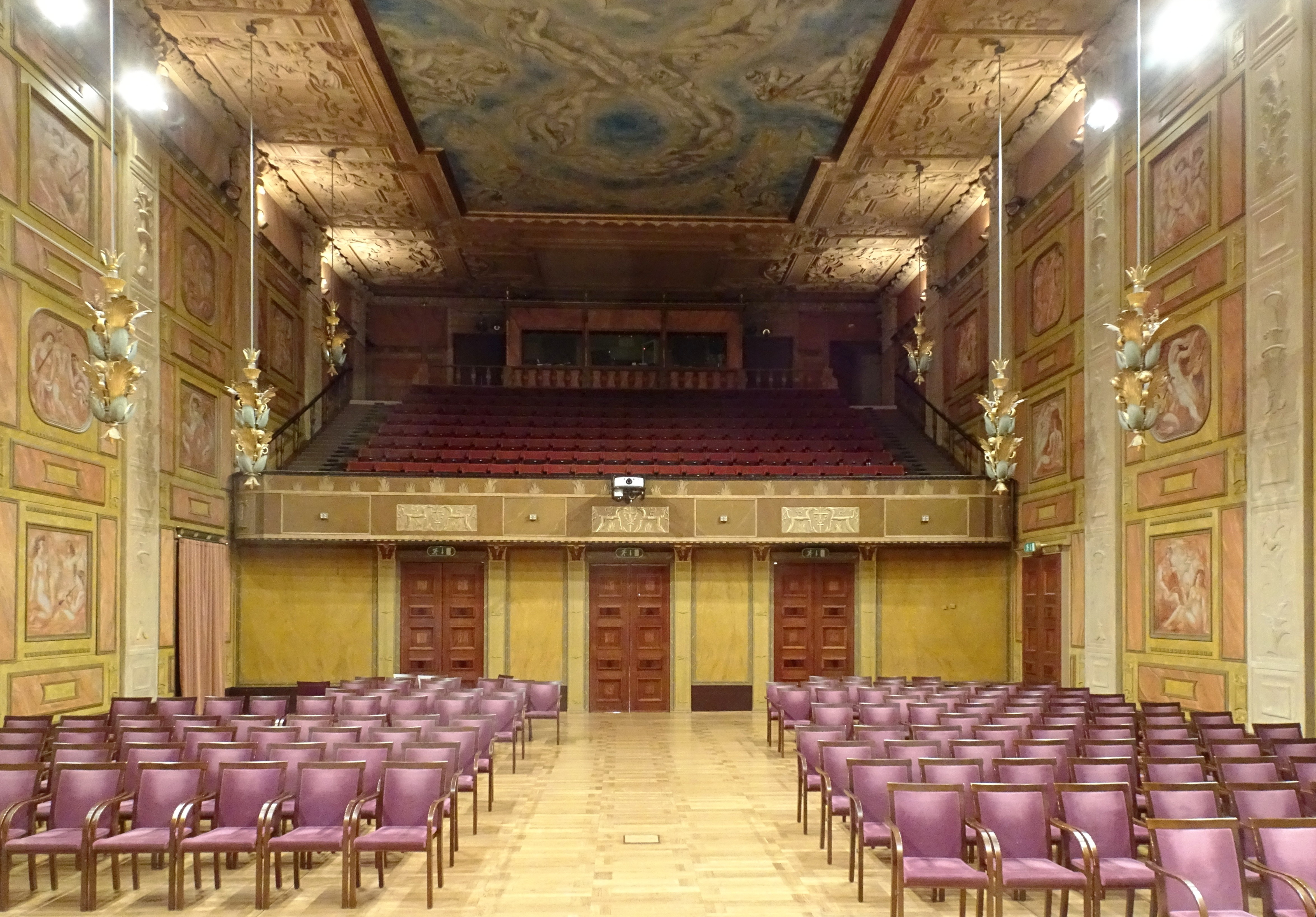
Grünewaldsalen, mot salongen och balkongen.

Grünewaldsalens foajé
Grünewaldsalens foajé ligger i direkt anslutning till Grünewaldsalen på första våningen. Taket är lätt välvt och har elliptisk form. Utmed sidorna är taket plant och klätt med mörkbrun träpanel. Det välvda taket får indirekt belysning genom uppåtriktade lampetter med förgyllda skärmar formade som löv. Runt ellipsen står 22 pelare som är klädda med teakfaner och smyckas av ett litet förgyllt kapitälband. Rummet får dagsljus genom två franska fönster av ek med handtag i form av delfiner. På golvet ligger en 76 m² stor matta med figurativt mönster inspirerad av den minoiska kulturen på Kreta. Mönstret skapades av Isaac Grünewald och mattan vävdes vid Bror Höögs väveri utanför Borås. Den nuvarande mattan kom på plats 1987 och är nyvävd men har den ursprungliga som förlaga.
Lilla salen (Grünewaldsalen)
Lilla salen (nuvarande Grünewaldsalen) ligger också på övervåningen och längs med fasaden mot Hötorget med scenen vänd åt söder. Salen nås via trappor från foajéns norra sida eller en egen entré med trappor från Kungsgatan. Grünewaldsalen står i kontrast till Stora salens lätthet med sina referenser till antiken. Tengboms tanke var att ge Lilla salen en personlig och intim prägel. Rummet blev rikt dekorerat med tak- och väggmålningar av Tengboms gode vän Isaac Grünewald. När Grünewald fick uppdraget av Tengbom 1925 beskrev Grünewald att han föreställde sig rummets färgverkan i en varm och djupt brunröd färgton. Salens kraftfulla stuckarbeten i tak och på väggar formades av Ivar Tengboms medarbetare Gustav Cederwall. De ovanliga belysningsarmaturerna skapades av arkitekten och formgivaren Robert Hult som var anställd på Tengboms arkitektkontor. Hult formgav huvuddelen av belysningen i husets publika delar. 
Grünewaldsalens utformning är i huvudsak välbevarad. Med sina barockmässiga inslag framstår den som en ovanlig representant för den svenska 1920-talsklassicismen och svarar inte riktigt mot tidens Swedish grace. Kontrasten mellan Stora och Lilla salen är enligt Stockholms stadsmuseum "av stort arkitekturhistoriskt intresse och ett väsentligt inslag som ger Konserthuset dess särprägel". Vid renoveringen på 1990-talet förnyades ytskikten, och målningarna i Grünewaldsalen rengjordes och konserverades. 
Övriga rum
På fjärde våningen, över Grünewaldsalen ligger före detta övningssalen, som ursprungligen kallades Attiksalen. Den fick en ny inredning 1993 och bytte då namn till Aulinsalen efter Tor Aulin. År 2017 genomgick Aulinsalen en ombyggnad. För musikerna och deras behov inrättades lokaler dels på bottenvåningen mot Sveavägen, dels på fjärde våningen. För den tekniska personalen (vaktmästare och maskinist) fanns tre lägenheter som förlades dels till övre källarplanet, dels till fjärde våningen. För den administrativa personalen saknades ursprungligen arbetsrum. Det ändrades på 1950- respektive 1980-talet när takterrasserna byggdes ut med längor för kontorsrum. art deco-detaljer finns i hela byggnaden, exempelvis i belysningsarmaturer och pelarutformningen, i foajén och i trapphusens trappräcken (se vidare under avsnitt "Konstnärlig utsmyckning"). 

Interiörbilder övriga rum (urval)
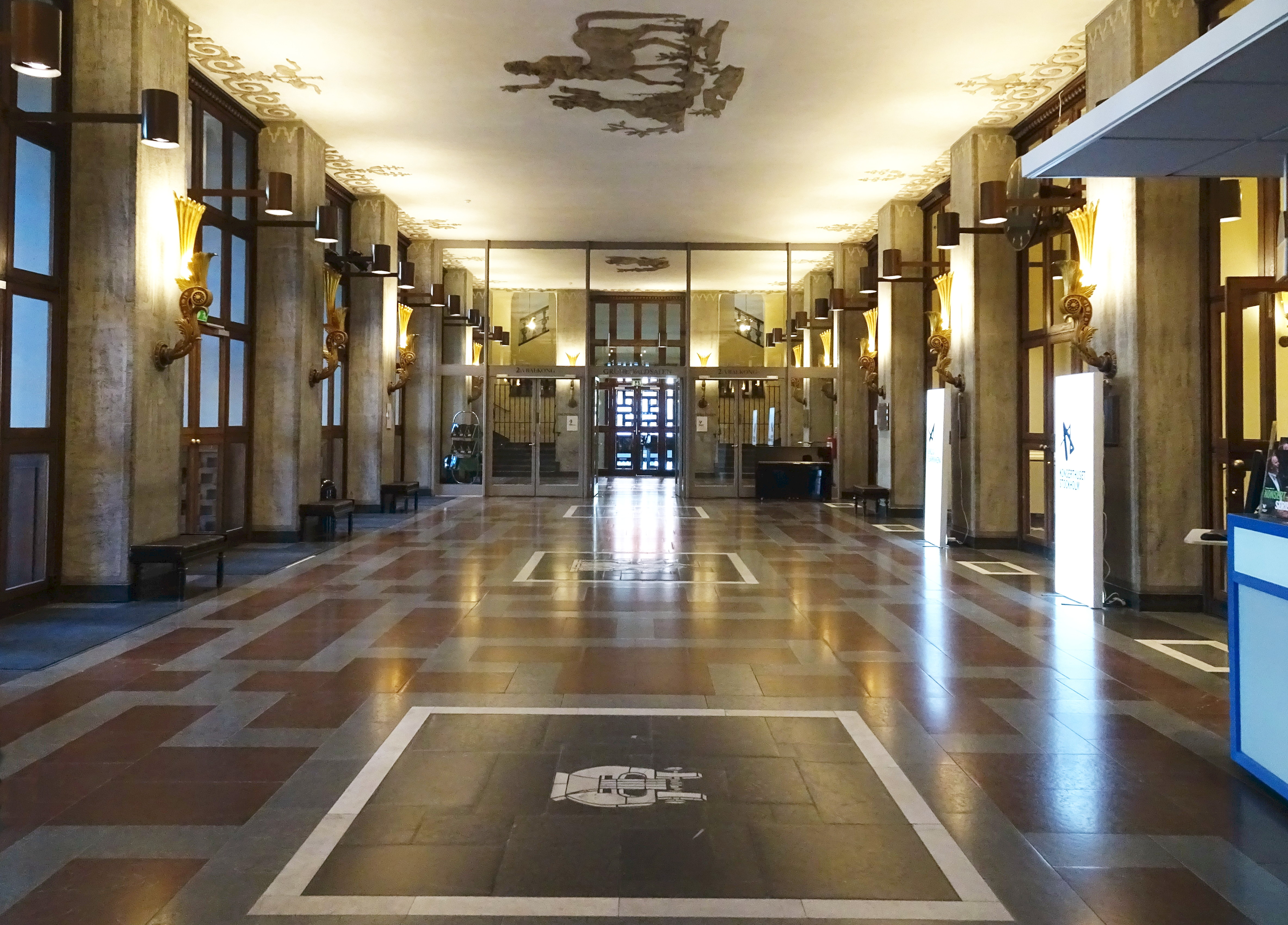
Entréhallen.
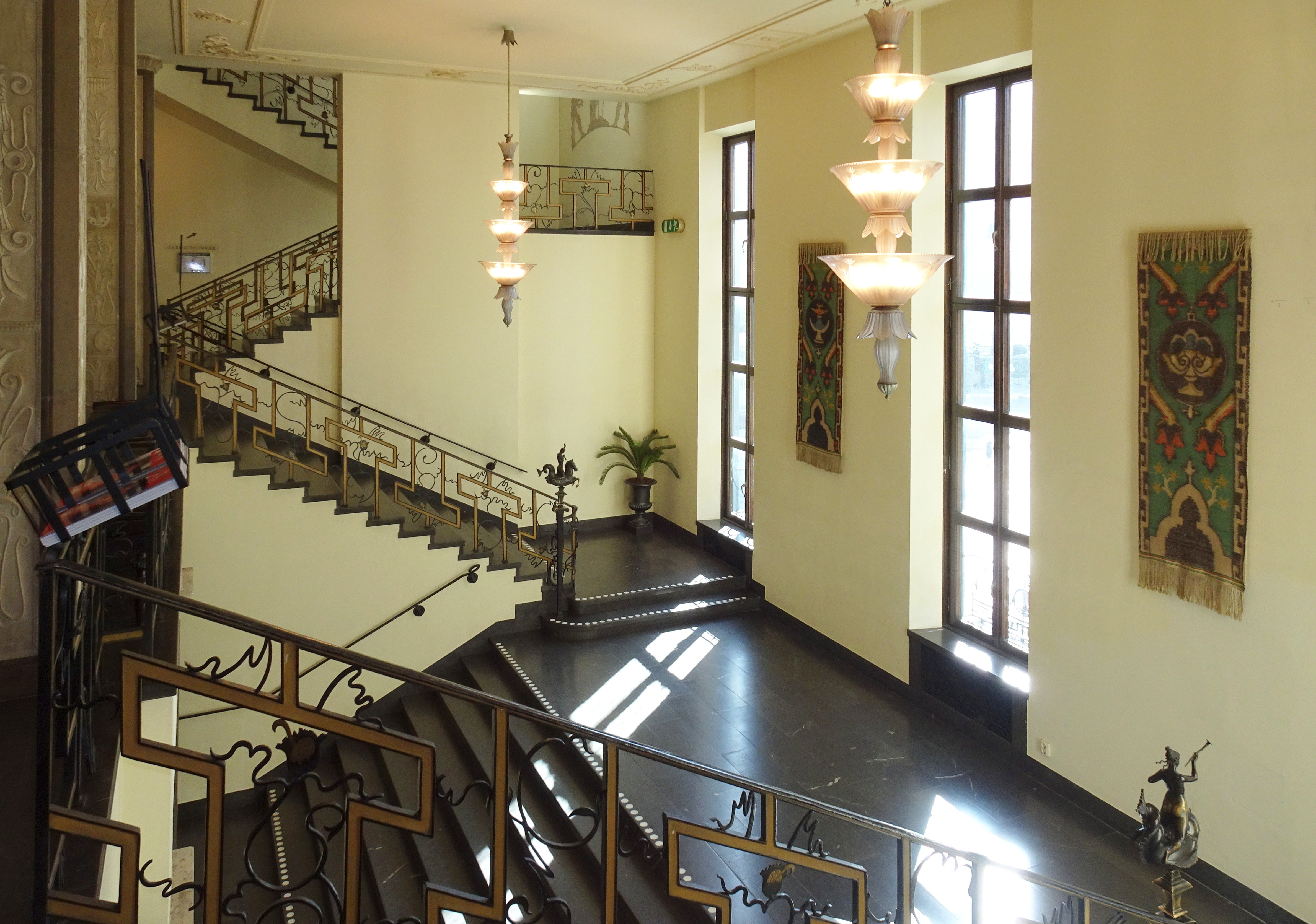
Huvudtrappan.
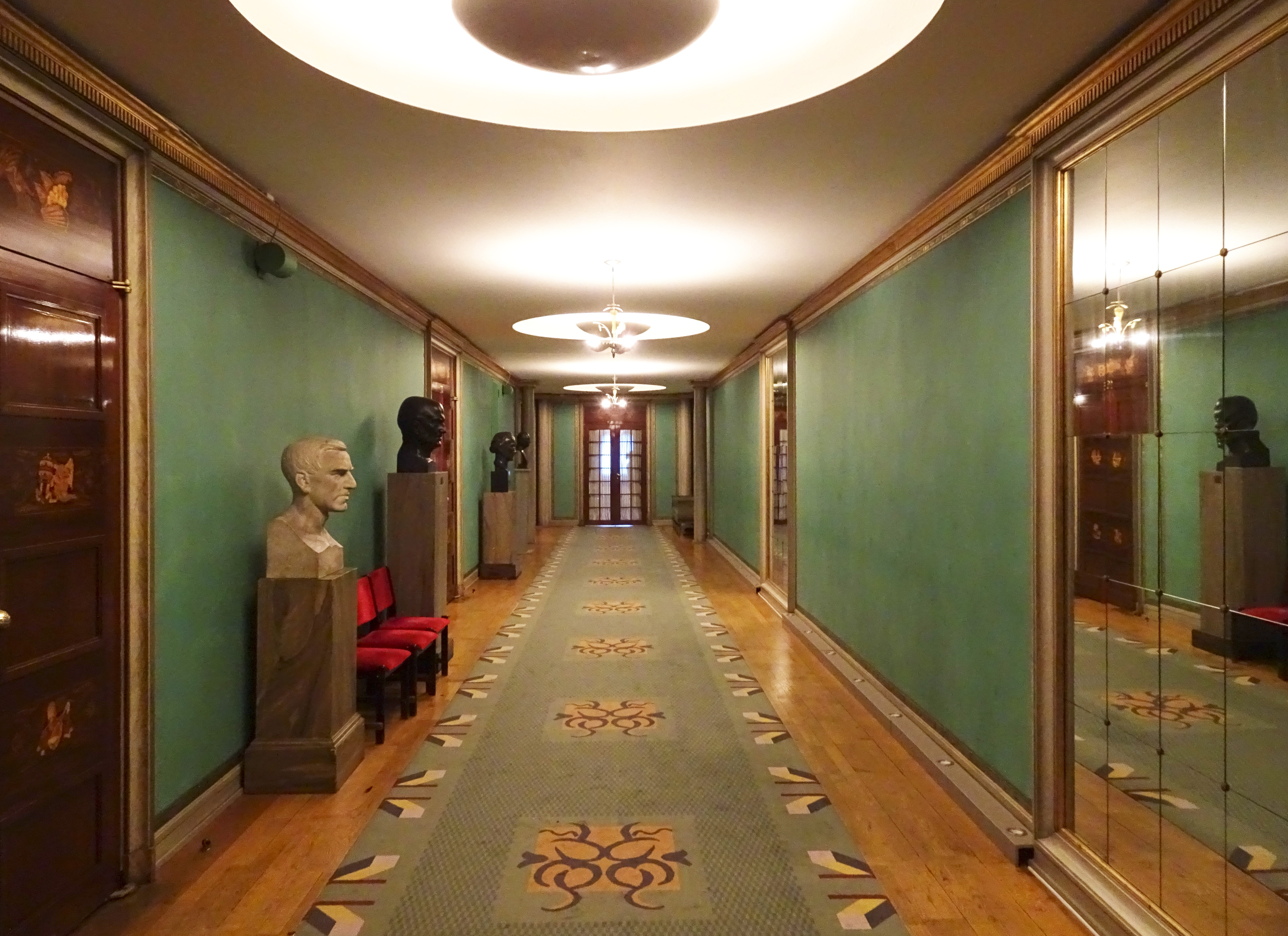
Promenoaren till Stora salens balkong.
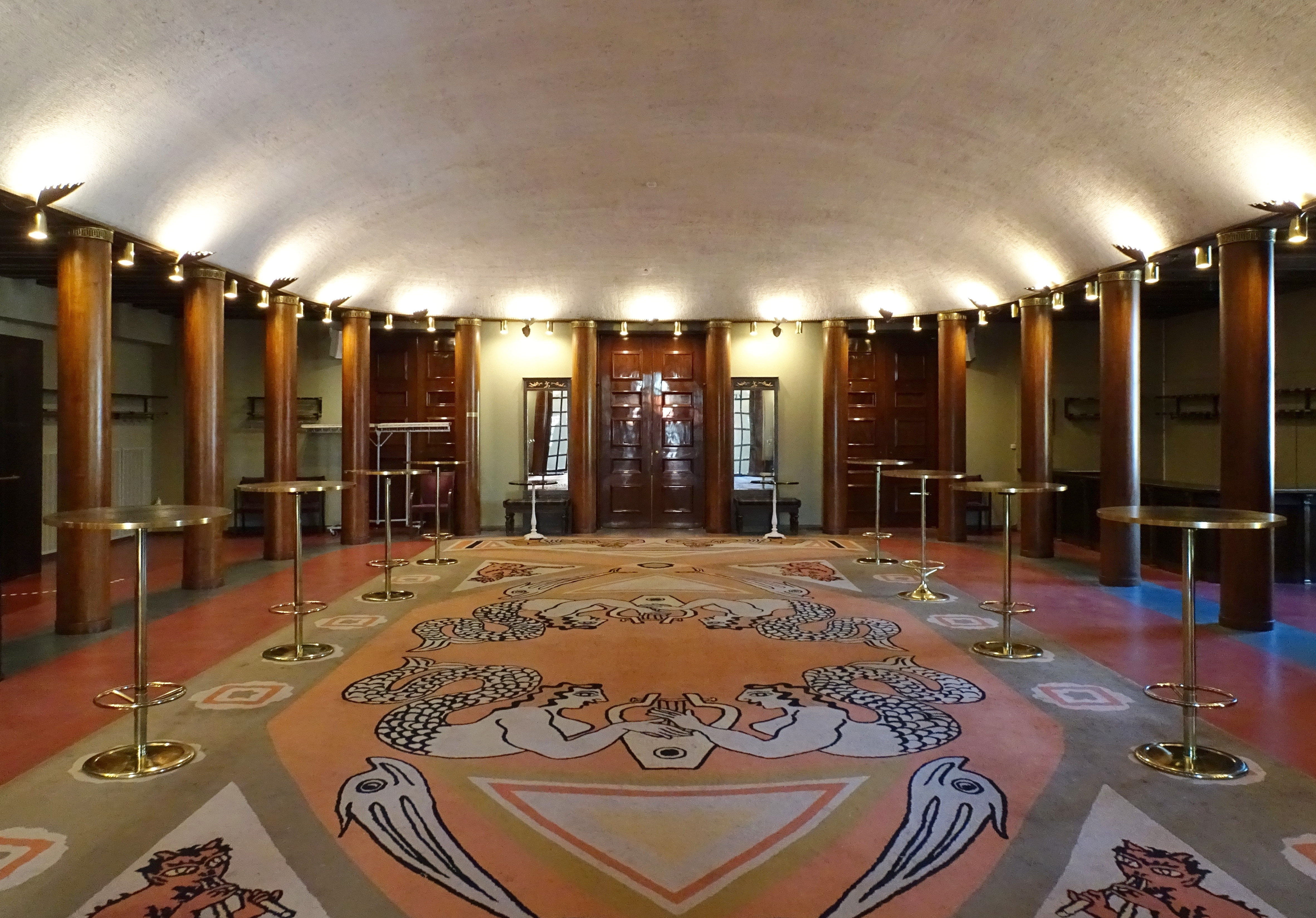
Grünewaldsalens foajé.
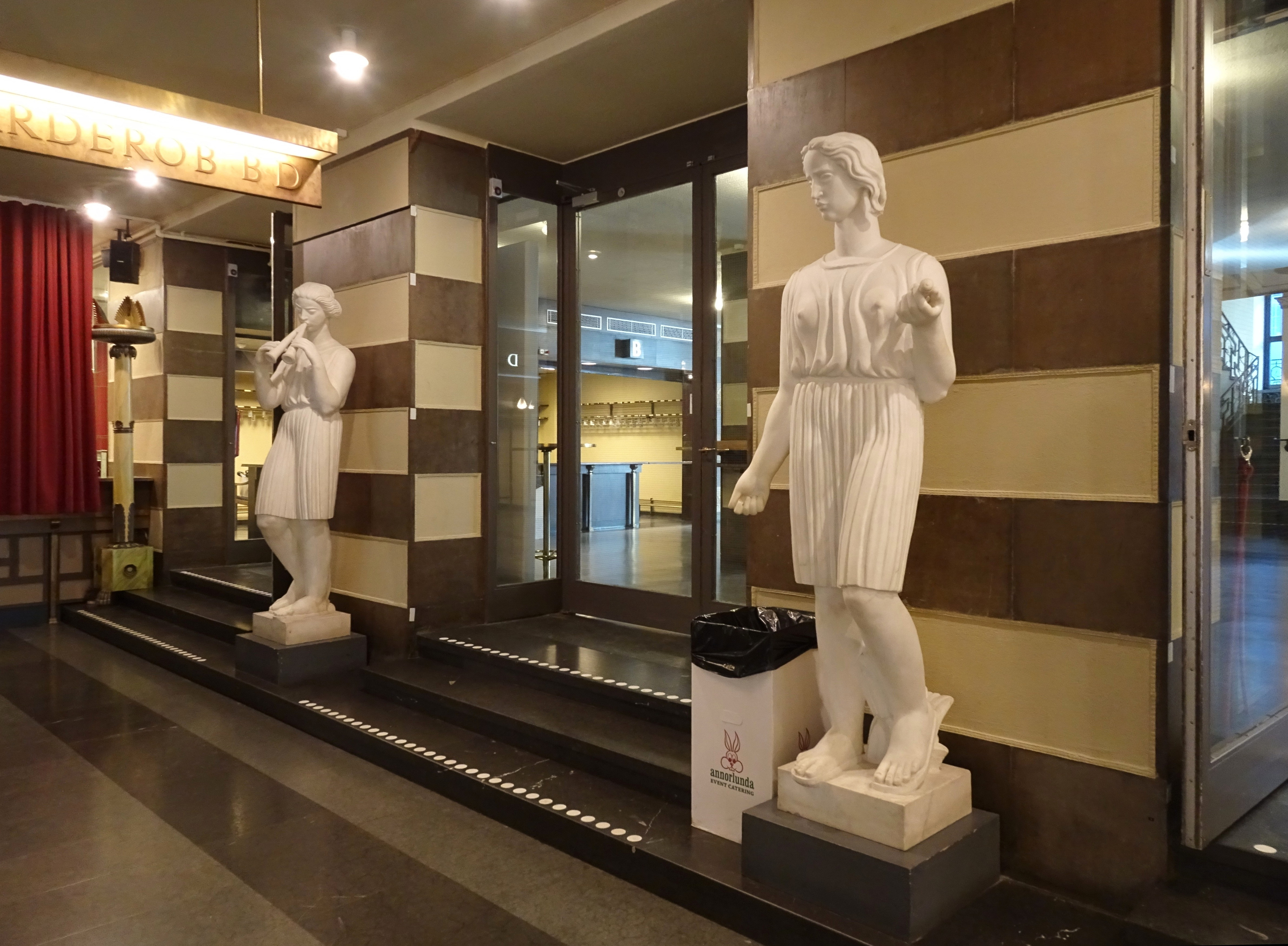
Inre foajén.

## Orgeln

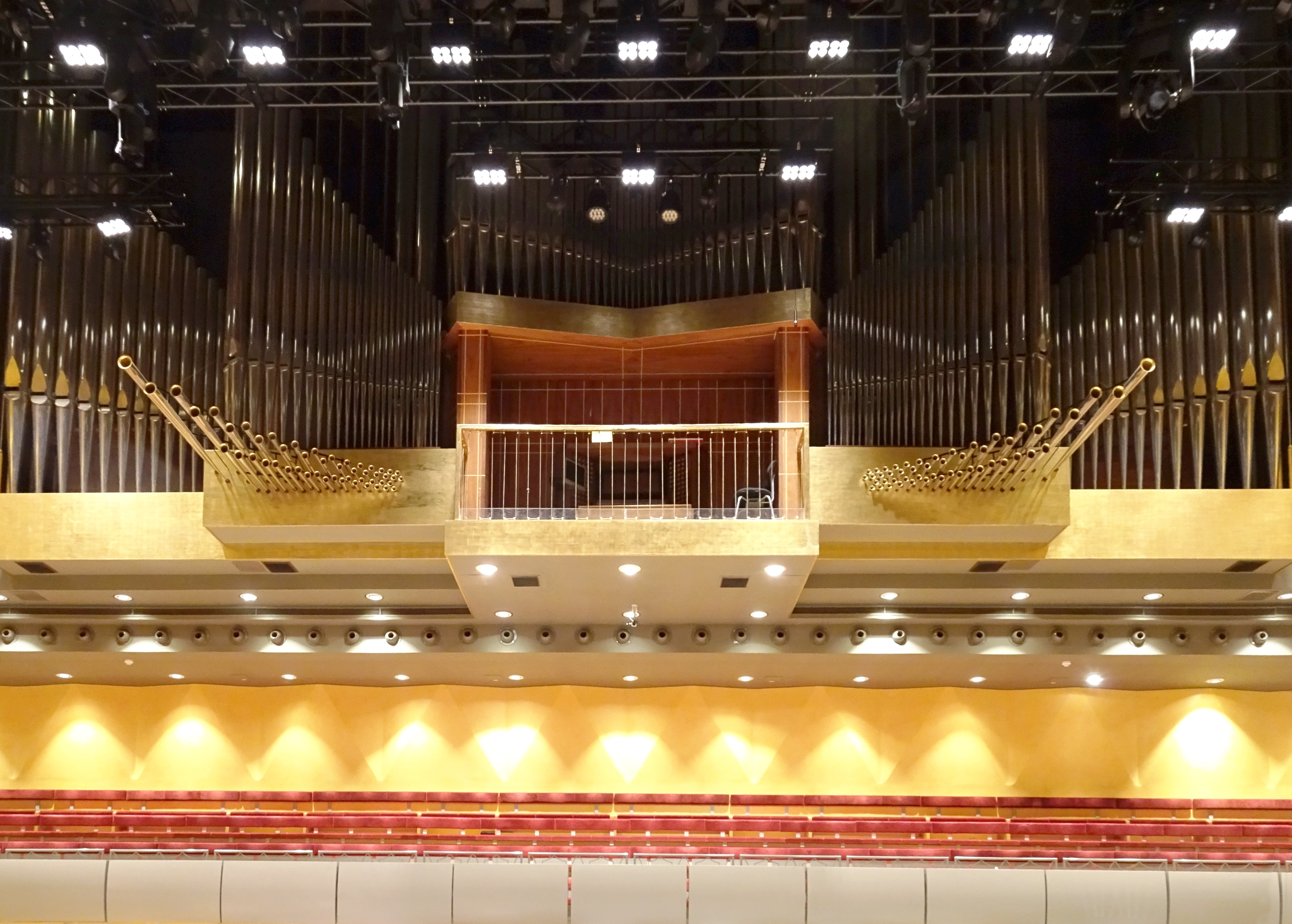
Orgelfasaden och körläktaren, 2017.

I tävlingsprogrammet om Konserthuset preciserades att podiet borde rymma en orkester om 100 man och en kör om minst 150 personer. Vid podiet skulle det finnas plats för ett större orgelverk med fasad utåt salen; detta blev dock inte fallet. Tengbom tyckte att en orgelfasad över podiet skulle "störa helhetsintrycket"; dessutom ville han att salen skulle göras optiskt förlängd genom ett skenperspektiv (se Stora salen). Orgelverket byggdes därför in bakom podiets fondvägg som försågs med ljudöppningar, där det var osynligt för publiken.
Den ursprungliga orgeln invigdes den 6 oktober 1926. Verket hade uppemot 90 stämmor och kom från Åkerman & Lund Orgelbyggeri i Knivsta. Orgelns disposition hade arbetats fram av Gustaf Hägg och Oskar Lindberg efter synpunkter från den då namnkunnige italienske orgelvirtuosen Marco Enrico Bossi. Tengboms lösning innebar dock en stor nackdel för orgelns klang. Ljudet fick en viss fördröjning och upplevdes beslöjat och utan skärpa. Problemet påpekades av organisten Otto Olsson redan direkt efter orgelns invigningskonsert. På 1960-talet var orgeln i dåligt skick. Sommaren 1970 nedmonterades instrumentet och lagrades i Hammarbyhamnen. Vissa delar kunde sedermera återanvändas i den nya orgeln. Under en övergångstid innan det nya instrumentet var byggt användes en elektrisk Yamahaorgel.
Disposition 1926:
| Manual I (C-a3) Huvudverk | Manual II Svällverk  | Manual III Svällverk     | Manual IV Högtrycksavdelning | Fjärrverk         | Pedal (C-g1)            |
| ------------------------- | -------------------- | ------------------------ | ---------------------------- | ----------------- | ----------------------- |
| Principal 16'             | Borduna 16'          | Salicional 16'           | Stentorfon 8'                | Kvintadena 16'    | Kontraprincipal 32'     |
| Borduna 16'               | Principal 8'         | Gedackt 16'              | Sologamba 8'                 | Basetthorn 8'     | Untersatz 32'           |
| 1:a Principal 8'          | Gemshorn 8'          | Principal 8'             | Soloflöjt 8'                 | Cremona 8'        | Principal 16'           |
| 2:a Principal 8'          | Fugara 8'            | Violin 8'                | Oktava 4'                    | Viola céleste 8'  | Violon 16'              |
| Gamba 8'                  | Dolce 8'             | Salicional 8'            | Orkesterflöjt 4'             | Portunalflöjt 8'  | Salicet 16' (transm.)   |
| Jubalflöjt 8'             | Flûte harmonique 8'  | Eolin 8'                 | Tuba mirabilis 8'            | Fjärrflöjt 8'     | Gedackt 16' (transm.)   |
| Dubbelflöjt 8'            | Gedackt 8'           | Voix celéste 8'          | Fälttrumpet 4'               | Wienerflöjt 4'    | Ekobas 16' (transm.)    |
| Borduna 8'                | Kvintadena 8'        | Konsertflöjt 8'          | Klockspel                    | Panflöjt 2'       | Kvinta 10 2/3'          |
| Oktava 4'                 | Oktava 4'            | Flauto amabile 8'        |                              | Trumpet 8'        | Oktavbas 8' (transm.)   |
| Hålflöjt 4'               | Fugara 4'            | Unda maris 8'            |                              | Vox humana 8'     | Violoncell 8'           |
| Kvinta 2 2/3'             | Flûte traversière 4' | Rörflöjt 8'              |                              | Crescendosvällare | Gedackt 8' (transm.)    |
| Oktava 2'                 | Kvinta 2 2/3'        | Ekoflöjt 4'              |                              |                   | Oktava 4'               |
| Kornett 3-5 chor          | Piccolo 2'           | Salicet 4'               |                              |                   | Flöjt 4' (transm.)      |
| Mixtur 3-4 chor           | Kornett 3 chor       | Flûte octaviante 4'      |                              |                   | Kontrabasun 32'         |
| Cymbel 3 chor             | Cor anglais 16'      | Waldflöjt 2'             |                              |                   | Basun 16'               |
| Trumpet 16'               | Corno 8'             | Harmonica aethera 3 chor |                              |                   | Trumpet 16' (transm.)   |
| Trumpet 8'                | Klarinett 8'         | Oboe 8'                  |                              |                   | Fagottbas 16' (transm.) |
|                           | Clairon 4'           | Eufon 8'                 |                              |                   | Trumpet 8'              |
|                           | Crescendosvällare    | Crescendosvällare        |                              |                   | Trumpet 4'              |

Den nuvarande orgeln invigdes 1982. Den täcker hela väggen över körläktaren och har 6 100 pipor och 69 stämmor. Av orgelpiporna är den längsta 11 meter. Huvudverket omfattar 19 stämmor med bland annat fem trumpetregister, varav två är så kallade ”spanska trumpeter” och utgör den horisontella uppsättningen av piporna. Stämmorna på manual IV är alla högtrycksstämmor. Orgelfasaden ritades av Anders Tengbom och verket konstruerades av Grönlunds orgelbyggeri i Gammelstaden utanför Luleå. Som klanglig förebild hade man orgeln i konserthuset Concertgebouw i Amsterdam. Orgeln kostade 7,2 miljoner kronor och finansieringen ordnades huvudsakligen genom att varje bidragsgivare fick sitt namn ingraverat på valfri pipa för en avgift om 1 000 kronor. Pipdonatorernas namn offentliggjordes sedan i en särskild publikation. I samband med en renovering 2008 byttes orgelns elektromekaniska styrning ut mot ett digitalt system.
Erik Lundkvist (tidigare organist i Gustaf Vasa kyrka) var konserthusets organist mellan 1971 och 2012. Nuvarande konserthusorganist är Hedvig Eleonora kyrkas organist Ulf Norberg.
Disposition:
| Positiv (I) (C-b3)   | Huvudverk (II) (C-b3)   | Crescendoverk (III) (C-b3) | Soloverk (IV) (C-b3) | Pedal (C-g1)    |
| -------------------- | ----------------------- | -------------------------- | -------------------- | --------------- |
| Principal 8'         | Principal 16'           | Bourdon 16'                | Gamba 8'             | Principal 32'   |
| Gemshorn 8'          | Gedackt 16'             | Principal 8'               | Orchesterflöte 8'    | Principal 16'   |
| Rohrflöte 8'         | Principal 8'            | Bourdon 8'                 | Tuba 8'              | Subbas 16'      |
| Oktava 4'            | Gedackt 8'              | Flûte harmonique 8'        | Cornet 5 chor        | Violon 16'      |
| Flûte traversière 4' | Spitzflöte 8'           | Violin 8'                  |                      | Oktava 8'       |
| Oktava 2'            | Gamba 8'                | Voix céleste 8'            |                      | Gedackt 8'      |
| Sesquialtera 2 chor  | Quinta 5 1/3'           | Oktava 4'                  |                      | Oktava 4'       |
| Mixtur 5 chor        | Oktava 4'               | Flûte octaviante 4'        |                      | Blockflöte 4'   |
| Cymbel 2 chor        | Hohlflöte 4'            | Terz 3 1/5'                |                      | Nachthorn 2'    |
| Dulcian 16'          | Quinta 2 2/3'           | Nasat 2 2/3'               |                      | Mixtur 6-7 chor |
| Cromorne 8'          | Oktava 2'               | Piccolo 2'                 |                      | Cornet 4 chor   |
| Tremulant            | Mixtur 6-8 chor         | Terz 1 3/5'                |                      | Contrabasun 32' |
|                      | Quintcymbel 4-5 chor    | Sifflöte 1'                |                      | Basun 16'       |
|                      | Grand Cornet 5 chor     | Mixtur 6-8 chor            |                      | Trompette 8'    |
|                      | Trompette 16'           | Terzcymbel 3 chor          |                      | Trompette 4'    |
|                      | Trompette 8'            | Bombarde 16'               |                      |                 |
|                      | Trompette 4'            | Trompette harmonique 8'    |                      |                 |
|                      | Trompette en chamade 8' | Hautbois 8'                |                      |                 |
|                      | Trompette en chamade 4' | Vox Humana 8'              |                      |                 |
|                      |                         | Clairon 4'                 |                      |                 |
|                      |                         | Tremulant                  |                      |                 |

## Konstnärlig utsmyckning
Allmänt

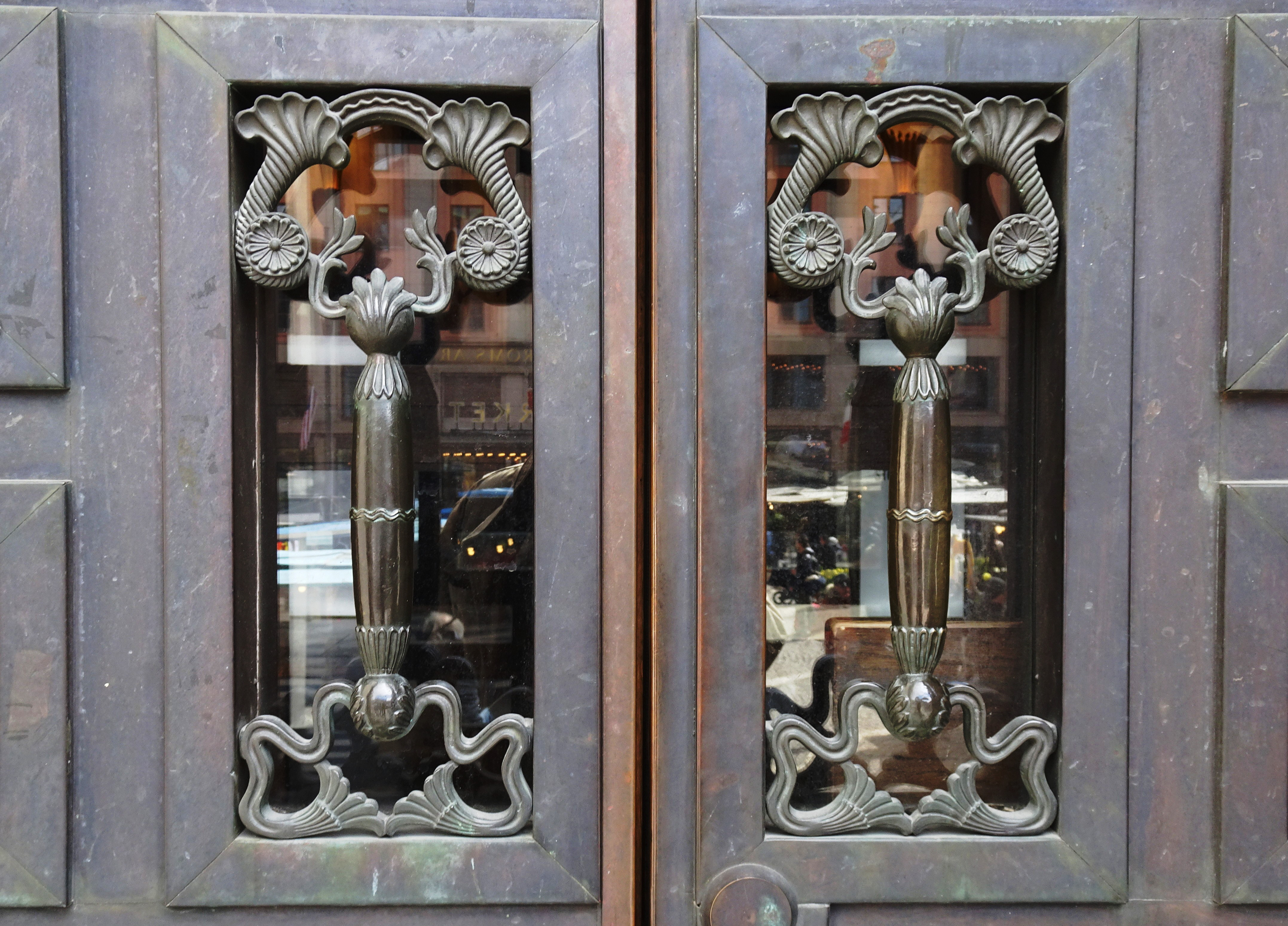
Draghandtag på ytterportar.

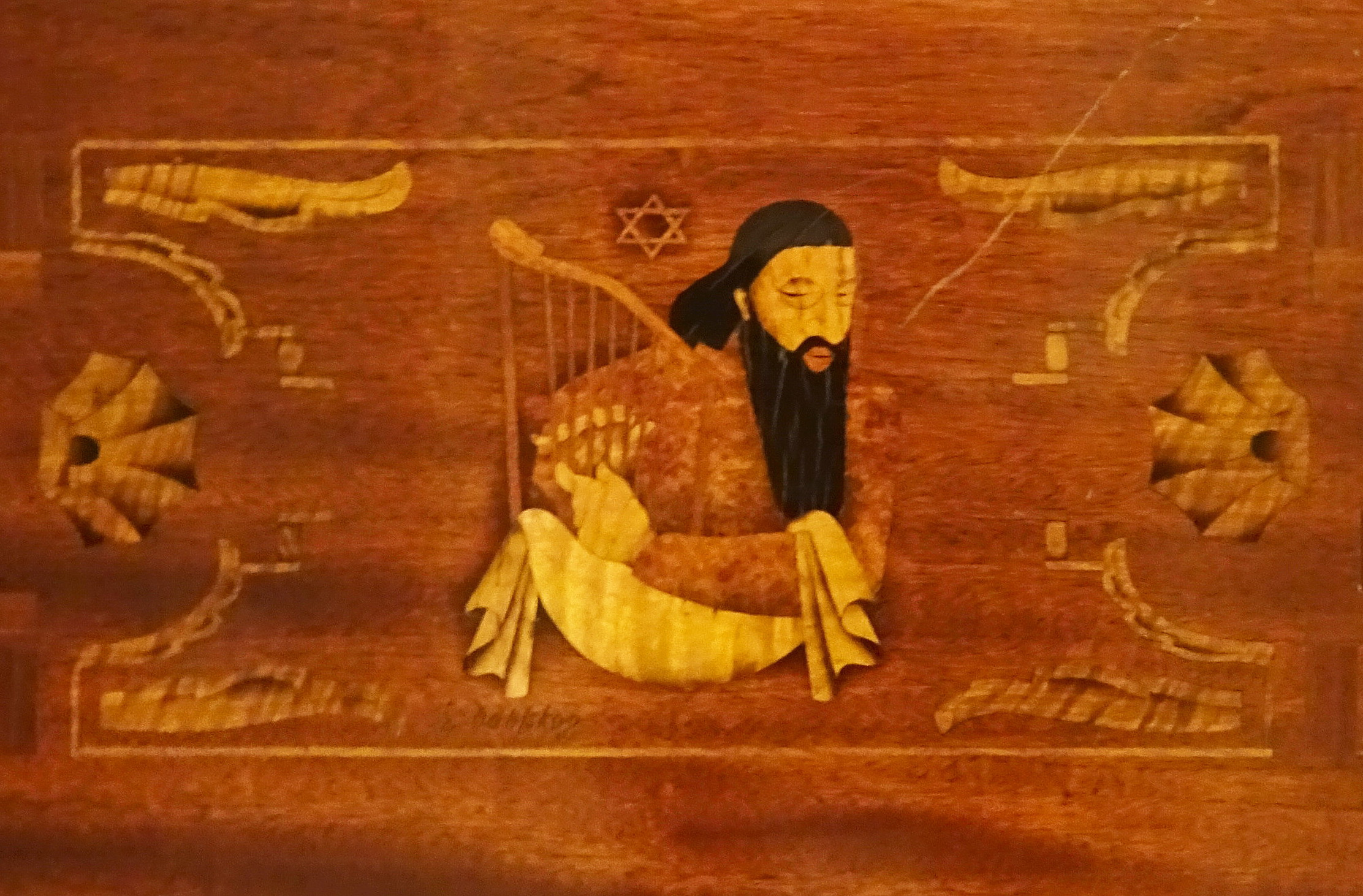
Kung David med sin harpa, intarsia av Ewald Dahlskog

Om Konserthusets yttre ger ett nästan sparsmakat intryck, så är interiören desto mer utsmyckad. Tengbom omgav sig med en lång rad konstnärer och skickliga hantverkare som han delvis hämtade från det då avslutade stadshusbygget. Tillsammans skapade de en festlig, nästan överdådig dekoration i tidens art déco-stil (eller Swedish grace, som den svenska varianten kallades internationellt). Den genomarbetade interiören märks även i "praktiska" detaljer som fönstervred, dörrtrycken eller draghandtag som gestaltades med inspiration från växt- och djurrikena. Konserthusets inredning tillhör samma tradition som Ragnar Östbergs Stadshuset eller Gunnar Asplunds Skandiabiografen, vilka tillkom ungefär samtidigt.
Framträdande är de många belysningsarmaturerna i opalglas som formgavs av Simon Gate och Edward Hald och tillverkades vid Orrefors glasbruk. Andra vägg-, tak- och golvarmaturer av förgyllt trä respektive metall ritades av Robert Hult vid Tengboms arkitektkontor. Husets skulpturer utfördes av Carl Milles och Ansgar Almquist. Även Olle Hjortzberg, Sidney Gibson, Henrik Krogh och Erik Jerken är representerade med framstående arbeten. Filip Månsson och hans målerifirma stod för det dekorativa inredningsmåleriet i form av marmoreringar och dekorativa listverk samt det mer yrkesmässiga måleriet. Stuckatören Augusto Conte, Herman Bergman Konstgjuteri och smidesfirman Herman Bengtsson stod också för omfattande insatser inom sina respektive yrkesområden.
Intarsior
Bland konstnärerna märks även Ewald Dahlskog som gestaltade de mahognyfanerade dörrarna och dörröverstyckena. Exempelvis dekorerade han dörrarna till Stora salens första balkong med rikt detaljerade figurativa intarsiaarbeten. Dörröverstyckena pryddes med intarsior visande olika musikinstrument och till dörrbladen utförde Dahlskog musikaliska scener, ibland lätt humoristiska och ingen lik den andra. Bland motiven märks konung Erik XIV med sitt typiska skägg och kloliknande fingrar som spelar på en luta. Konserthusuppdraget var Dahlskogs första arbete med intarsior, och han sågs som en nydanare inom området. Professorn i konsthistoria Axel Romdahl kallade dörrarna för ”en kedja av smycken”.
Textiler, stuckarbeten, målningar
Under byggnadstiden fanns en särskild väv- och textilateljé under ledning av textilformgivaren Elsa Gullberg (den förnyades sedermera under medverkan av Astrid Sampe). I ateljén vävdes textiler efter mönster av bland andra Carl Malmsten och Einar Forseth. Den senare svarade även för stuckreliefer i  entréhallen, medan taken och pelarna i kapprummen på bottenvåningen och foajéerna på första våningens trappa utformades av Robert Nilsson och Nils Olsson. Grünewaldsalens stuckarbeten i taket och på väggarna formgavs av Ivar Tengboms medarbetare Gustaf Cederwall. Bakom mattan i Grünewaldsalens foajé (i dag en originaltrogen kopia) stod Isaac Grünewald, som skapade ett mönster inspirerat av den minoiska kulturen på Kreta. Han skapade även tak- och väggmålningar i Lilla salen, som sedermera uppkallades efter honom. Nutida tillskott gällande textiler utgörs bland annat av gångmattor för Stora salens foajéer, mattor som tillverkades i början av 2000-talet av Handarbetets vänner respektive Kasthall i Kinna.

Konstnärlig utsmyckning
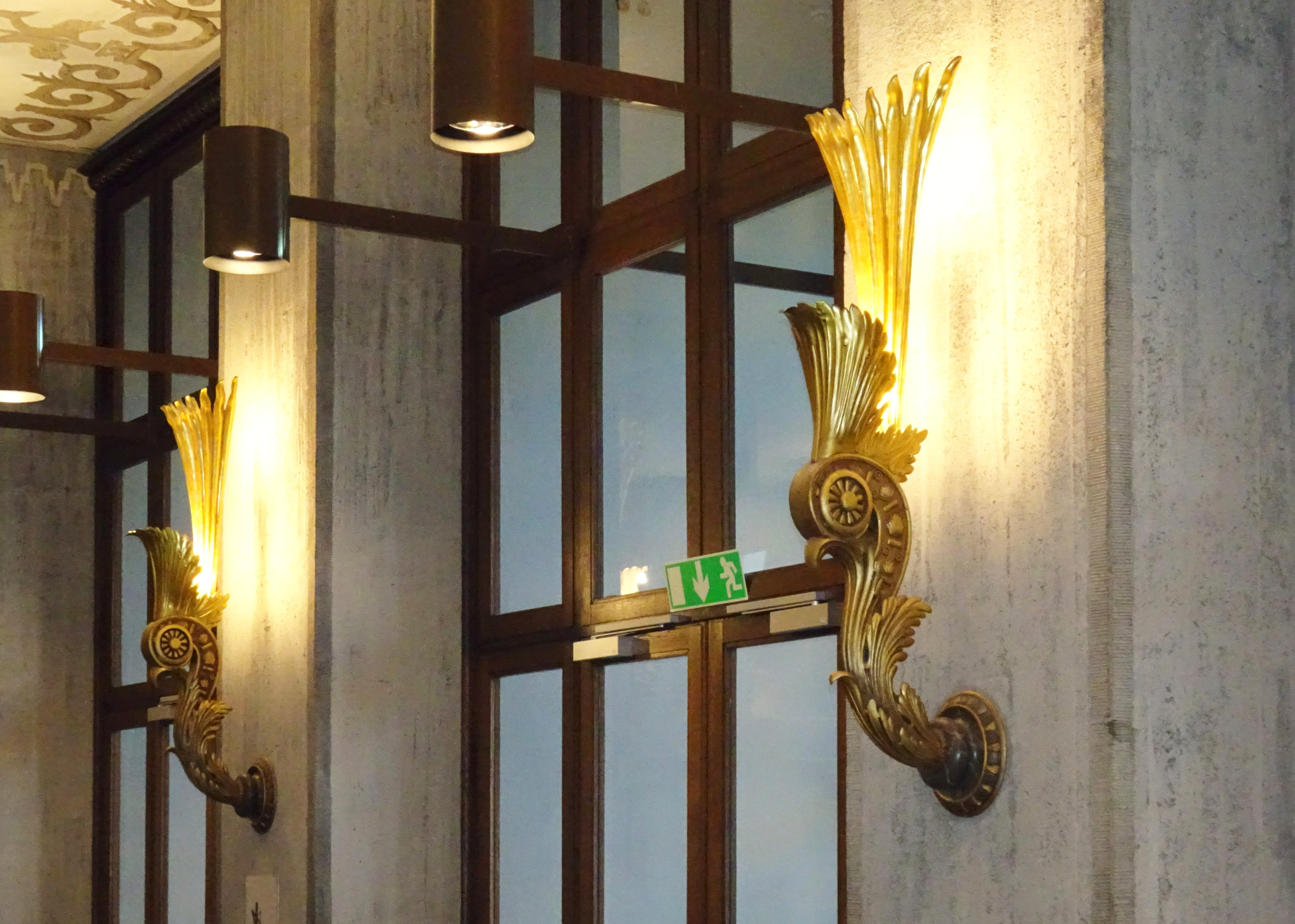
Vägglampetter i entréhallen av Robert Hult.
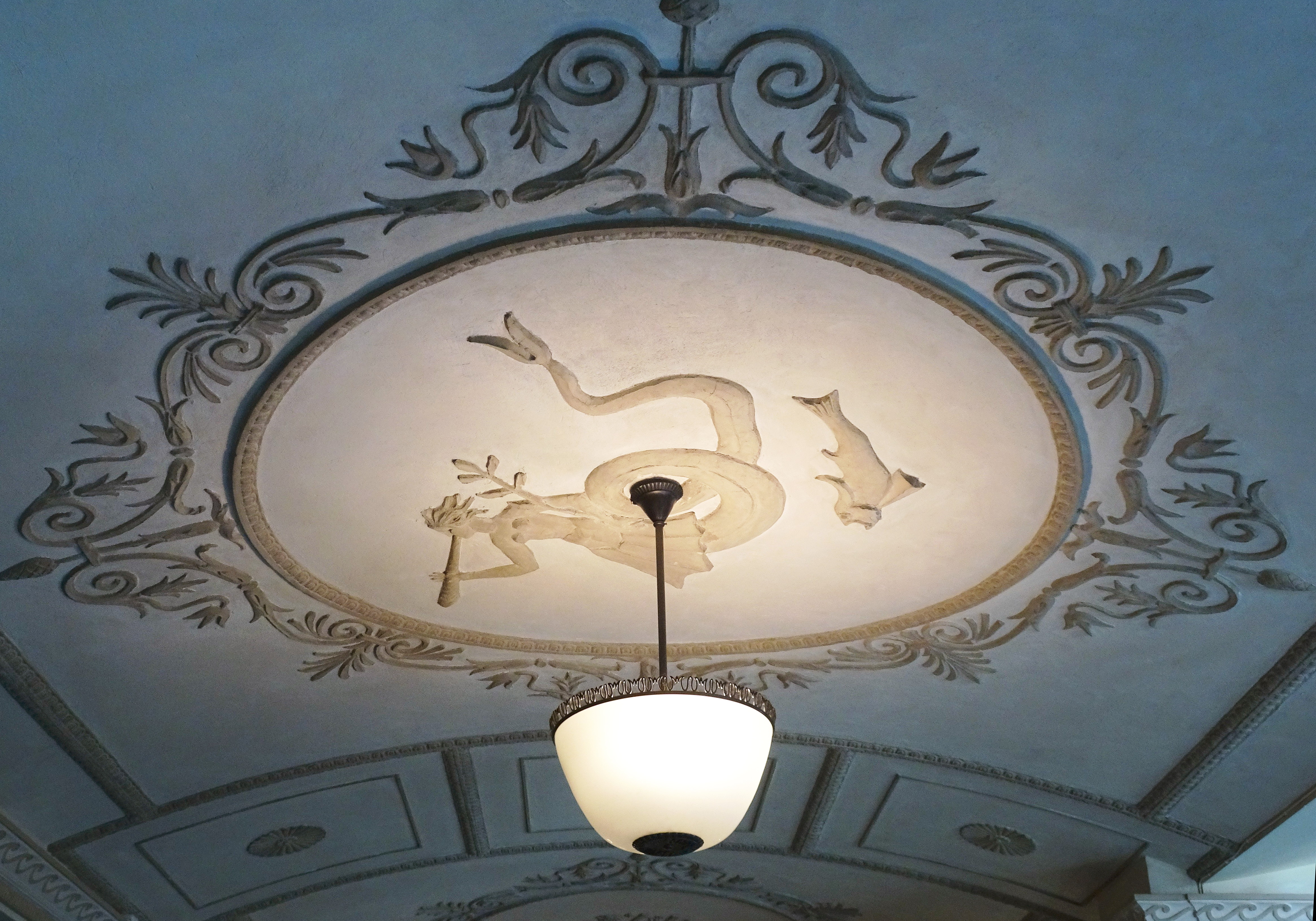
Takarmatur av Simon Gate och Edward Hald.
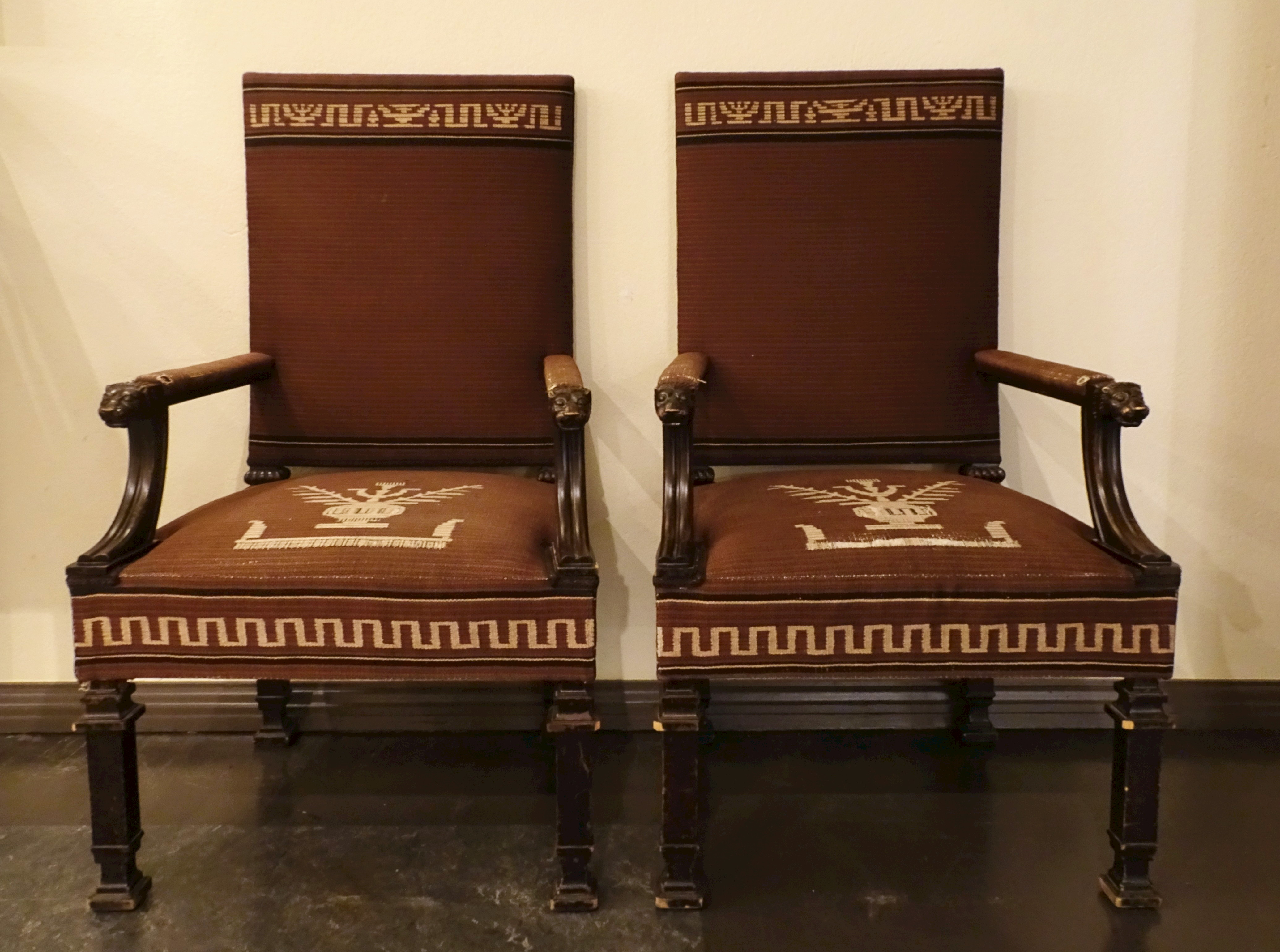
Karmstolar av Carl Malmsten.
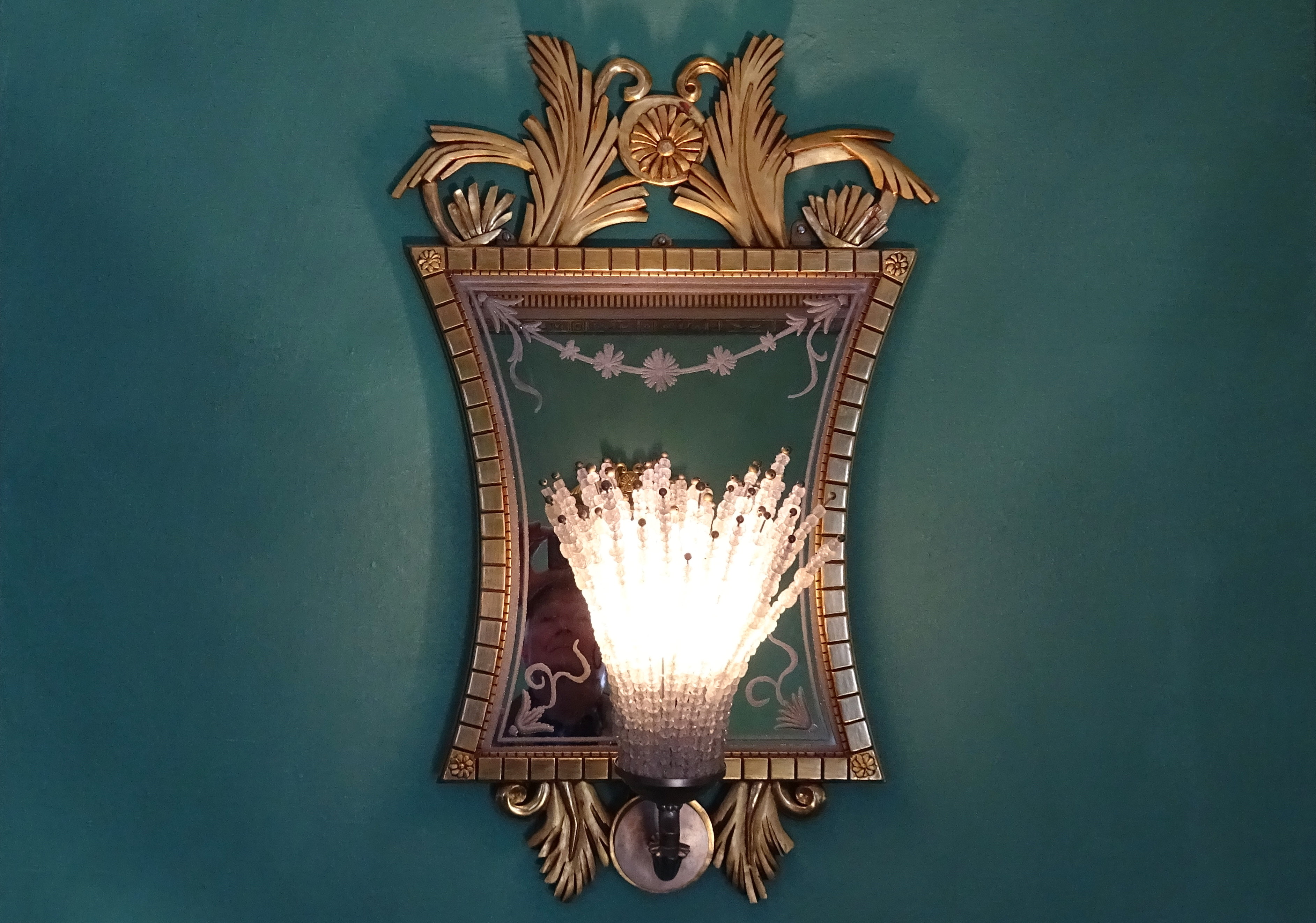
Vägglampett av Robert Hult.
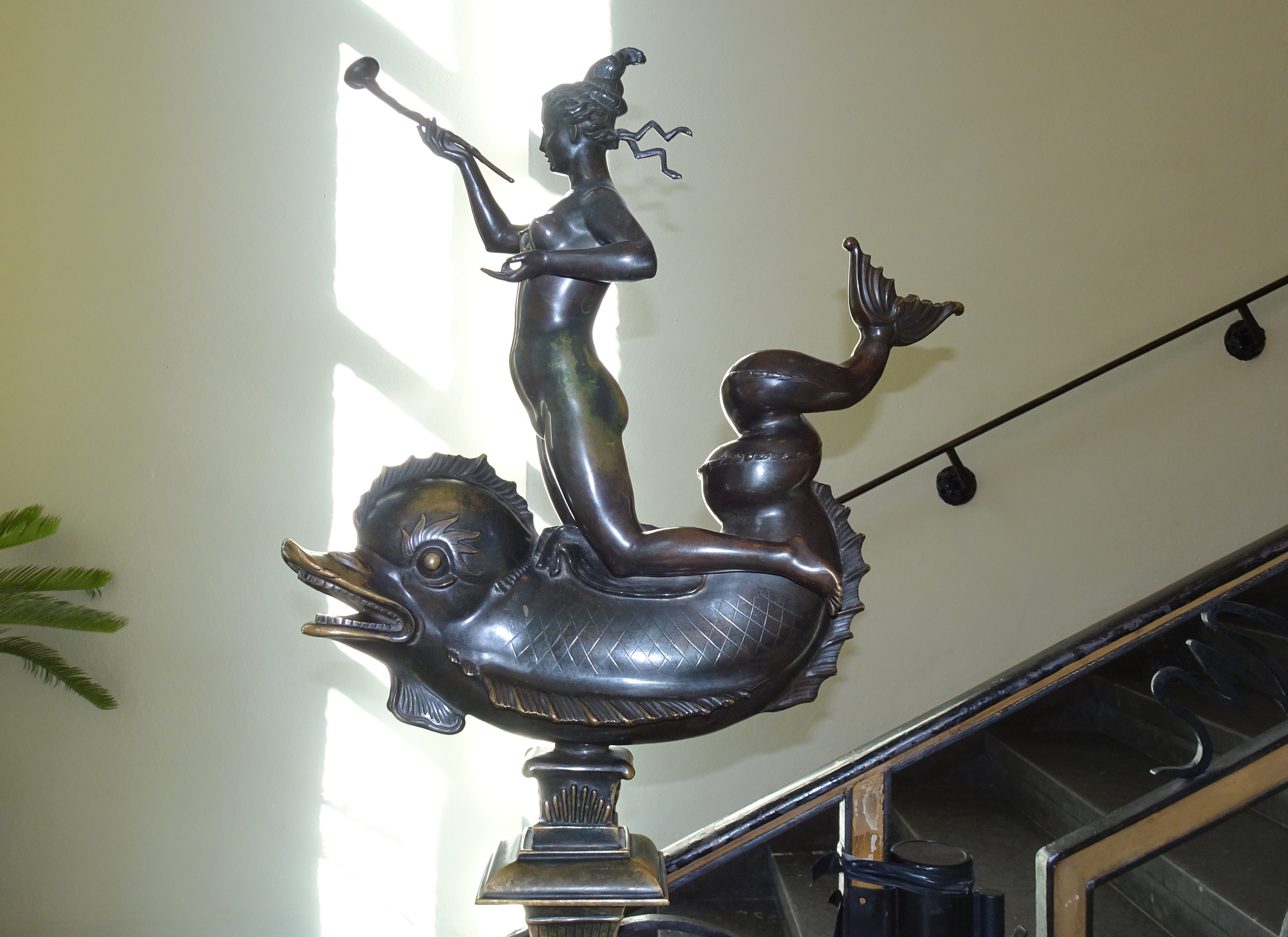
Stora salens trappor, skulptur formgiven av Ansgar Almquist.

## Invigning

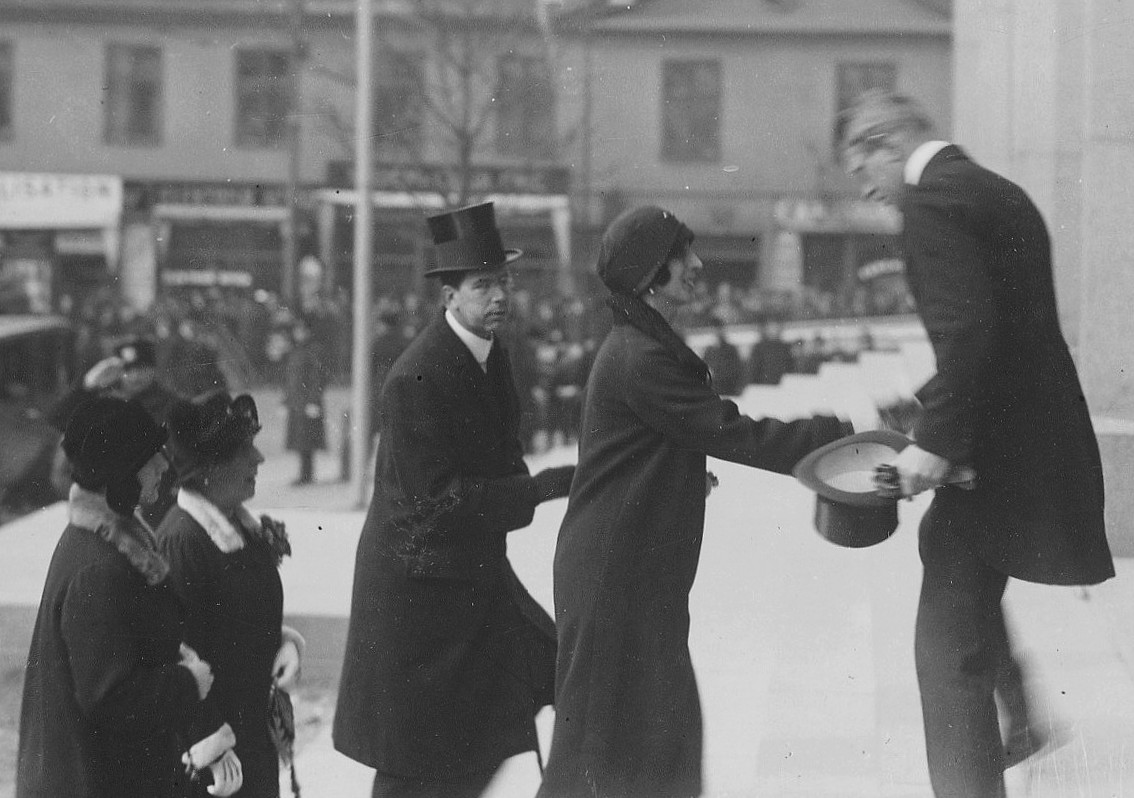
Invigning den 7 april 1926, kronprinsparet anländer till Konserthustrappan.

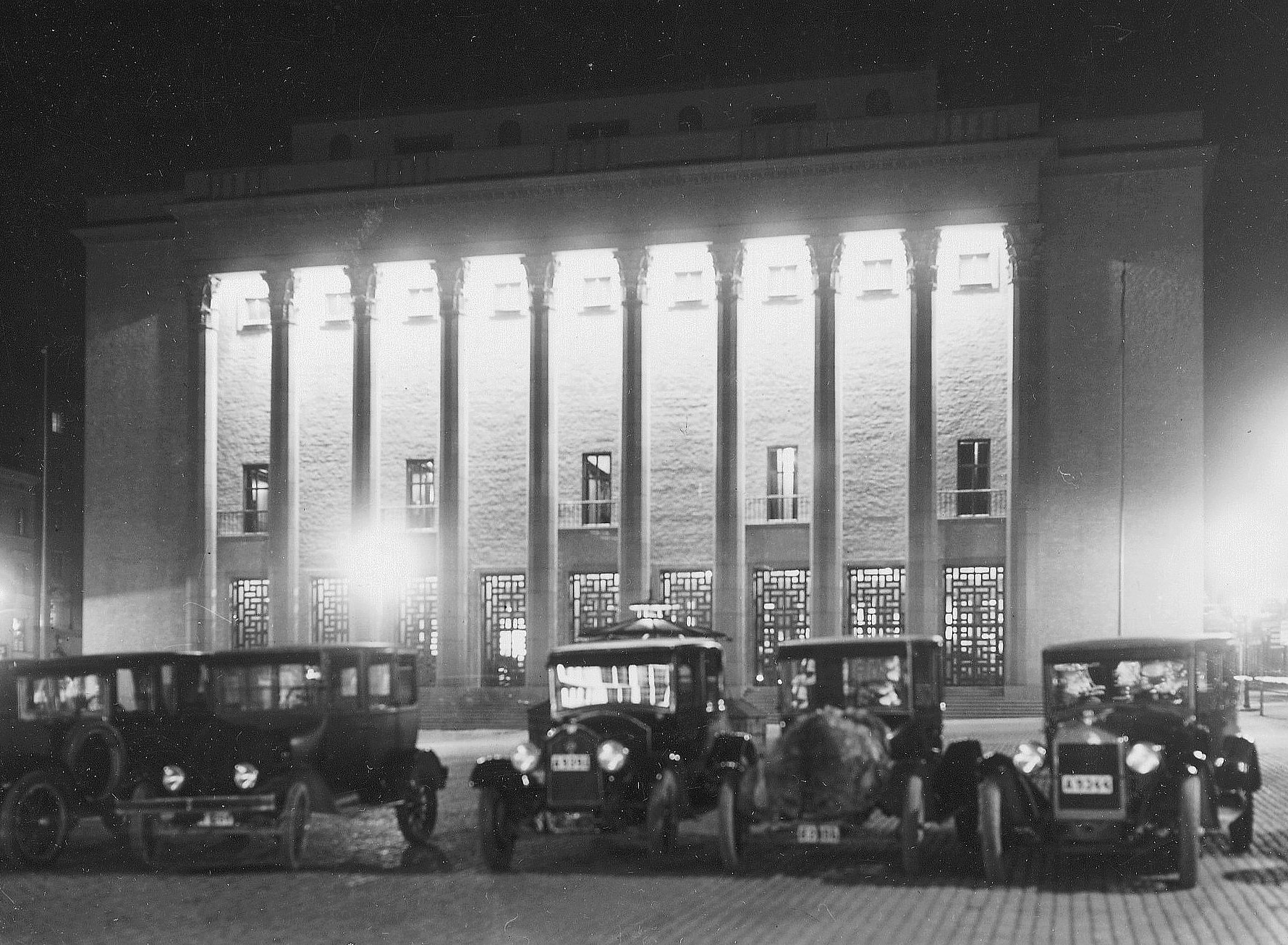
Konserthuset invigningskvällen, där fasadbelysningen tändes första gången.

Invigningen var ursprungligen planerad till den 10 mars 1926 men blev något försenad och skedde slutligen under festliga former med början på eftermiddagen den 7 april 1926. Kronprinsparet Gustaf Adolf och Louise var närvarande liksom andra medlemmar ur kungafamiljen. Festligheterna varade i tre dagar med konserter på andra och tredje dagen.
Invigningsceremonin började i Lilla salen med ett kort anförande av prins Eugen och ett tack till alla som "bidragit till Konserthusets tillblivelse" och speciellt till arkitekten som "på ett glänsande sätt löst sin uppgift". Därefter bad Konserthusstiftelsens Walter Philipson kronprins Gustaf Adolf att officiellt inviga Konserthuset. Stockholms stadsfullmäktiges ordförande, direktör Allan Cederborg, tackade å stadens och dess invånares vägnar för ”denna lysande och goda gåva åt Mälardrottningen”. Talen avslutades av statsminister Rickard Sandler som hyllade dem "som bidragit till fullbordandet av konserthuset såsom ett musikens eget oavhängiga tempel".
På kvällen gavs en högtidlig festbankett för 300 inbjudna gäster "med bloss och en trumpetblåsare på takterrassen" samt specialskriven musik. Konserten omfattade Franz Berwalds uvertyr till Drottningen av Golconda och Ludwig van Beethovens Symfoni nr 7. Bo Bergman bidrog med en för tillfället författad prolog som framfördes av Anders de Wahl. Kurt Atterbergs prisbelönade festkomposition Sången rönte stort intresse. Det ”höllos en mängd tal, och telegrafiska lyckönskningar från olika håll upplästes”, som Svenska Dagbladet uttryckte det. På den andra och den tredje dagen gavs konserter med verk av Händel och Mozart samt Haydn, Schubert, Berwald och Beethoven.
I Dagens Nyheter från 8 april 1926 kunde man läsa första sidans rubrik: ”Nya Konserthuset festligt invigt med galapremiär”. Vidare hette det bland annat att allmänheten följt ”den stolta byggnadens tillblivelse” med stort intresse och att ”musikpalatset, som dagen till ära klätt sig i flaggor och vimplar på kvällen för första gången framträdde i sin effektfulla eklärering [fasadbelysning]”. Svenska Dagbladet från samma dag menade att invigningsceremonin var enkel och häpnadsväckande kort. ”På trettiofem minuter voro fyra tal undanstökade, och något mer var det ej. Ingen musik. Den spelades på kvällen.”
Tidskriften Idun uppmanade besökare att meddela sina intryck i en bok som var utlagd på Konserthuset under invigningsdagen, och som senare publicerades av tidskriften. Högst upp på bokens första sida finns Per Albin Hanssons namnteckning under ordet "Storartat!". Dirigenten Hjalmar Meissner skrev på samma sida: "Konserthuset är vackert. Måtte även de toner som skola klinga i dess praktfulla salar bliva vackra".

## Byggnadsverkets mottagande
Byggnaden blev omedelbart uppmärksammad och beskrevs 1926 i en analyserande text av arkitekt Lars Israel Wahlman i facktidskriften Byggmästaren. Där framgår att han inte var helt nöjd med Stora salens rumslighet som "saknade genomarbetning och vacklade mellan ute och inne". Erik Wettergren, dåvarande intendent vid Nationalmuseum, hade en annan uppfattning och menade bland annat att utformningen var "det mest originella greppet inom denna rika byggnadskropp" och en "djärv arkitektonisk idé".
I Svenska slöjdföreningens årsbok från samma år gav konsthistorikern Axel Romdahl en entusiastisk beskrivning av inredningarna och konsthantverket. Även museimannen Erik Wettergren ställde sig mycket positiv i en ingående beskrivning av byggnadsverket i samlingsskriften Scenerier från 1927. Svenska Dagbladet lovordade arkitekturen och menade bland annat att Stora salens "golv, väggar, pelare och tak samlas i ett bävande ackord […] kunna arkitektur och musik smälta ihop bättre än så?"
Tengbom själv var missnöjd med placeringen av butikernas skyltfönster i fasaden. Han hade tänkt sig dem djupt indragna i fasaden för att ge ett intryck av en arkad runt byggnaden. Mot hans vilja flyttades de ut i fasadlivet för att göra skyltningen mer synlig. I sin presentation av byggnaden i minnesskriften menade Tengbom bland annat: "... och så har denna för fasaden mycket viktiga effekt beklagligtvis offrats av hänsyn, som icke kunna sägas vara ideella".

Exteriör
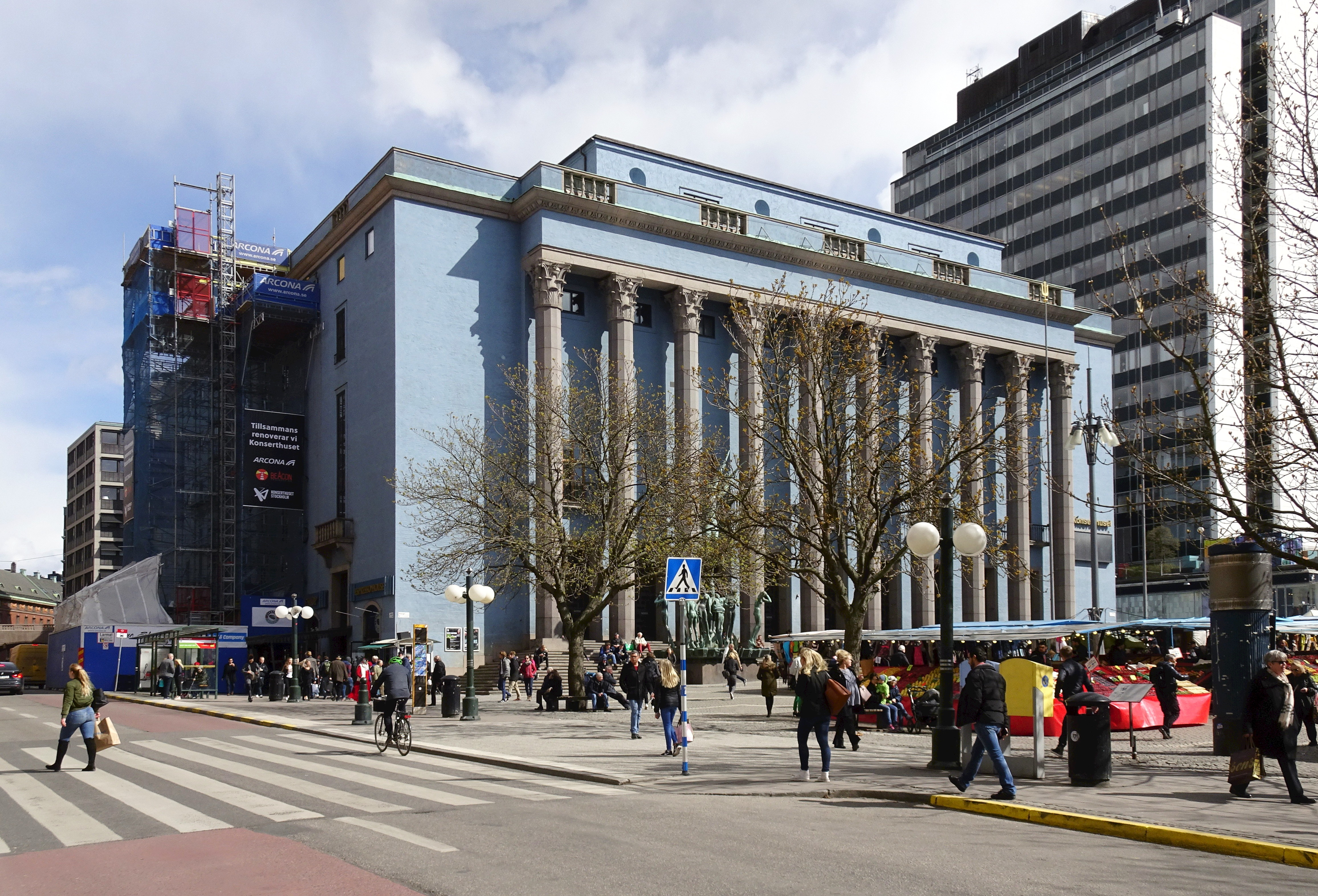
Vy från Kungsgatan.
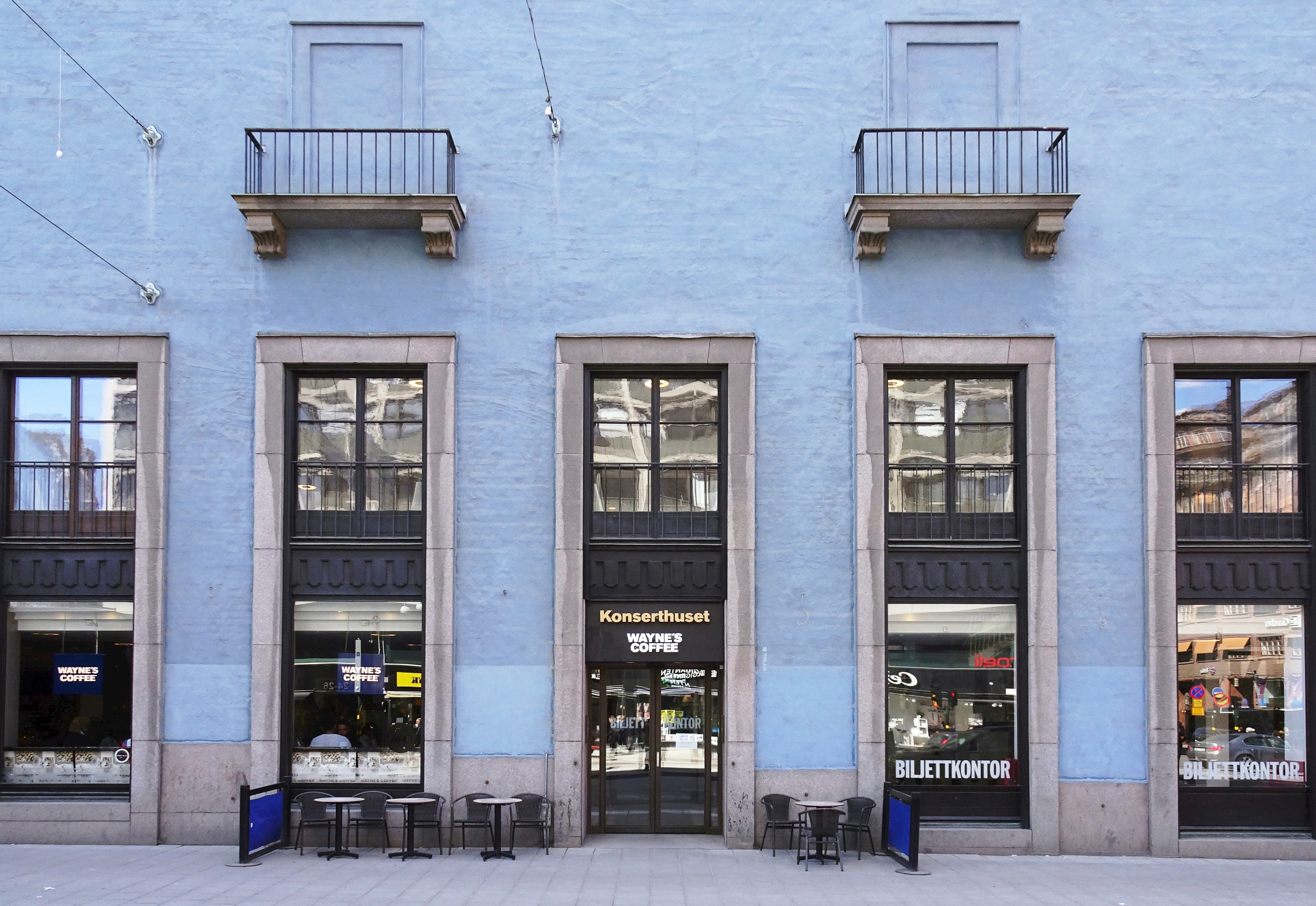
Butiksfasad mot Sveavägen.
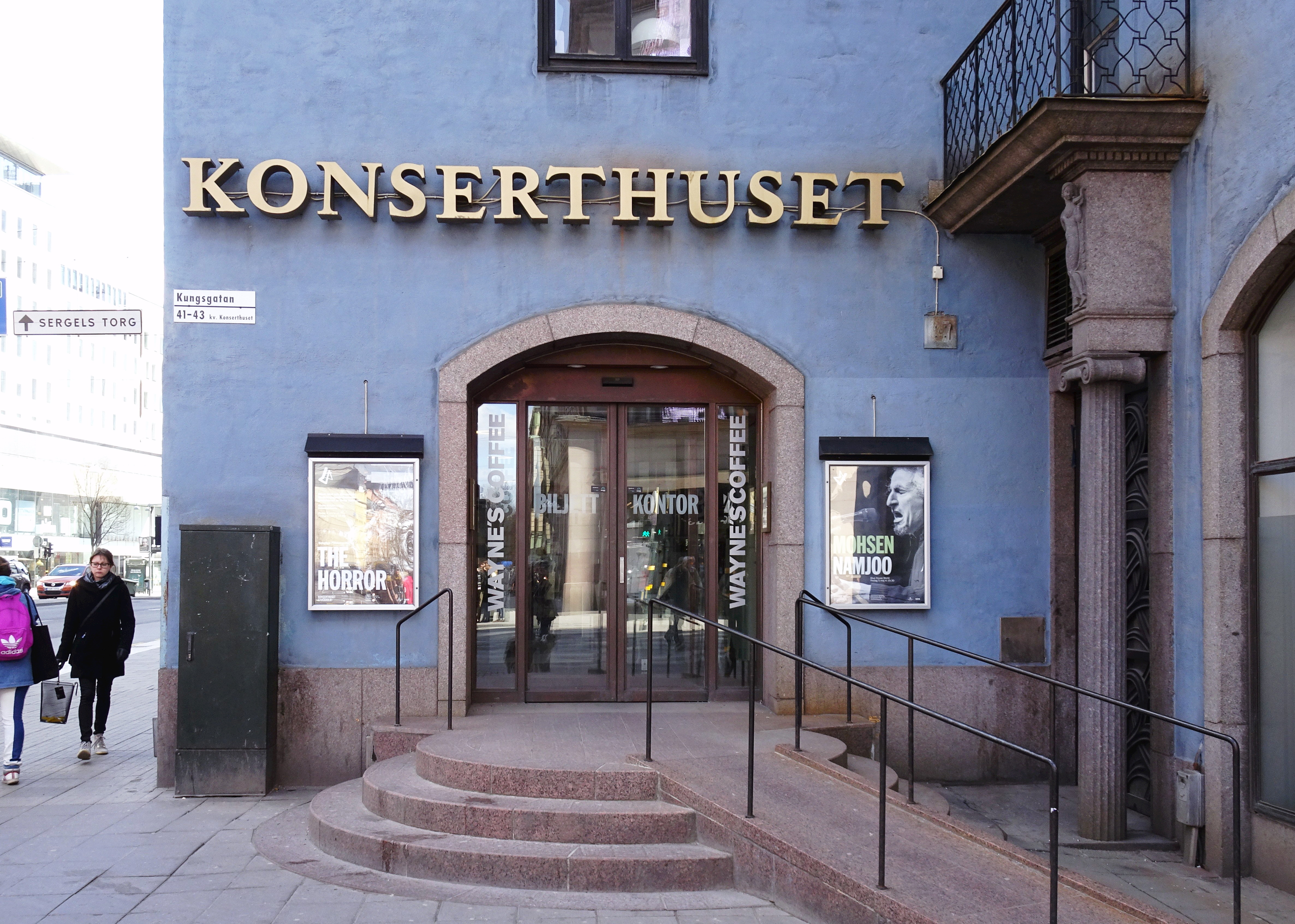
Hörnet av Kungsgatan och Sveavägen.
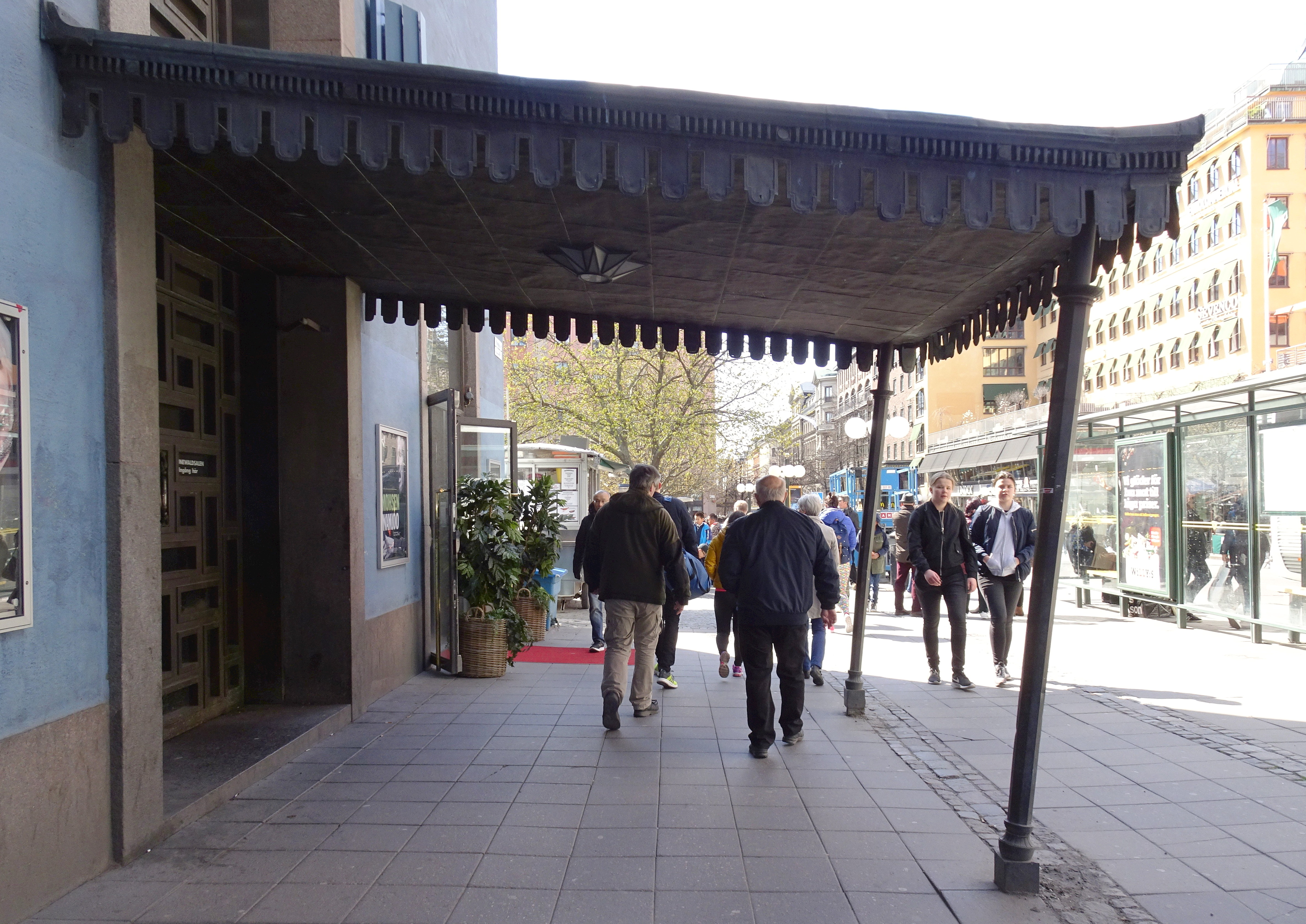
Entré till Grünewaldsalen.
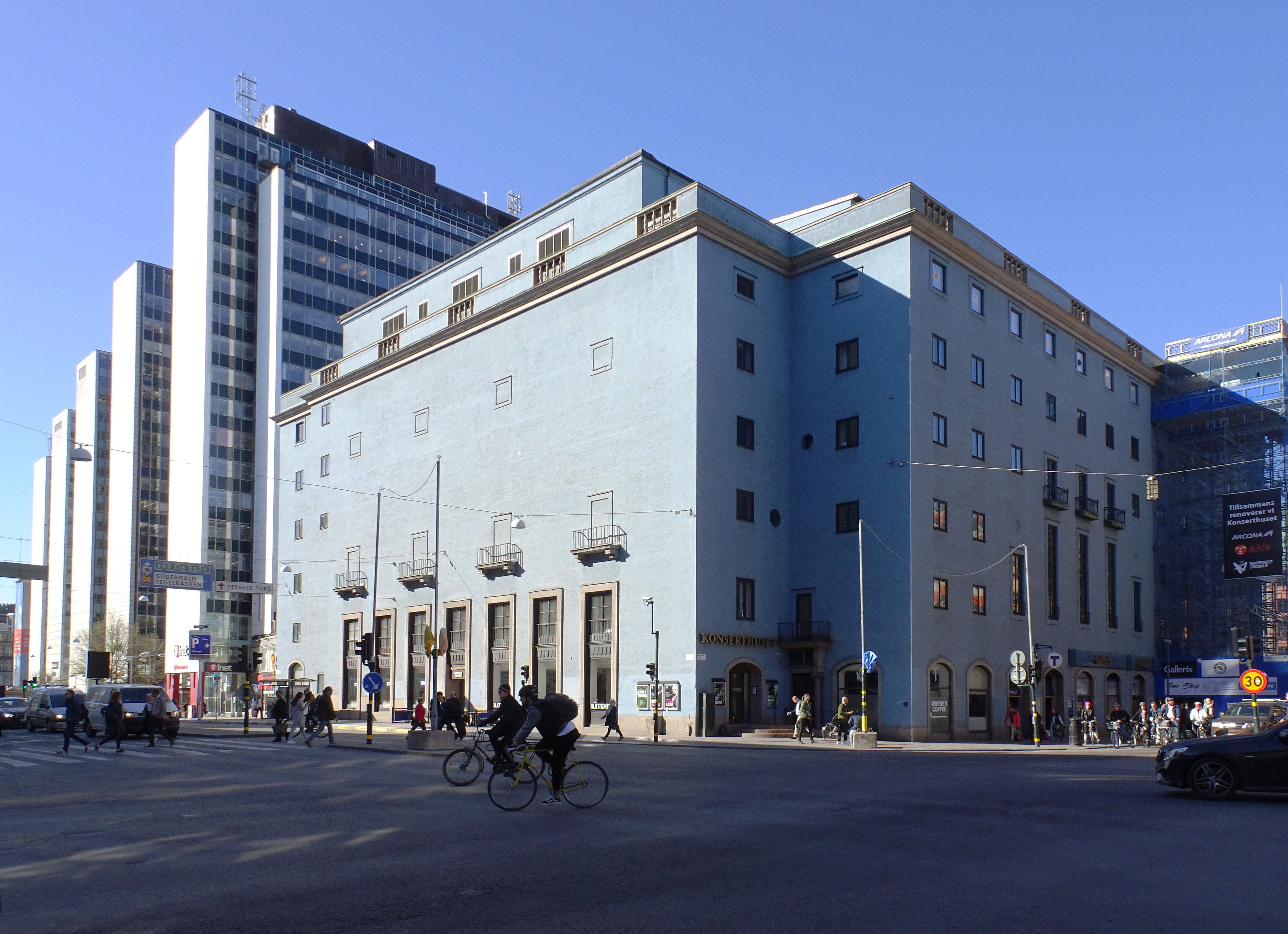
Vy från Sveavägen.

Detaljer
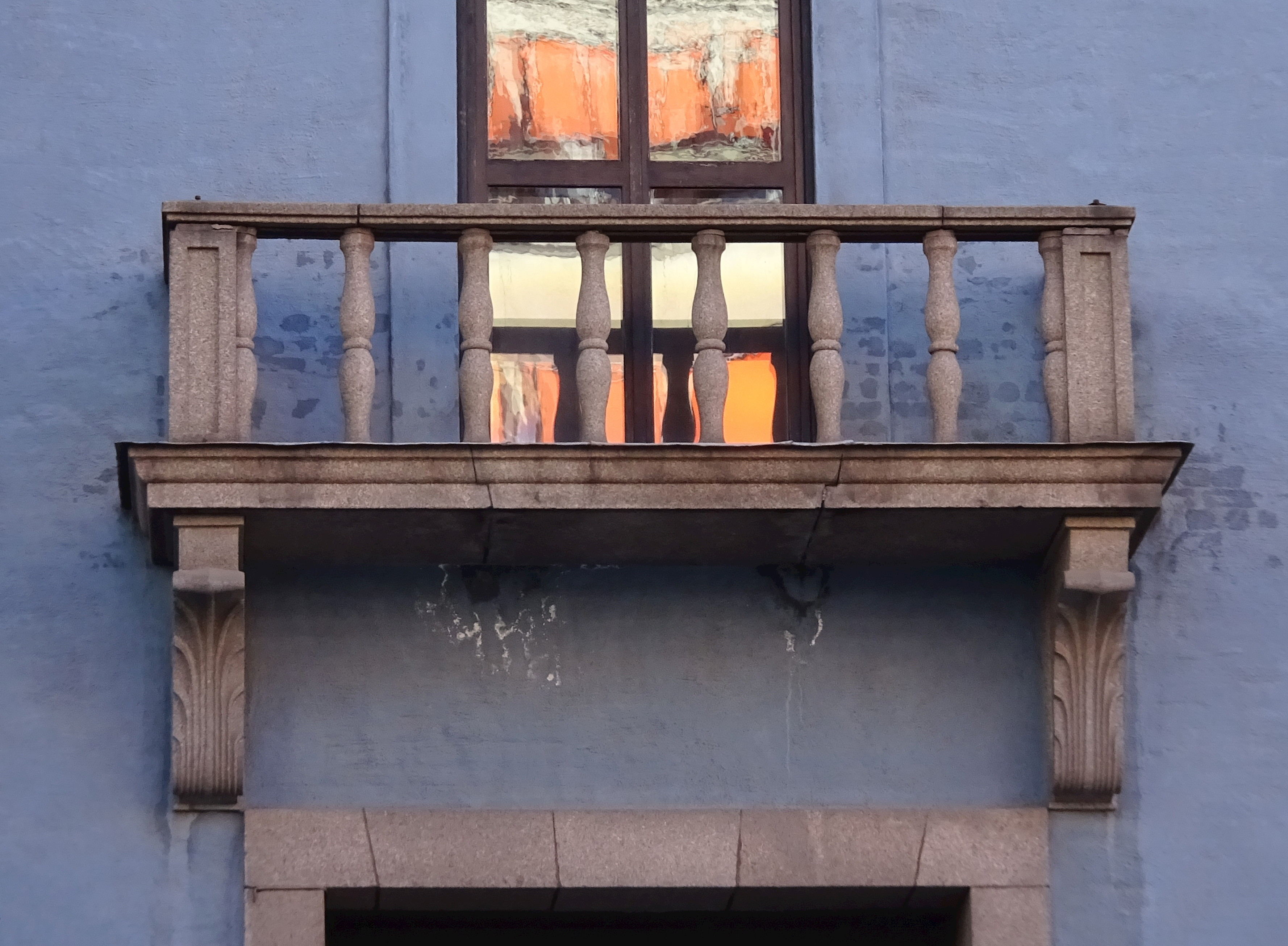
Balkong mot Kungsgatan.
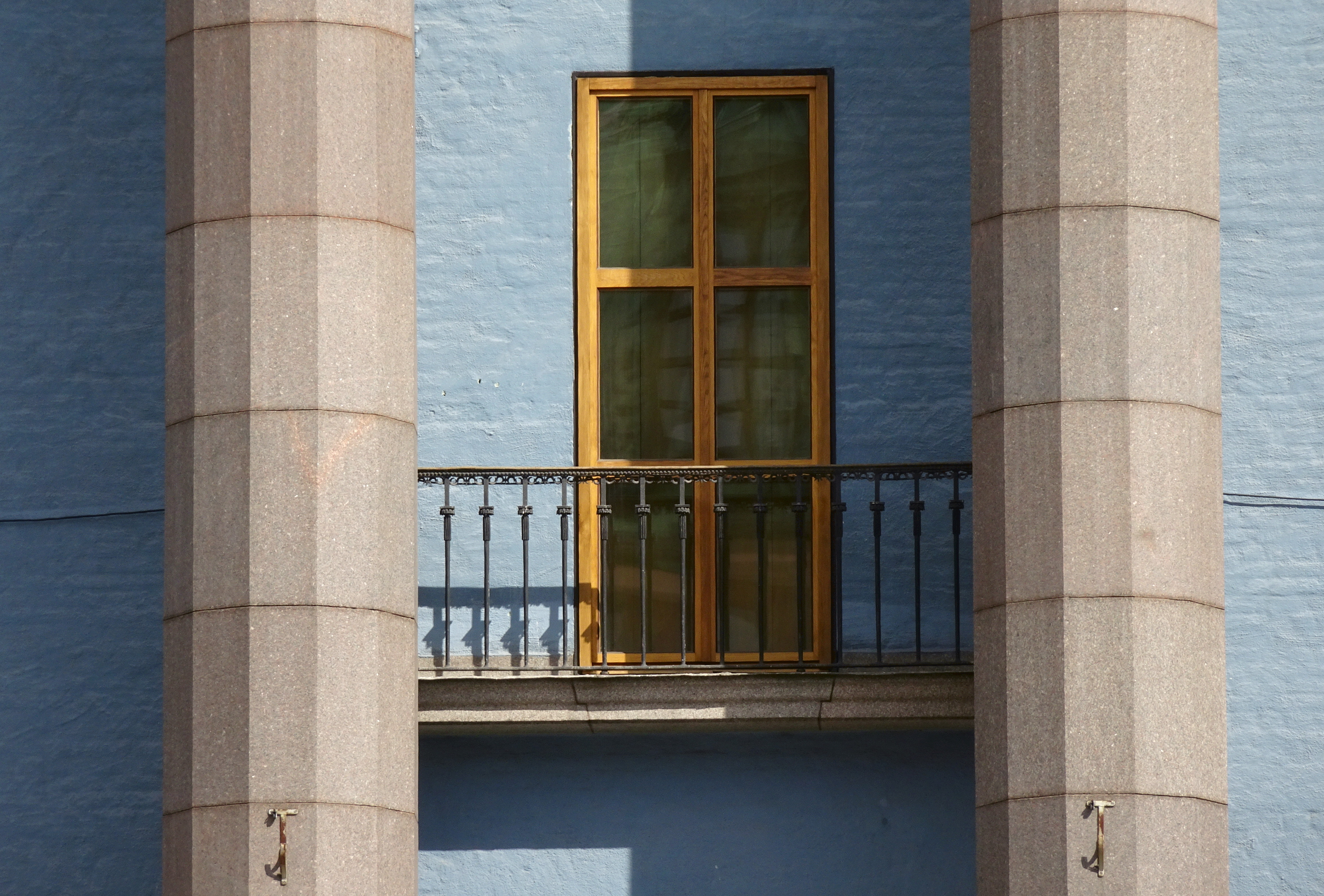
Balkong mot Hötorget.
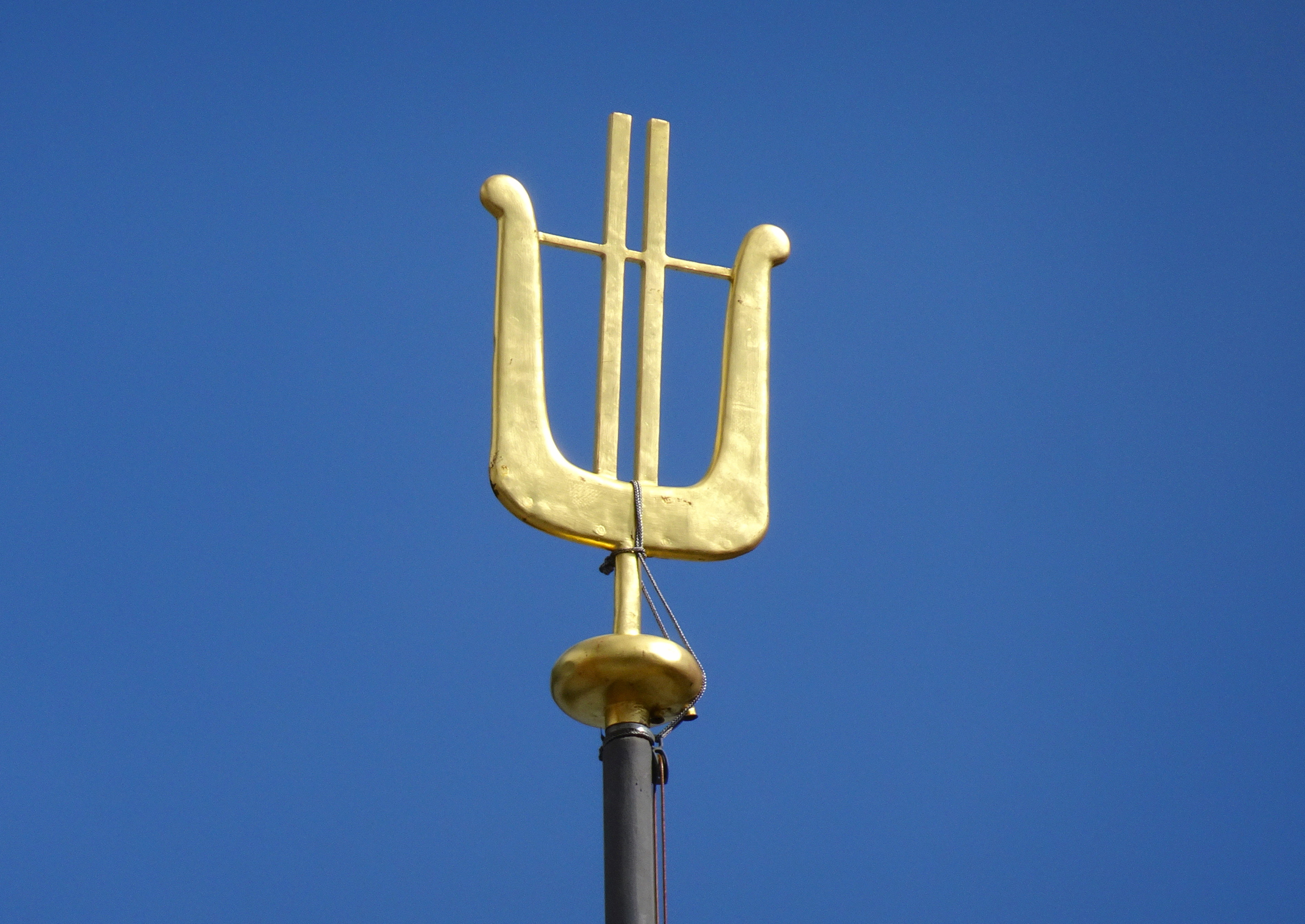
Flaggstångstopp i form av en lyra.
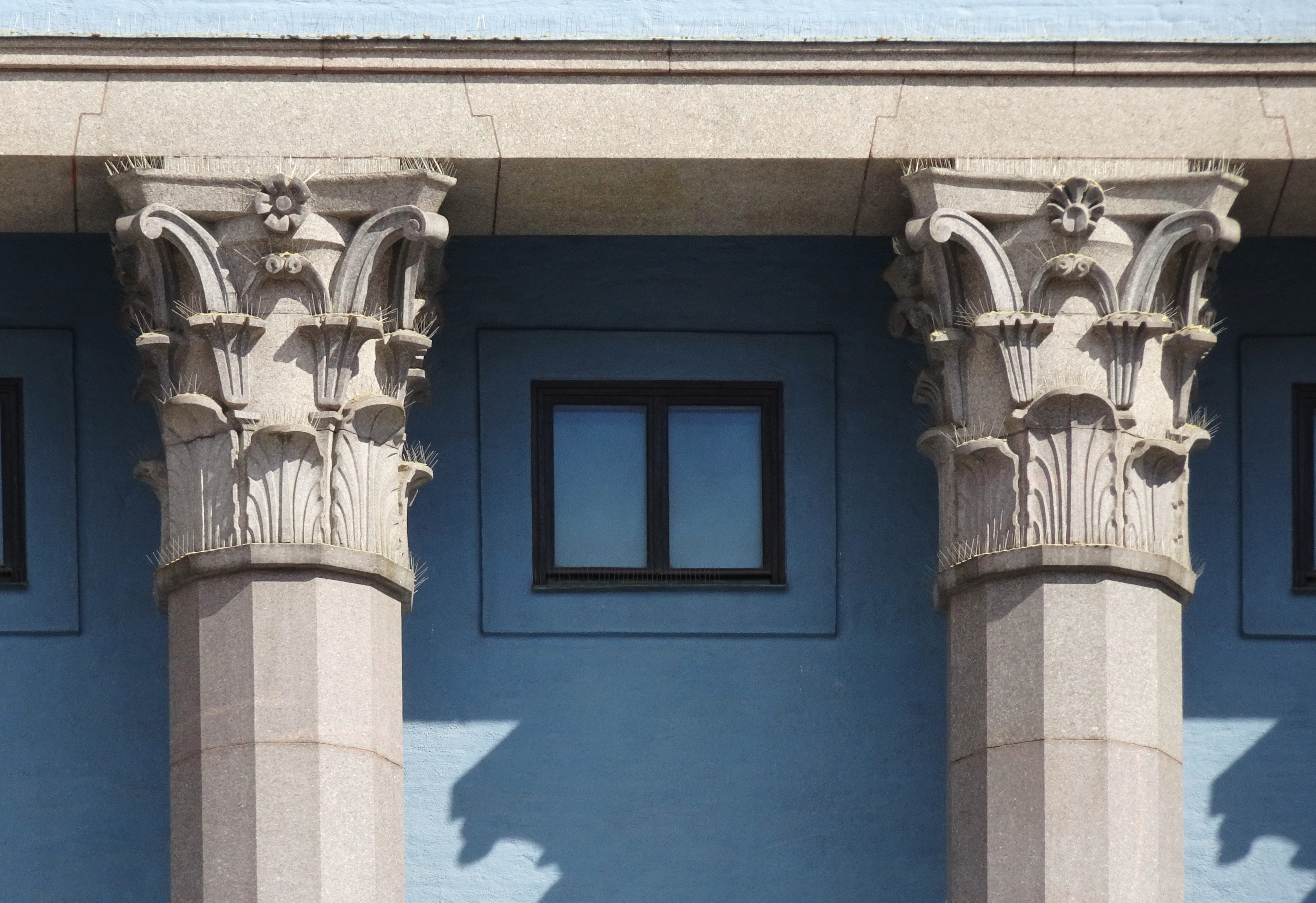
Kolonnkapitäl i korintisk ordning.
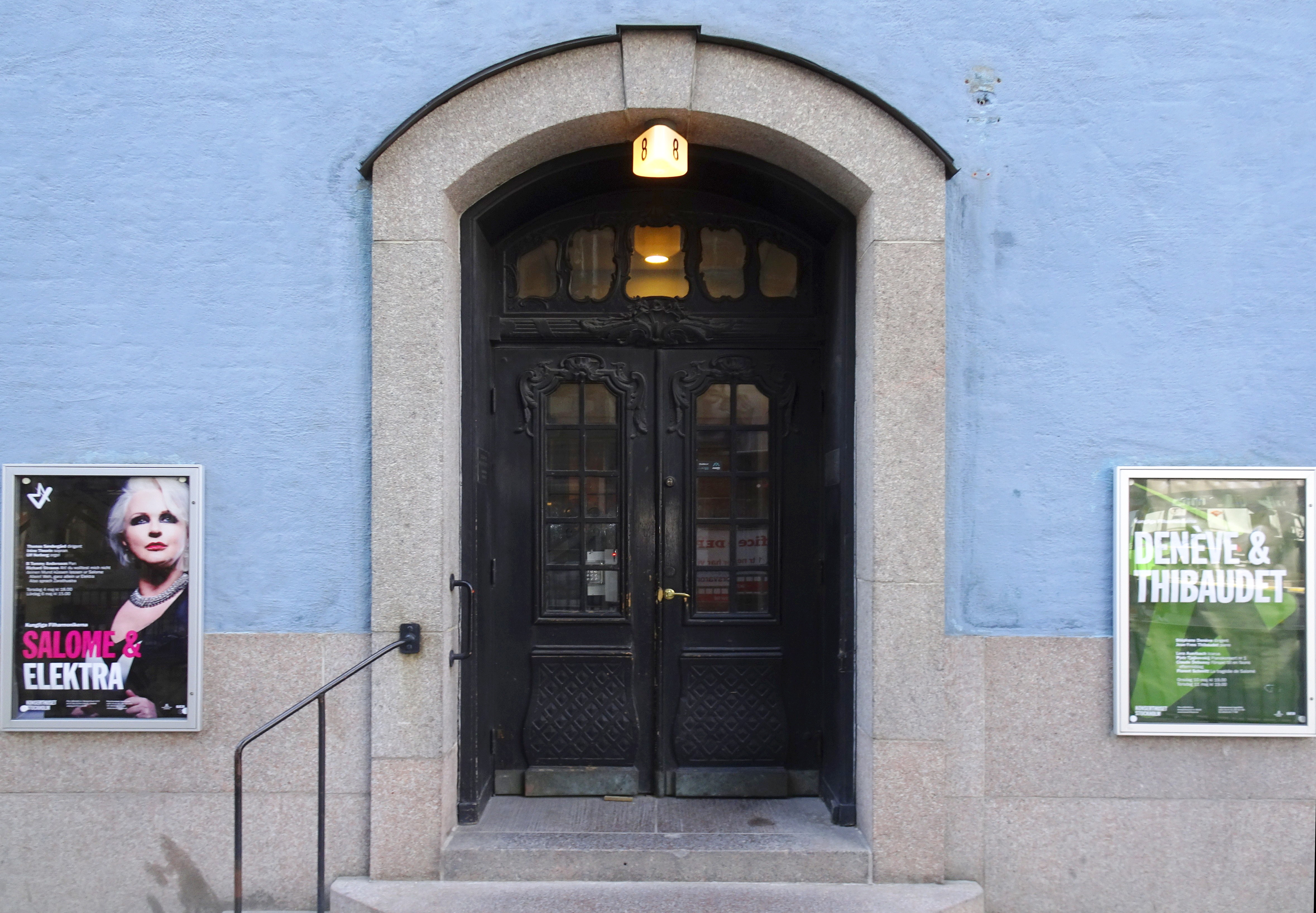
1700-talsrokokoport på södra fasaden.

## Ombyggnader
År 1952 anordnades en nedgång till tunnelbanan i nordöstra hörnet efter ritningar av Ivar Tengbom. Perioden 1971–1973 genomfördes en omfattande ombyggnad och därefter en nyinvigning. Tengboms arkitektkontor under ledningen av Ivar Tengboms son arkitekt Anders Tengbom ansvarade för projektet. Bland annat byggdes Stora salen om för bättre akustik (se Stora salen). År 1973 restaurerades även byggnadens fasader som fick sin ursprungliga coelinblå kulör tillbaka. Många fascinerades åter av den djärva färgsättningen, som efter många års nedsmutsning hade blivit gråbrun. Sedan dess har ett flertal större och mindre ombyggnationer genomförts. Under åren 2014–2017 löper ett upprustningsprogram som beräknas uppgå till 156,7 miljoner kronor exklusive moms och som har till syfte att "en gång för alla" komma ikapp det eftersatta underhållet. Även denna gång står Tengboms arkitektkontor för den estetiska utformningen, nu med Ivar Tengboms sonson arkitekt Svante Tengbom som ansvarige.

## Salar och samlingslokaler
I konserthuset finns flera salar och lokaler som är tillgängliga för allmänheten i samband med externa och interna evenemang:
- Stora salen med plats för upp till 1770 personer
- Grünewaldsalen (tidigare Lilla salen) med plats för upp till 460 personer
- Aulinsalen (tidigare Attiksalen) med plats för upp till 154 personer
- Stora foajén med plats för upp till 500 personer

## Kulturhistoriskt värde

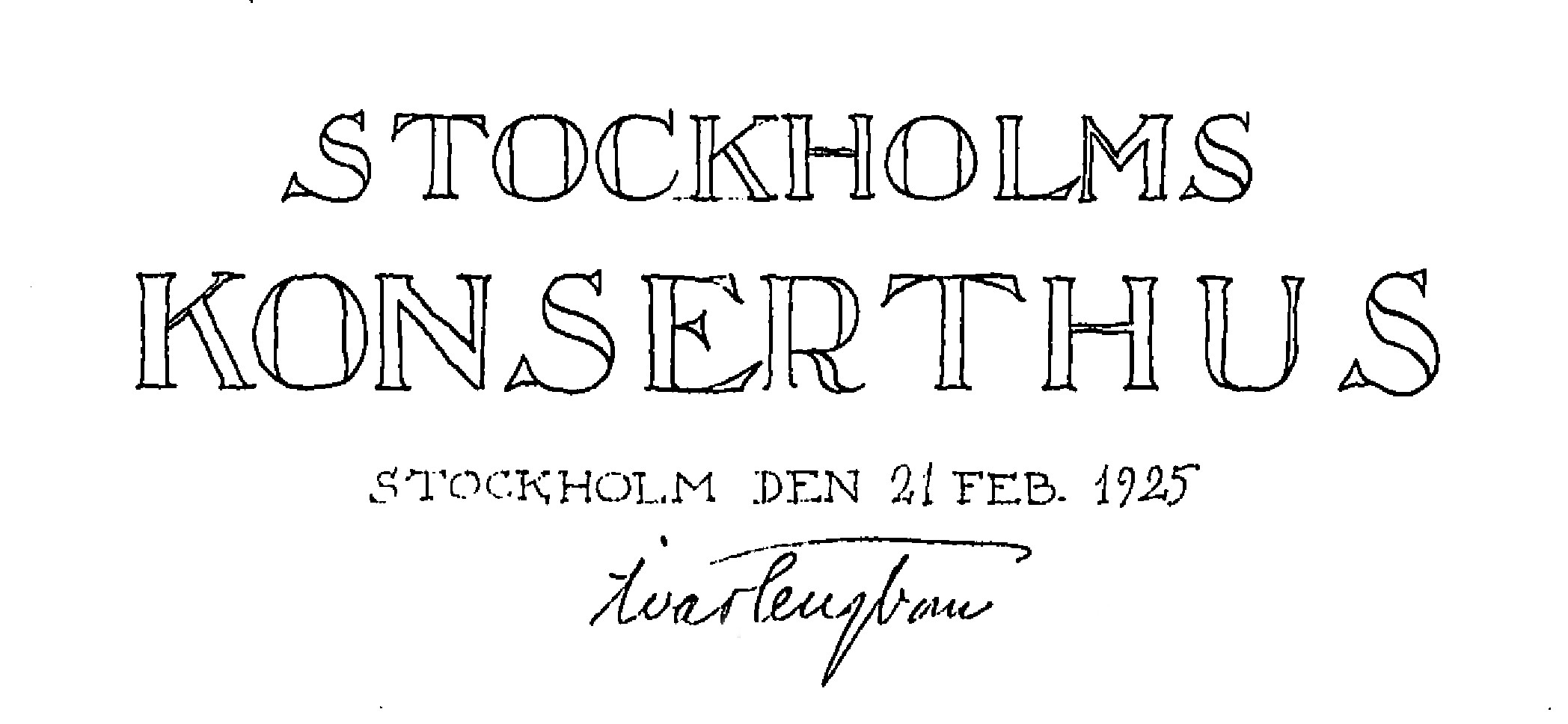
Tengboms signatur på ritningen, 1925.

Byggnaden är i dag i huvudsak välbevarad från byggnadstiden och är ett av de mest framstående exemplen på 1920-talets klassicism i Sverige. Konserthusbyggnaden har betydande arkitektur- och stadshistoriska samt stadsplane- och stadsbildmässiga värden men är inte klassad som byggnadsminne, eftersom det krävs statligt ägande för det. 
Arkitekt Tengboms verk har av Stadsmuseet i Stockholm med Marianne Råberg (tidigare stadsantikvarie) i spetsen bedömts ha så högt kulturhistoriskt värde att den motsvarar fordringarna för byggnadsminne enligt kulturminneslagen och gett blå klassificering enligt stadsmuseets system. Det innebär att byggnaden inte får förvanskas och det yttre skall hållas i vårdat skick, vidare skall allt underhåll utföras så att byggnadens särart bevaras.

## Verksamhet och organisation
Konserthuset ägs och drivs av Stockholms konserthusstiftelse, med Stockholms läns landsting som huvudfinansiär. De övertog statens roll vad avser ekonomiskt stöd till stiftelsen 1993. Anslaget för 2017 uppgår till 146 miljoner kronor, och största sponsor är SEB. Marken som huset står på hyr stiftelsen av Stockholms stad på ett 100-årskontrakt. Den administrativa personalen uppgår till sammanlagt ett 40-tal personer. Anita Lidberg är sedan 2018 styrelsens ordförande, medan chef för Stockholms konserthus sedan 2003 är Stefan Forsberg.
I stadgarna fastslås att Stockholms Konserthusstiftelse är ”tillkommen för att förverkliga konstnärliga och kulturella syften”, vidare skall den driva en aktiv musikverksamhet genom att ge konserter och för detta ändamål ”upprätthålla och underhålla” en fast orkester i Stockholm som kallas Kungliga Filharmoniska Orkestern i Stockholm.
Stockholms konserthus tjänstgjorde parallellt med konsertverksamheten även som teater under namnet Konserthusteatern mellan 1926 och 1942. Åren 1931–1932 leddes teatern av skådespelaren Gösta Ekman d.ä. och regissören Per Lindberg.

Evenemang (urval)
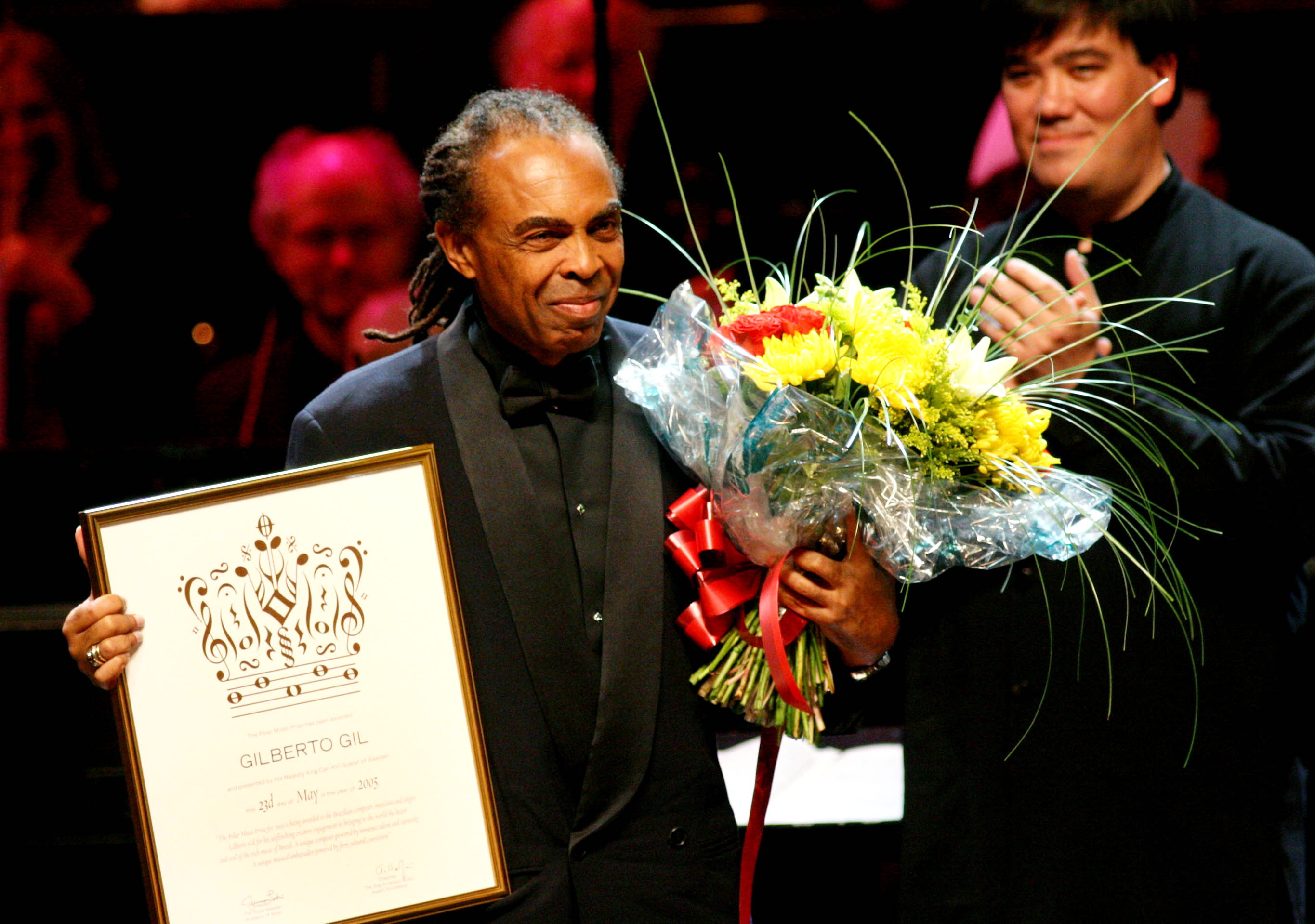
Polar Music Prize till Gilberto Gil, 2005.
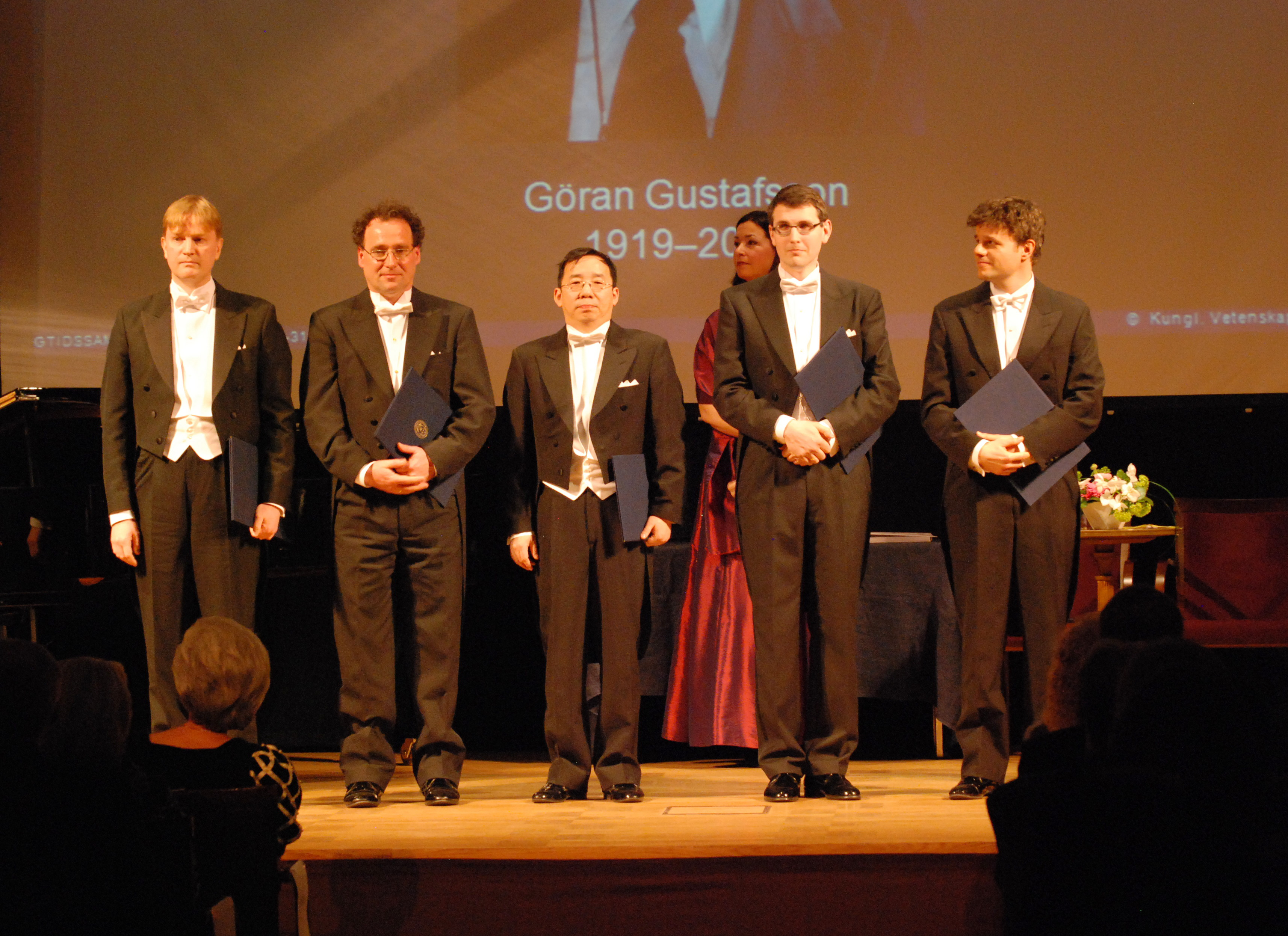
Göran Gustafssonpriset, 2010.
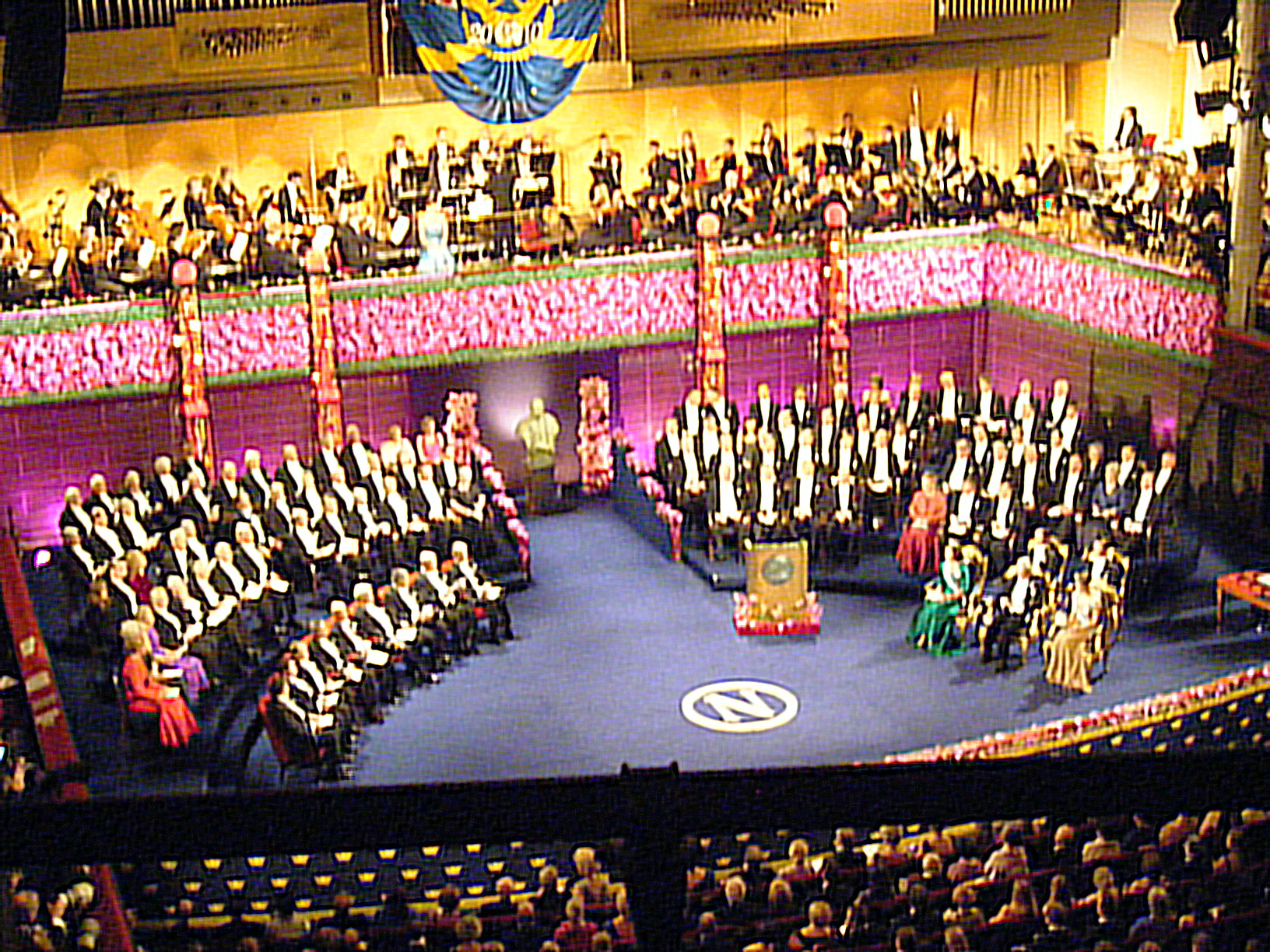
Nobelprisceremonin 2010.
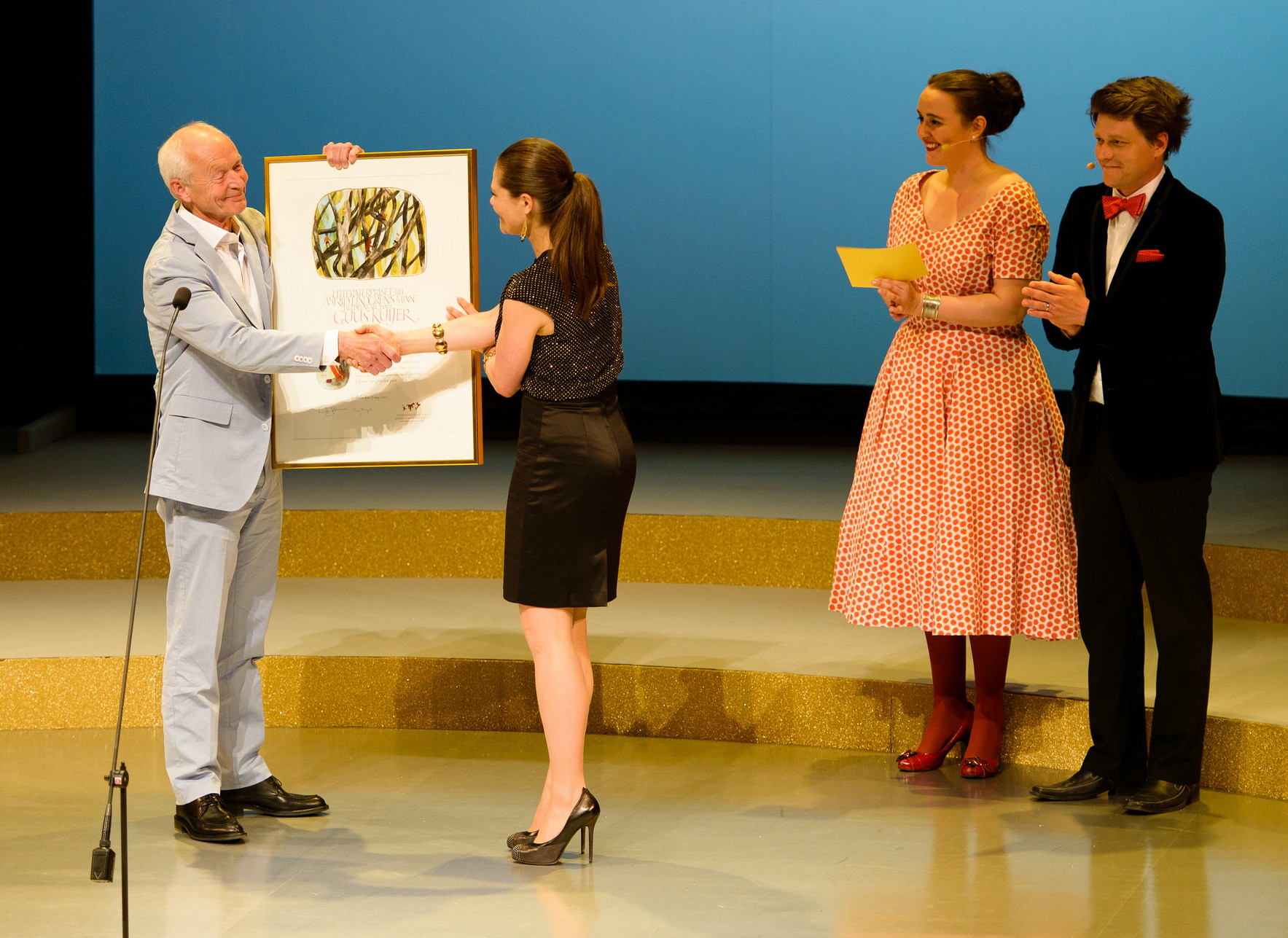
Litteraturpriset till Astrid Lindgrens minne till  Guus Kuijer, 2012.
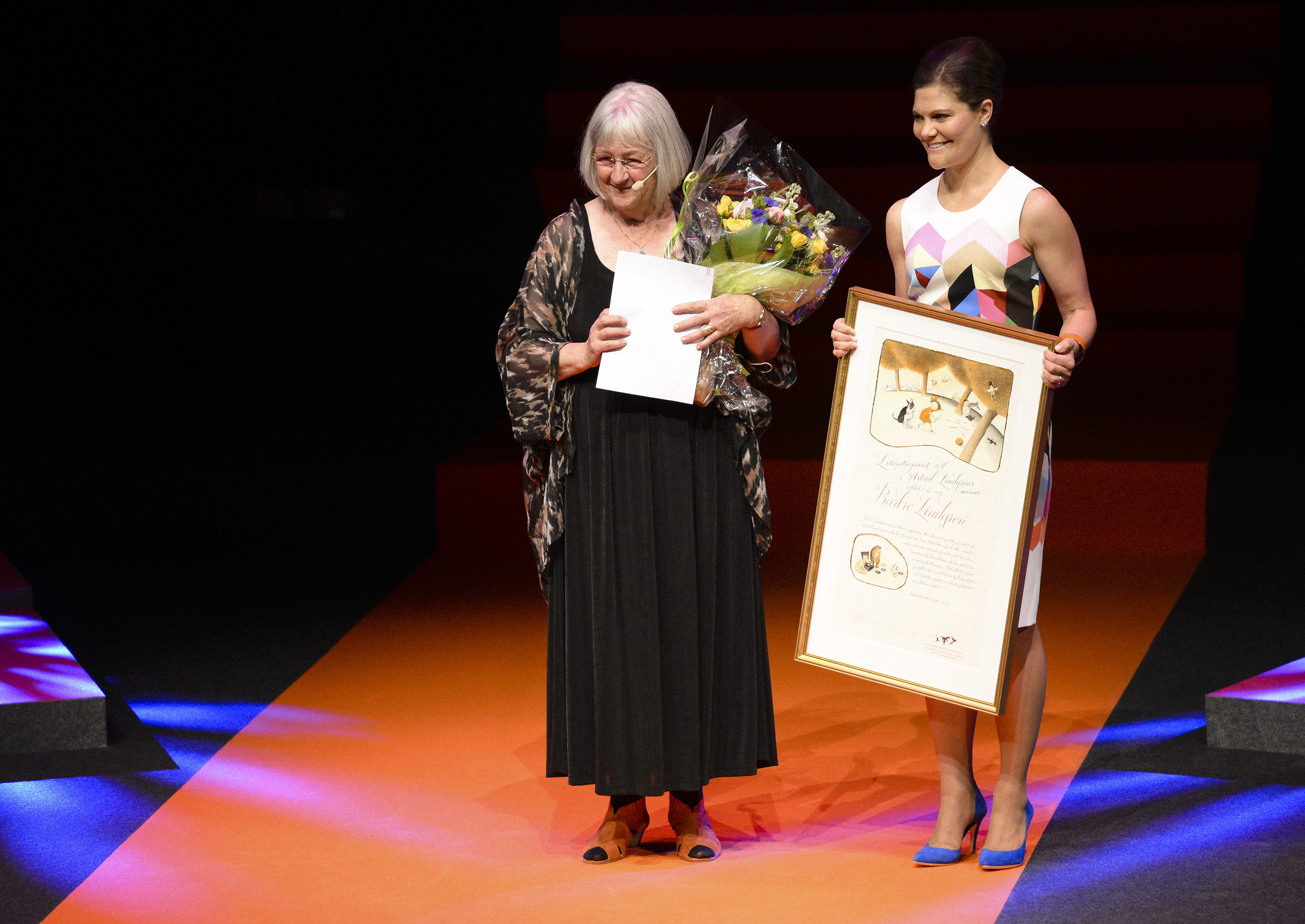
Litteraturpriset till Astrid Lindgrens minne till Barbro Lindgren, 2014.

### Noter

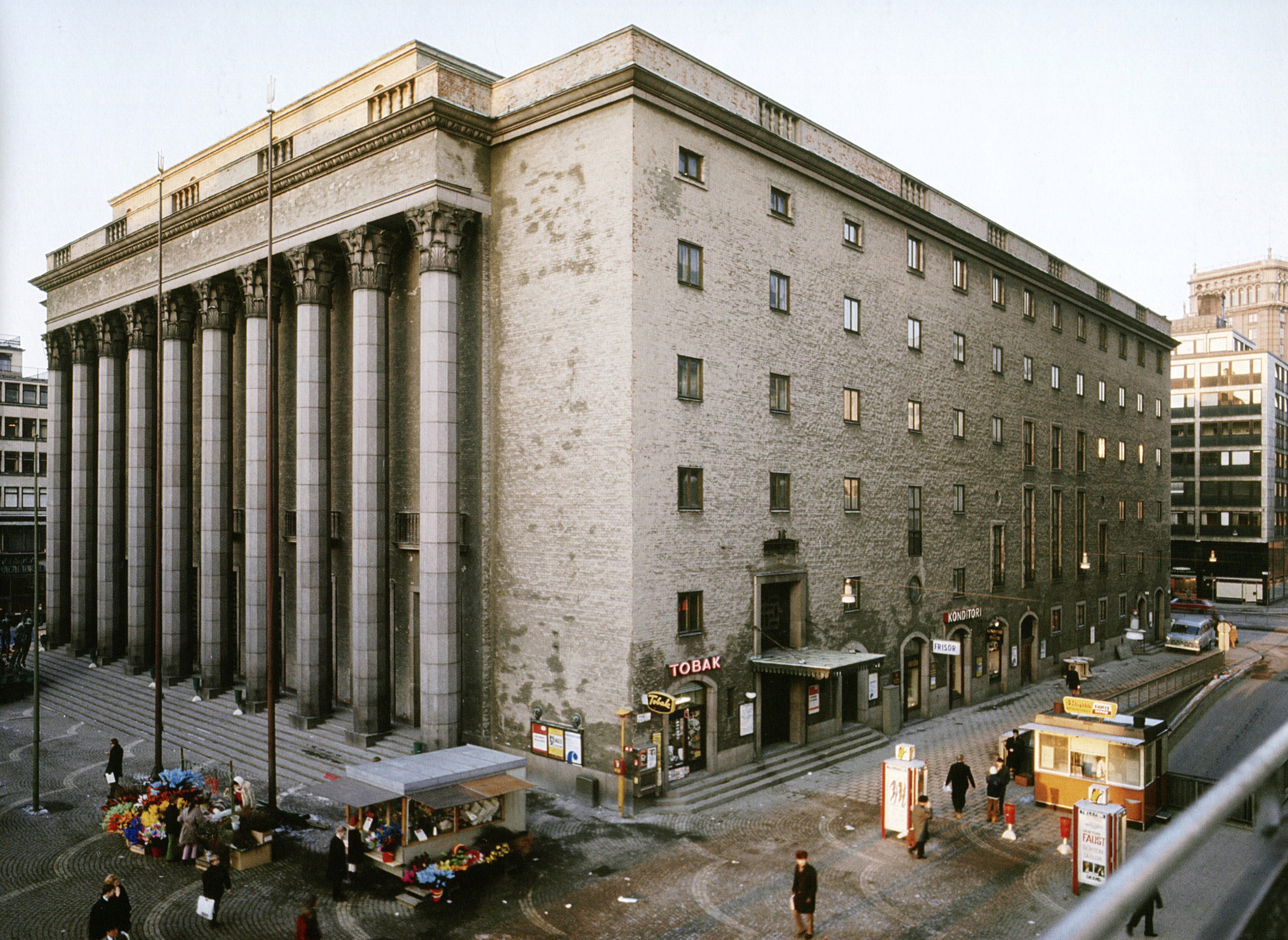
Konserthuset före renoveringen, 1967.

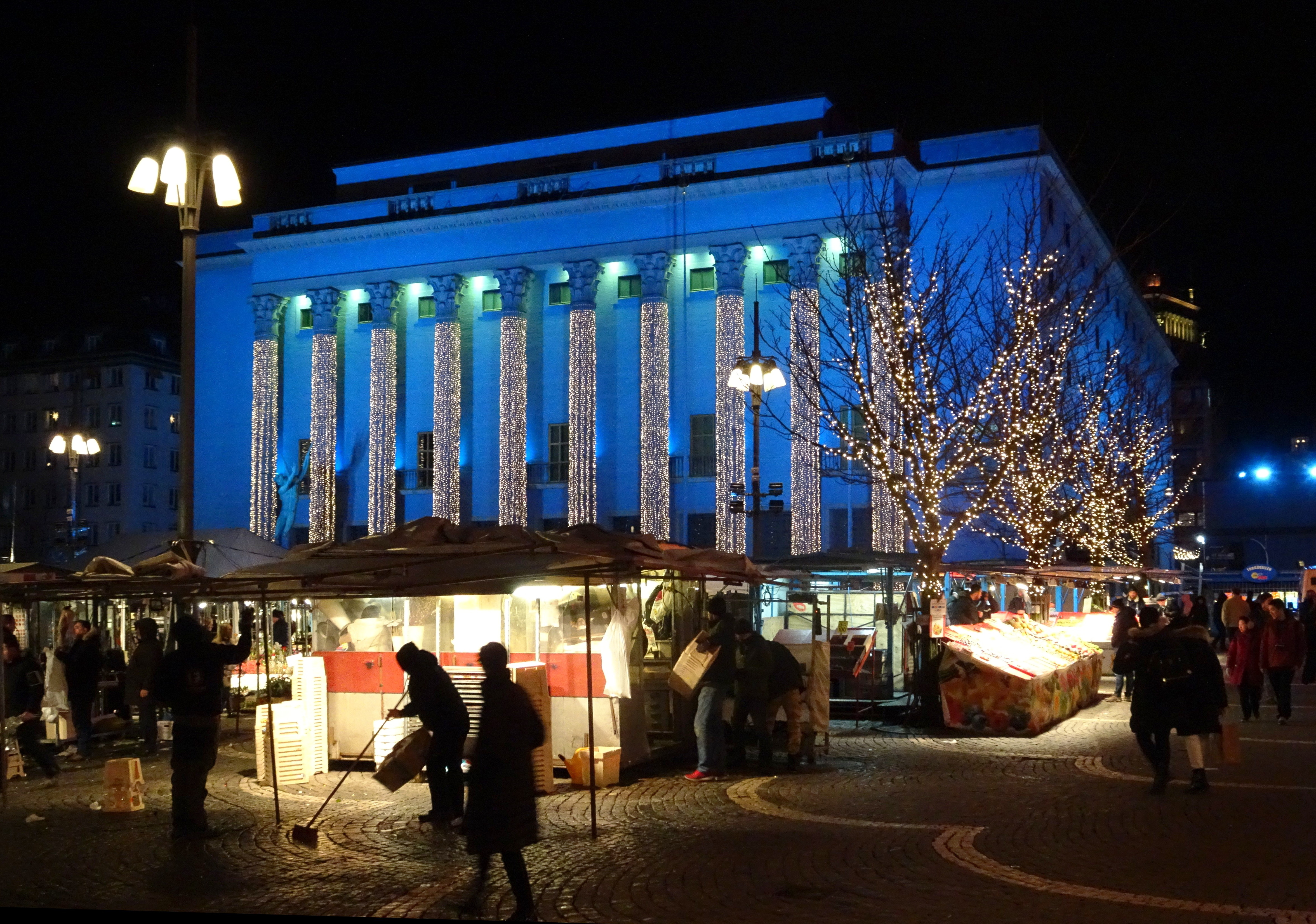
Konserthuset i julbelysning, 2017.

### Återkommande prisutdelningar
- Nobelpriset i medicin, fysik, kemi och litteratur utdelas den 10 december varje år i Stora salen. Nobelpalatset som Nobelstiftelsen planerade för bland annat prisutdelningen och som ritades av Ferdinand Boberg mellan åren 1906 och 1911 byggdes aldrig. Nobelprisutdelningen i Konserthuset skedde första gången 1926. Under andra världskriget ställde man in prisutdelningen under två år. I framtiden är det tänkt att prisutdelningen ska ske i det planerade Nobelcenter på Blasieholmen.
- Litteraturpriset till Astrid Lindgrens minne instiftades år 2002 av Sveriges regering och utdelningen sker årligen i Konserthuset sedan 2010.
- Polar Music Prize som instiftades 1989 delas ut årligen i Konserthuset sedan 2004. Vid ceremonin medverkar Kungliga Filharmonikerna tillsammans med en lång rad artister.
- Augustpriset instiftades 1989 av Svenska Förläggareföreningen och delas sedan 2008 ut i Konserthuset, tidigare i Berwaldhallen.[48]

### Historiska framträdanden av enskilda artister (urval)
I kronologisk ordning.
- Beniamino Gigli (1949)
- Coleman Hawkins (1950)
- Duke Ellington (1950)
- Ella Fitzgerald (1952)

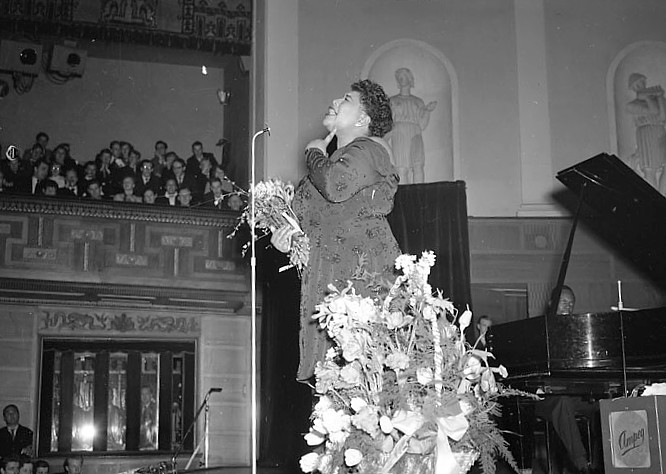
Ella Fitzgerald tackar publiken i Stora salen, 30 mars 1952.

- Birgit Nilsson med Bernhard Sönnerstedt (1953)
- Louis Armstrong (1955 och 1959)
- Jimi Hendrix (1969)
- Maurice Chevalier (1968)
- Led Zeppelin (1969)
- Zara Leander (1973)
- Abba (1975)
- Bruce Springsteen (1975)[49]
- Eric Clapton med George Harrison (1969)
- Mireille Mathieu (1986)
- Lisa Ekdahl med Monica Zetterlund (1996)
- Harry Belafonte (1998)
- Alice Babs (1998)

### TV-historia i Konserthuset

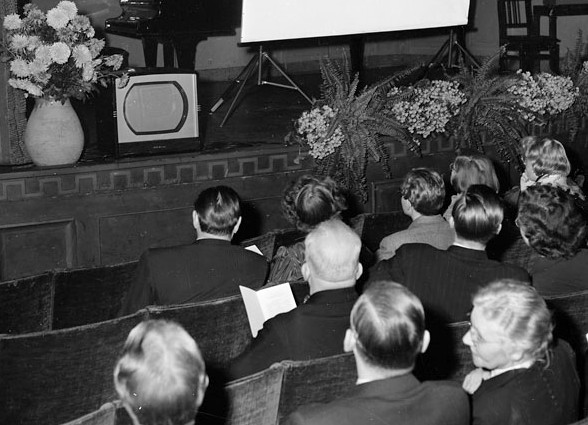
Visning av television i Konserthuset den 10 december 1950.

Den 10 december 1950 direktsändes Nobelprisutdelningen i Konserthuset för första gången i television. Sändningen räknas som televisionens första praktiska framträdande i Sverige. Redan några dagar innan kom flera tekniker från Radio Corporation of America (RCA) med den nödvändiga utrustningen. Nobelprisutdelningen visades sedan på monitor och filmduk för en utvald publik i Konserthuset. 
Dagen efter TV-premiären fick statsministern Tage Erlander, flygvapenchefen Bengt Nordenskiöld och Elektronikbolagets chef Sven Jansson en demonstration om television av teknikern Walter Lawrence från RCA. På sitt Sverigebesök demonstrerade Lawrence även televisionens möjligheter på Karolinska sjukhuset. De första officiella TV-sändningarna i Sverige började inte förrän i september 1956 (se Sveriges TV-historia).